# Historiographie de l'Amérique coloniale espagnole

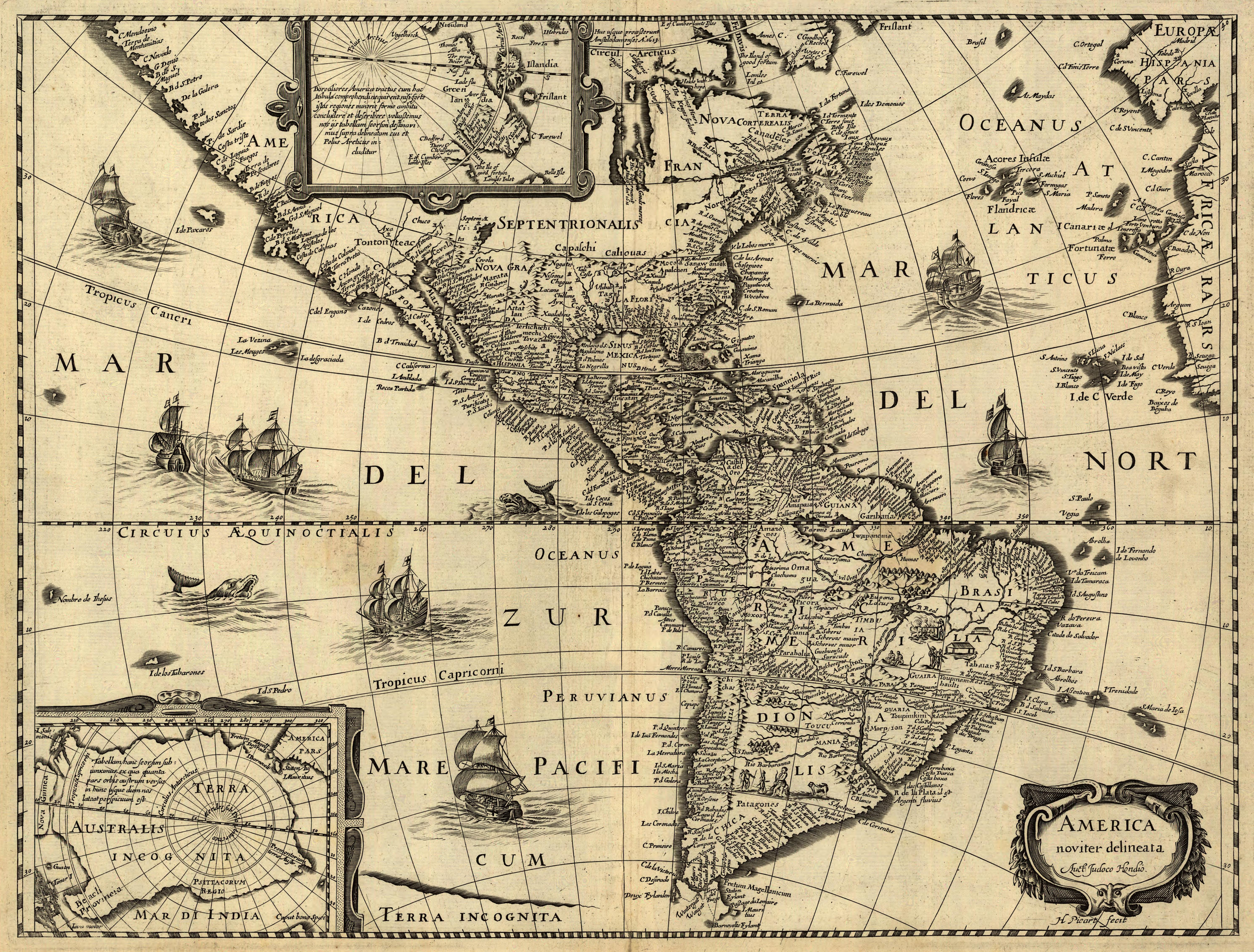
Carte hollandaise des Amériques datant du XVII.

L'historiographie de l'Amérique espagnole est vaste et a une longue histoire, en plusieurs langues,,. Elle remonte au début du XVIe siècle, avec de multiples récits concurrents de la conquête, des tentatives des Espagnols au XVIIIe siècle pour découvrir comment inverser le déclin de leur empire, et des personnes d'origine espagnole nées dans les Amériques (criollos (en)) à la recherche d'une identité autre qu'espagnole, et la création d'un patriotisme créole. Après l'indépendance de certaines régions de l'Amérique espagnole, certains citoyens politiquement engagés des nouvelles nations souveraines ont cherché à façonner l'identité nationale. Au XIXe siècle et au début du XXe siècle, des historiens non hispano-américains ont commencé à écrire des chroniques d'événements importants, tels que les conquêtes de l'Empire aztèque et de l'Empire inca, des histoires impartiales du projet impérial espagnol après sa disparition presque complète de l'hémisphère, et des histoires des régions frontalières du sud-ouest, régions des États-Unis qui avaient fait partie de l'Empire espagnol, sous la direction d'Herbert Eugene Bolton. Au tournant du XXe siècle, la recherche scientifique sur l'Amérique espagnole a donné lieu à la création de cours universitaires sur la région, à la formation systématique d'historiens dans ce domaine et à la création de la première revue spécialisée, l'Hispanic American Historical Review (en) (Revue historique hispano-américaine),. Pendant la majeure partie du XXe siècle, les historiens de l'Amérique espagnole coloniale ont écrit un grand nombre d'ouvrages. L'expansion du domaine à la fin du XXe siècle a entraîné la création de nouveaux sous-domaines, la fondation de nouvelles revues et la prolifération de monographies, d'anthologies et d'articles destinés à des spécialistes et à des lecteurs de plus en plus spécialisés. La Conférence sur l'histoire de l'Amérique latine, l'organisation des historiens latino-américains affiliée à la Société américaine d'histoire (American Historical Association), décerne un certain nombre de prix pour des publications, les ouvrages sur les débuts de l'histoire de l'Amérique latine étant bien représentés. La Latin American Studies Association (en) a une section consacrée à la recherche sur l'ère coloniale.

## Travaux généraux

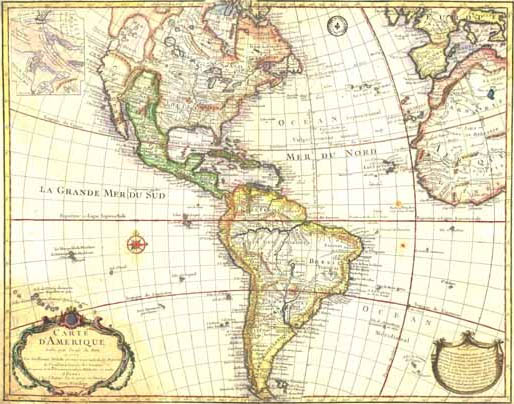
Carte d'Amérique du cartographe français Guillaume Delisle, 1774

Amérique espagnole, indiquant les frontières modernes avec les États-Unis

Bien que le terme « colonial » soit contesté par certains spécialistes qui le considèrent comme historiquement inexact, péjoratif, ou les deux à la fois,,, il reste un terme standard pour les titres de livres, d'articles et de revues scientifiques pour désigner la période entre 1492 et 1825.
Les deux premiers volumes de la Cambridge History of Latin America (en) en dix volumes se concentrent sur l'ère coloniale, les huit volumes suivants s'intéressent à l'ère de l'indépendance jusqu'à environ 1980. L'objectif du projet était de « produire une synthèse de haut niveau des connaissances existantes qui fournira aux historiens de l'Amérique latine une base solide pour les recherches futures, que les étudiants de l'Amérique latine trouveront utile et qui intéressera les historiens d'autres régions du monde » (vol. 1, p. 14). Le premier volume traite de l'époque préhispanique, de la conquête de la colonisation, ainsi que de l'établissement du gouvernement et du commerce. Le deuxième volume est consacré à l'histoire économique et sociale, avec des chapitres sur les Noirs, les Indiens et les femmes, groupes généralement exclus de l'attention des chercheurs jusqu'à la fin du XXe siècle. Certains historiens coloniaux qui ont examiné les deux premiers volumes ont critiqué la structure générale de la série et les volumes axés sur la colonisation eux-mêmes. Ces critiques portent sur la structure « présentiste » du projet, qui considère l'ère coloniale comme un prélude à l'ère moderne au lieu de donner toute leur importance aux 300 ans de domination de l'Empire espagnol et de l'Empire portugais ; sur le traitement superficiel des liens entre l'Europe et les Amériques ; sur l'absence de liens entre les articles ; et sur l'absence de comparaison entre l'Amérique espagnole et le Brésil. L'accent mis sur l'histoire sociale et économique et l'absence générale de discussion sur les institutions de l'Église catholique et de l'État peuvent être le reflet des intérêts académiques des auteurs et de l'époque des années 1960 et 1970 où nombre d'entre eux ont été formés. L'absence quasi-totale de contributions de chercheurs latino-américains ou espagnols a été critiquée, l'un des critiques considérant cette question comme « le défaut fondamental de l'ensemble de cette production à ce jour ».
Un certain nombre d'ouvrages généraux se sont concentrés sur l'ère coloniale, tant pour l'Amérique espagnole que pour le Brésil, et ont fourni une vue d'ensemble du domaine. Une synthèse majeure comparant l'Amérique espagnole et le Brésil, réalisée par deux contributeurs de la Cambridge History of Latin America, est l'ouvrage de James Lockhart (en) et Stuart B. Schwartz (en) intitulé Early Latin America, publié en 1983. Ils affirment que l'Amérique espagnole et le Brésil étaient structurellement similaires et que « les différences politiques et culturelles entre l'Amérique espagnole et l'Amérique portugaise étaient moins importantes que les différences économiques et sociales entre les régions centrales et périphériques ». Cette idée a été proposée dans l'ouvrage de Stanley J. Stein (en) et Barbara H. Stein (en) intitulé The Colonial Heritage of Latin America (1970), mais que Lockhart et Schwartz développent plus en détail, en examinant les liens internes et externes. L'ouvrage Early Latin America est rédigé comme un manuel et, bien qu'il n'ait pas fait l'objet de plusieurs éditions pour le marché de masse, il reste un ouvrage important et abordable qui synthétise une grande partie du matériel contenu dans les deux premiers volumes de la Cambridge History of Latin America. L'ouvrage de référence sur l'Amérique latine coloniale, qui a fait l'objet de plusieurs éditions, est celui de Mark Burkholder et Lyman L. Johnson, intitulé Colonial Latin America. Matthew Restall (en) et Kris Lane (en) ont publié Latin America in Colonial Times pour le marché des manuels scolaires. Des collections de documents de première main ont été publiées au fil des ans et sont particulièrement utiles pour une utilisation en classe,,,.
Il existe relativement peu d'ouvrages généraux en anglais sur un seul pays, mais le Mexique a fait l'objet d'un certain nombre d'histoires,,. Ida Altman (en) et ses coauteurs ont publié deux ouvrages généraux consacrés à la période coloniale et Alan Knight (en).
Des ouvrages de référence en plusieurs volumes ont été publiés au fil des ans. Le Handbook of Latin American Studies (en), basé à la division hispanique de la Librairie du Congrès, publie chaque année des bibliographies annotées de nouveaux travaux dans le domaine, avec des rédacteurs contribuant à la rédaction d'un essai de synthèse. L'Encyclopedia of Latin American History and Culture (en) en cinq volumes est parue en 1996, avec de courts articles rédigés par plusieurs auteurs. Iberia and the Americas est un ouvrage général en trois volumes publié en 2006. Diverses autres encyclopédies plus spécialisées ont été publiées, telles que l' Encyclopédie du Mexique : Histoire, Société et Culture (en) en deux volumes. L'anthropologie et l'ethnohistoire disposent d'ouvrages en plusieurs volumes consacrés à l'Amérique espagnole, notamment le Handbook of South American Indians (en) en six volumes (1946–1959) La Fondation nationale pour la science a financé la création du Handbook of Middle American Indians (en) (1964–1976). L' Oxford Encyclopedia of Mesoamerican Cultures (en), un ouvrage en trois volumes, contient des articles sur l'ensemble de la culture mésoaméricaine, de la période pré-contact à la fin du XXe siècle. Un autre ouvrage spécialisé, paru à l'occasion du 500e anniversaire du voyage de Christophe Colomb, est l'encyclopédie de Christophe Colomb en 2 volumes. Les trois volumes du géographe historique Peter Gerhard (en), qui traitent des juridictions civiles, administratives et ecclésiastiques dans le centre du Mexique, constituent des outils bibliographiques utiles pour le Mexique colonial, la frontière nord et du sud-est.
Parmi les articles historiographiques utiles sur l'Amérique espagnole coloniale, citons ceux qui figurent dans Oxford Handbook of Latin American History (en). Les articles traitent de la Nouvelle-Espagne l'Amérique du Sud espagnole coloniale la sexualité et l'époque des indépendances. De nombreux articles importants rédigés par des figures majeures du domaine ont été publiées dans des revues au fil des ans,. Eric Van Young (en) a publié un certain nombre d'essais historiographiques sur le Mexique colonial,.
Des recherches scientifiques originales, des essais bibliographiques et des comptes-rendus d'ouvrages individuels sont publiés dans un nombre croissant de revues scientifiques, notamment The Hispanic American Historical Review (en) (1918-), The Americas (en) (1944-), Journal of Latin American Studies (en) (1969-), Bulletin of Latin American Research (es) (1981-), Colonial Latin American Review (1992-), Journal of Colonial Latin American Studies (2016-), et d'autres encore. La numérisation des revues et leur disponibilité en ligne facilitent grandement leur accès. Ces dernières années, la Fondation nationale pour les sciences humaines américaine a supervisé le développement de listes de diffusion électroniques sur différents sujets. H-LATAM et d'autres publient des critiques de livres en ligne, accessibles au public.

## Début de l'historiographie
Depuis le début du XVIe siècle, les Espagnols ont écrit des récits sur les explorations et les conquêtes de l'Espagne à l'étranger, sur l'évangélisation religieuse et sur l'empire d'outre-mer. Les auteurs sont des conquistadors, des fonctionnaires de la couronne et des religieux,. Les premiers développements de l'idée d'un patriotisme local hispano-américain, distinct de l'identité espagnole, ont été examinés à travers les écrits d'un certain nombre de personnages clés, tels que Gonzalo Fernández de Oviedo y Valdés, Bartolomé de las Casas, Antonio de Herrera y Tordesillas, Juan de Torquemada, Francisco Javier Clavijero, et d'autres. Les Espagnols se sont demandé comment écrire leur propre histoire impériale et les Amériques espagnoles ont créé une « épistémologie patriotique ».

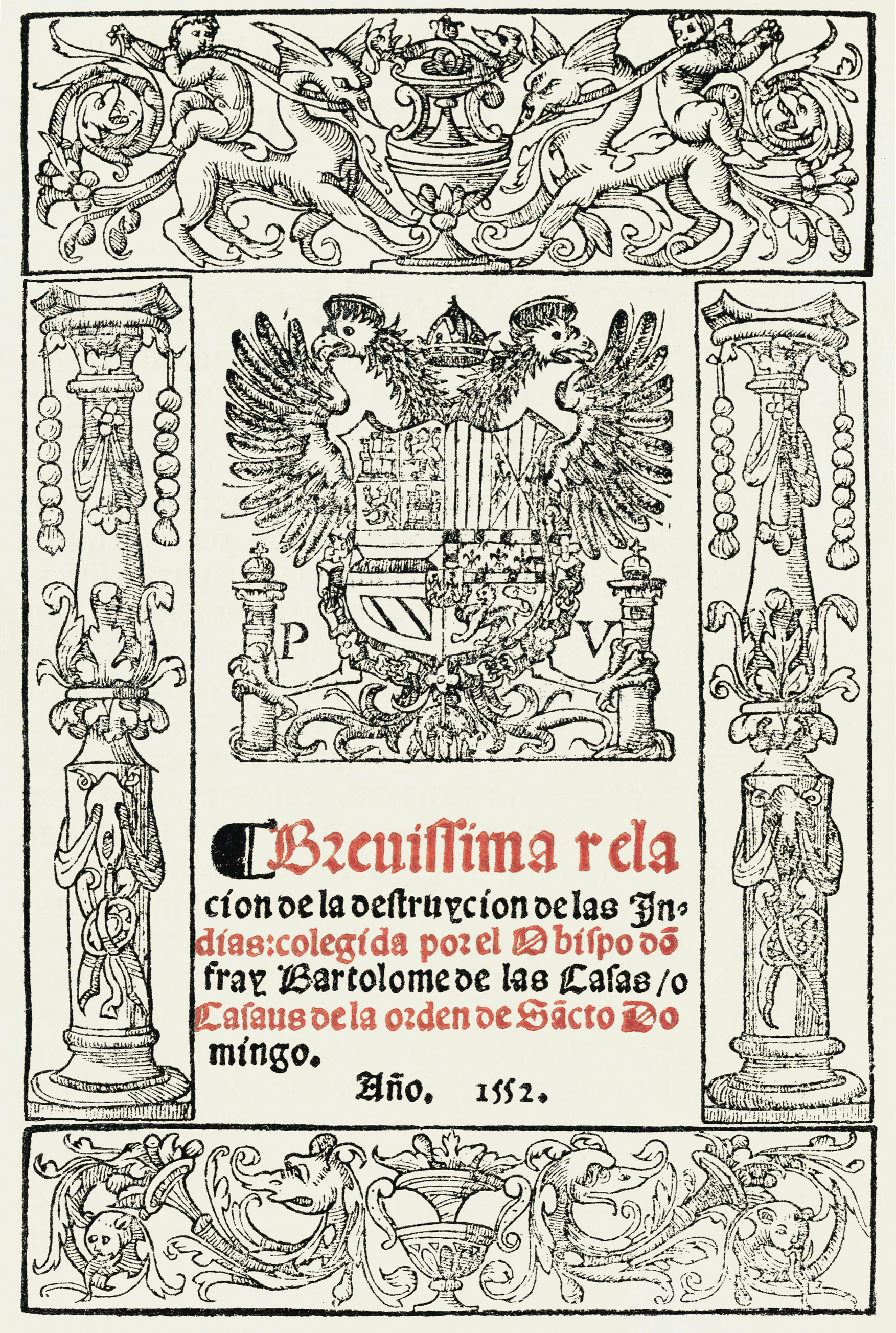
Couverture de Bartolomé de las Casas, Brevísima relación de la destrucción de las Indias (1552), qui a alimenté la Légende noire

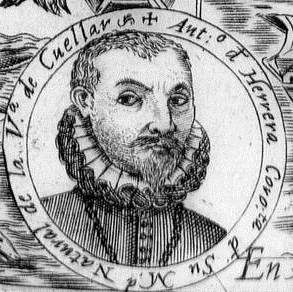
Antonio de Herrera y Tordesillas, premier historien espagnol de l'empire d'outre-mer de l'Espagne.

Les rivaux européens de l'Espagne ont écrit un certain nombre de polémiques, caractérisant les Espagnols comme cruels, sectaires et exploiteurs. La « légende noire » s'inspire de la critique contemporaine de Bartolomé de Las Casas, Brevísima relación de la destrucción de las Indias (1552), et devient une vision bien ancrée de l'ère coloniale espagnole,. Les défenseurs des tentatives espagnoles pour protéger les Indiens de l'exploitation ont créé ce que l'on a appelé la légende rose de la tolérance et de la protection des Indiens par les Espagnols. La question a été débattue entre le milieu et la fin du XXe siècle et reste d'actualité au XXIe siècle,,.
L'érudit écossais William Robertson (1721-1793), qui a établi sa réputation d'érudit en rédigeant une biographie de Charles Quint, a écrit la première grande histoire en anglais de l'Amérique espagnole, The History of America (1777). L'ouvrage paraphrase une grande partie des Décadas de l'historien espagnol Antonio de Herrera y Tordesillas, mais contient également de nouvelles sources. Il a touché un large public à l'époque où la Grande-Bretagne s'élevait au rang d'empire mondial. Robertson s'est inspiré de l'ouvrage de Las Casas intitulé Brevísima relación, tout en notant que Las Casas a probablement exagéré. Les historiens espagnols ont débattu de l'opportunité de traduire l'histoire de Robertson en espagnol, ce que les partisans ont soutenu en raison de l'approche généralement impartiale de Robertson à l'égard de l'histoire espagnole, mais le projet a finalement été mis de côté en raison de la désapprobation du puissant politicien José de Gálvez.
Les savants français, notamment le comte de Buffon (1707-1788), Guillaume-Thomas Raynal (1713-1796) et Corneille de Pauw (1739-1799), dont les ouvrages dénigrent généralement les Amériques et ses populations, que les Espagnols d'origine ibérique (peninsulares) et latino-américaine (criollos) s'efforcent de contrer,.

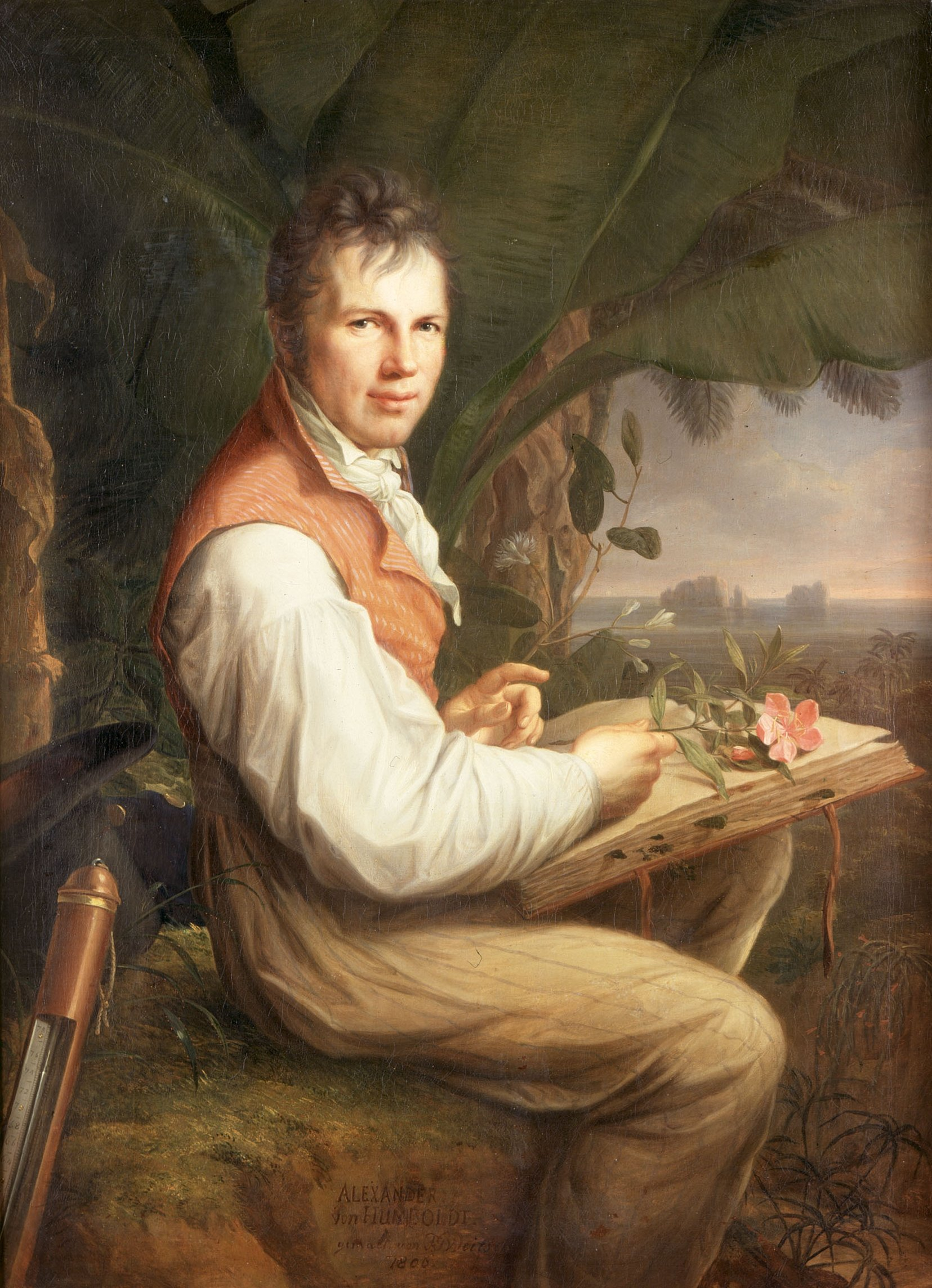
Portrait d'Alexander von Humboldt peint peu après son retour d'Amérique espagnole par Friedrich Georg Weitsch, 1806

Le scientifique et explorateur prussien Alexander von Humboldt est une figure majeure de l'histoire et de l'historiographie de l'Amérique espagnole. Son séjour scientifique de cinq ans en Amérique espagnole, avec l'approbation de la couronne espagnole, a permis d'acquérir de nouvelles connaissances sur la richesse et la diversité de l'empire espagnol. L'expédition autofinancée d'Humboldt est à l'origine de ses publications ultérieures entre 1799 et 1840 qui ont fait de lui la figure intellectuelle dominante du XIXe siècle. Son Essai politique sur le royaume de Nouvelle-Espagne a été publié pour la première fois en français en 1810 et a été immédiatement traduit en anglais. L'accès total d'Humboldt aux fonctionnaires de la couronne et à leurs sources documentaires lui a permis de créer une description détaillée de la colonie la plus précieuse d'Espagne au tournant du XIXe siècle. « Dans tous ses ouvrages, à l'exception de ceux strictement scientifiques, Humboldt s'est fait le porte-parole des Lumières bourboniennes, le médium approuvé, pour ainsi dire, par lequel les enquêtes collectives de toute une génération de fonctionnaires royaux et de savants créoles ont été transmises au public européen, leur réception étant assurée par le prestige de l'auteur ».

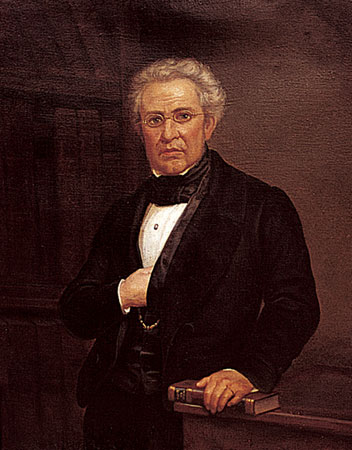
Lucas Alamán, homme politique conservateur et auteur d'une histoire du Mexique en 5 volumes.

Au début de l'ère post-indépendance, l'écriture de l'histoire des nations de l'Amérique espagnole a été réalisée par des personnes originaires d'un pays ou d'une région en particulier. Souvent, ces écrits s'inscrivent dans le cadre de la création d'une identité nationale à partir d'un point de vue politique particulier. Les historiens politiquement conservateurs regardent l'époque coloniale avec nostalgie, tandis que les historiens politiquement libéraux la considèrent avec dédain. Un exemple important est celui du politicien et intellectuel conservateur mexicain Lucas Alamán. Son Historia de Mejico en cinq volumes est la première histoire du pays, couvrant l'ère coloniale jusqu'à la lutte pour l'indépendance. Alamán considérait la domination de la couronne pendant l'ère coloniale comme idéale, et l'indépendance politique qu'après la brève monarchie d'Agustín de Iturbide, la république mexicaine était caractérisée par la démagogie libérale et le factionnalisme. Au milieu du XIXe siècle, le libéral mexicain Vicente Riva Palacio (en), petit-fils du héros insurgé Vicente Guerrero, a écrit une histoire en cinq volumes de l'ère coloniale d'un point de vue libéral,. À l'époque de Porfirio Díaz (1876–1911), l'écriture d'une nouvelle histoire du Mexique devient une priorité et Justo Sierra (es), ministre de l'éducation, rédige un ouvrage important, L'évolution politique du peuple mexicain (1900-1902), dont les deux premières grandes sections traitent des « civilisations aborigènes et de la conquête » et de l'époque coloniale et de l'indépendance.
Aux États-Unis, les travaux de William H. Prescott (1796-1859) sur les conquêtes du Mexique et du Pérou sont devenus des best-sellers au milieu du XIXe siècle, mais ils reposaient fermement sur des textes imprimés et des sources d'archives. L'ouvrage de Prescott sur la conquête de l'empire aztèque a été presque immédiatement traduit en espagnol pour un lectorat mexicain, même s'il avait un parti pris anticatholique sous-jacent. Pour les Mexicains conservateurs, la description des Aztèques par Prescott comme des « barbares » et des « sauvages » correspondait à leur idée des indigènes et de la nécessité de la conquête espagnole.
La victoire des États-Unis lors de la guerre américano-mexicaine (1846-1848), qui leur a permis de gagner d'importants territoires dans l'ouest de l'Amérique du Nord, a incorporé des territoires précédemment détenus par l'Espagne, puis par le Mexique indépendant, et aux États-Unis, l'histoire de ces zones frontalières dites espagnoles est devenue un sujet pour les historiens. Aux États-Unis, Hubert Howe Bancroft a joué un rôle de premier plan dans le développement de l'histoire de l'Amérique espagnole et des zones frontalières. Ses histoires en plusieurs volumes des différentes régions du nord de l'Amérique espagnole ont constitué des ouvrages fondamentaux dans ce domaine, même si les historiens ultérieurs les ont parfois rejetées « à leurs risques et périls ». Il a constitué une vaste bibliothèque de recherche dont il a fait don à l'université de Californie à Berkeley. La bibliothèque Bancroft (en) a joué un rôle essentiel dans l'émergence du campus de Berkeley en tant que centre d'étude de l'histoire de l'Amérique latine. Herbert E. Bolton, professeur à Berkeley, qui devint directeur de la bibliothèque Bancroft, fut l'un des principaux praticiens de ce domaine. En tant que président de la Société américaine d'histoire, il a exposé sa vision d'une histoire intégrée des Amériques dans The Epic of Greater America.
Au tournant du XXe siècle, des cours universitaires sur l'histoire de l'Amérique latine ont été créés et le nombre d'historiens formés à l'« histoire scientifique », utilisant des sources primaires et une approche impartiale de l'écriture de l'histoire, a augmenté. Les premiers responsables de ce domaine ont fondé The Hispanic American Historical Review (en) en 1918, puis, à mesure que le nombre de praticiens augmentait, ils ont fondé l'organisation professionnelle des historiens latino-américains, la Conférence sur l'histoire latino-américaine, en 1926. Le développement de l'histoire latino-américaine a été examiné pour la première fois dans un recueil en deux volumes d'essais et de sources primaires, préparé pour la Conférence sur l'histoire latino-américaine, et dans une monographie d'Helen Delpar, Looking South: The Evolution of Latin Americanist Scholarship in the United States, 1850-1975. Pour une histoire plus récente du domaine au Royaume-Uni, voir Victor Bulmer-Thomas (en), ed. Thirty Years of Latin American Studies in the United Kingdom 1965–1995.

## Ère de l'exploration européenne

Amerigo Vespucci réveille l'Amérique dans une gravure de Stradanus (vers 1638)

L'âge de l'expansion européenne ou l'âge de l'exploration se concentre sur la période du point de vue européen : les voyages d'exploration parrainés par la Couronne, les premiers contacts avec les peuples indigènes et l'établissement de colonies européennes. Une vague de publications a été publiée pour coïncider avec le 500e anniversaire du voyage de Christophe Colomb en 1492. Parmi les contributions importantes publiées antérieurement, on peut citer les deux volumes intitulés First Images of America: The Impact of the New World on the Old (Premières images de l'Amérique : l'impact du Nouveau monde sur l'ancien). L'ouvrage illustré d'Hugh Honour intitulé The New Golden Land: European Images of America from Discoveries to the Present Time comprend de nombreuses images allégoriques de l'« Amérique » comme un habitant du « Nouveau Monde » à moitié nu et couvert de plumes, qui ont commencé à apparaître en Europe au milieu du XVIe siècle.
Les premiers établissements européens dans les Caraïbes et le rôle de la famille du navigateur génois Christophe Colomb ont fait l'objet d'un certain nombre d'études,. L'ouvrage du géographie historique Carl Sauer intitulé The Early Spain Main reste un classique. Le 500e anniversaire du premier voyage de Christophe Colomb a été marqué par un grand nombre de publications, dont certaines mettent l'accent sur les autochtones en tant qu'acteurs historiques, ce qui permet de dresser un tableau plus complet et plus nuancé de la dynamique historique dans les Caraïbes. L'étude d'Ida Altman (en) sur la rébellion du leader indigène Enriquillo comprend une discussion très utile sur l'historiographie de la première période. L'importance des premières Caraïbes pour le monde atlantique (en) et l'Amérique coloniale espagnole est explorée dans une récente anthologie d'historiens.

## Historiographie de la conquête

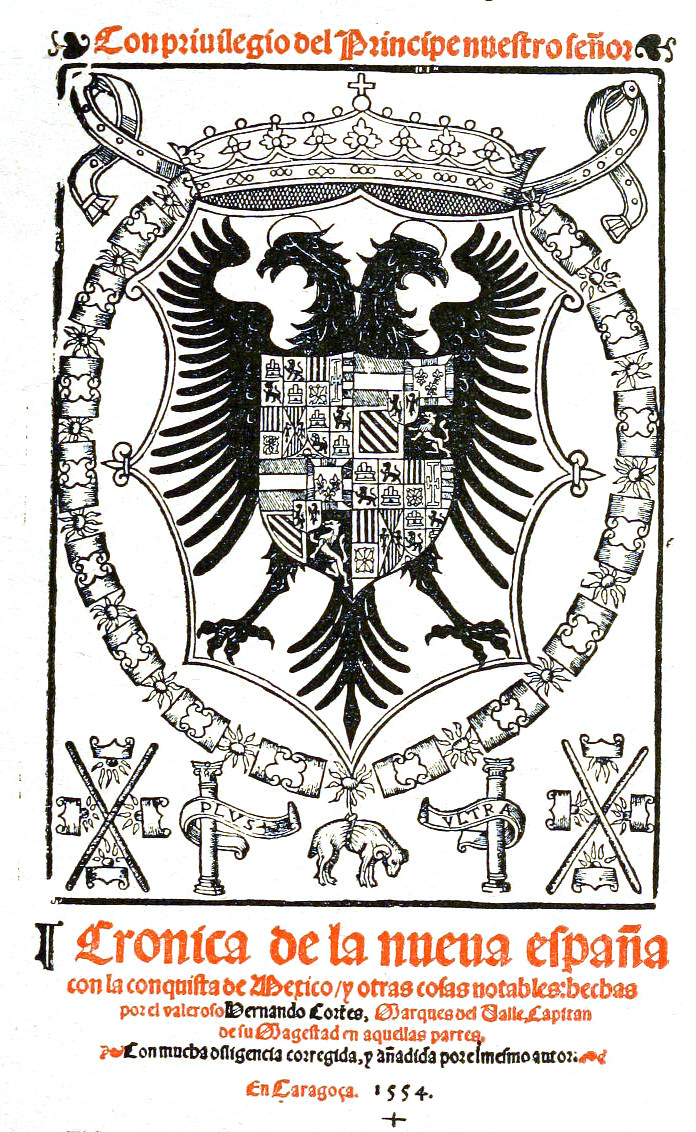
Récit de Francisco López de Gómara sur la conquête de l'empire aztèque (1555). Le conquérant Bernal Díaz del Castillo a cherché à rétablir la vérité avec son Histoire véritable de la conquête de la Nouvelle-Espagne

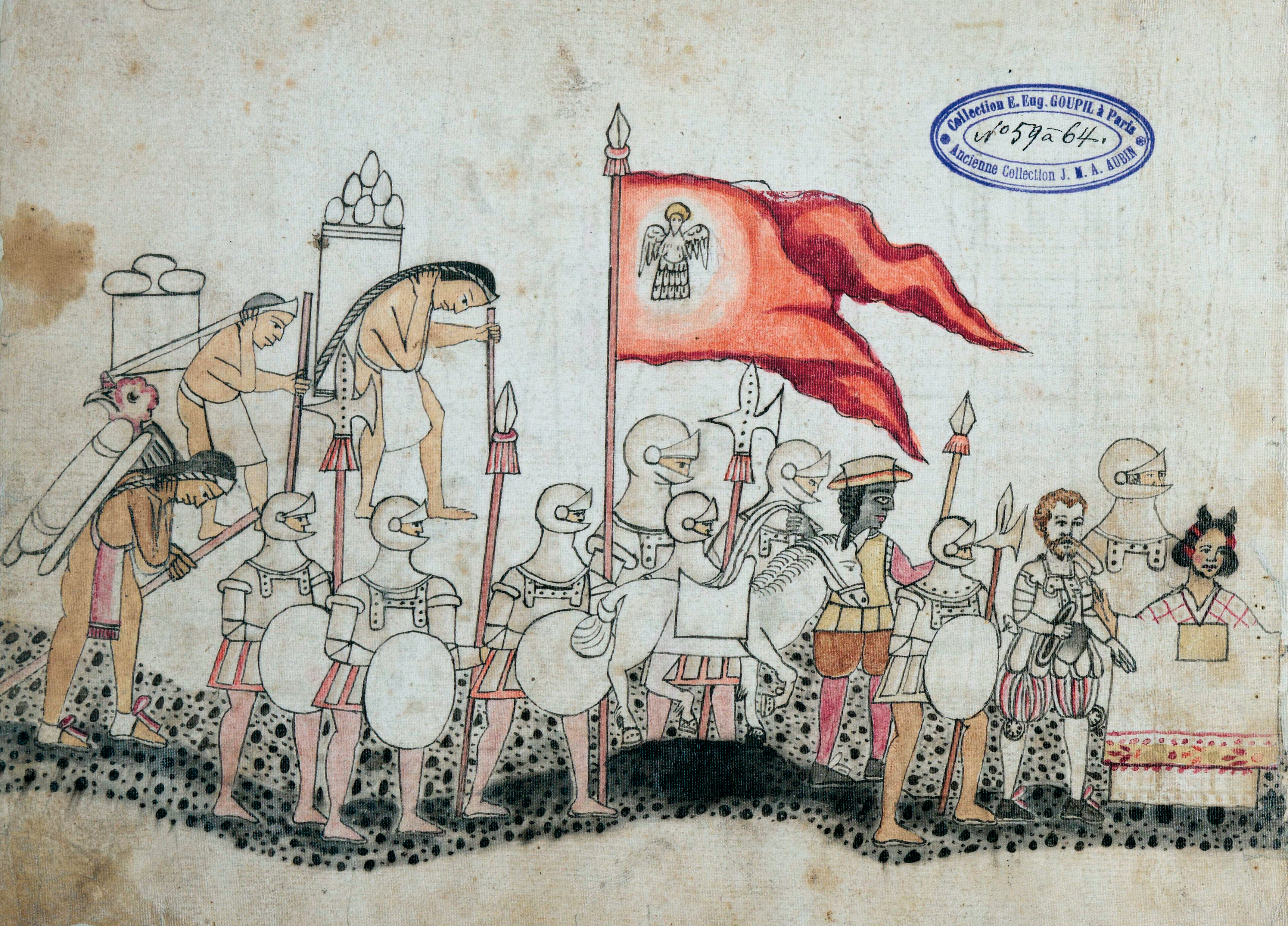
Codex Azcatitlan montrant Cortés, la Malinche et un esclave noir

L'histoire de la conquête espagnole de l'empire aztèque et de la conquête de l'empire inca fascine depuis longtemps les chercheurs et le grand public. Le 500e anniversaire du premier voyage de Christophe Colomb en 1492 a suscité un regain d'intérêt pour les premières rencontres entre les Européens et les peuples indigènes du Nouveau Monde. Les sources de l'histoire de la conquête de l'empire aztèque sont particulièrement riches et les débats historiographiques sur les événements et les interprétations de multiples points de vue alimentent les discussions.
Le conquérant espagnol Hernán Cortés a écrit à Charles Quint pendant les événements de la conquête, tentant d'expliquer ses actions et de démontrer l'importance de la conquête. Bernal Díaz del Castillo a rédigé d'importants récits de la conquête, et d'autres conquérants espagnols moins connus ont adressé des pétitions à la couronne pour obtenir des récompenses de sa part. À ces récits des vainqueurs européens s'ajoutent ceux de leurs alliés indigènes, en particulier les Tlaxcalans et les Texcocans, mais aussi les souverains vaincus de Mexico-Tenochtitlan. Une « vision des vaincus » a été consignée par le franciscain du XVIe siècle Bernardino de Sahagún dans le dernier volume de son Histoire générale des choses de la Nouvelle-Espagne, souvent connu sous le nom de Codex de Florence.
L'histoire révisionniste de la conquête a été écrite dès le XVIe siècle. Les récits des participants espagnols et des auteurs ultérieurs sont disponibles depuis longtemps, à commencer par la publication des lettres d'Hernán Cortés au roi, la biographie de Francisco López de Gómara sur Cortés commandée par le fils et héritier de Cortés, Don Martín. Cette biographie élogieuse a incité Bernal Díaz del Castillo, irrité, à écrire sa « véritable histoire » de la conquête de la Nouvelle-Espagne, achevée en 1568, mais publiée pour la première fois en 1632. De nombreuses éditions des lettres de Cortés et de la « véritable histoire » de Bernal Díaz del Castillo ont été publiées au fil des ans. Des récits des différents points de vue nahua ont été publiés, notamment les deux récits du franciscain Bernardino de Sahagún sur la conquête du point de vue de Tlatelolco, le livre XII du Codex de Florence,,. Des anthologies de récits de la conquête selon d'autres points de vue nahua ont été publiées,,. Les récits espagnols de la conquête du Yucatán étaient déjà disponibles sous forme imprimée, mais les récits des conquérants mayas ont maintenant été publiés en traduction anglaise. Ce que l'on appelle la « nouvelle histoire de la conquête » vise à englober toute rencontre entre les Européens et les peuples indigènes dans des contextes allant au-delà des civilisations indigènes complexes et des conquérants européens.
Au XXe siècle, un débat scientifique a porté sur ce que l'on a appelé la « légende noire », selon laquelle la conquête espagnole et l'empire colonial étaient d'une cruauté sans pareille et les Espagnols fanatiques et bigots. Ce débat a mobilisé des historiens en Espagne, en Argentine et dans le monde universitaire anglophone. Aux États-Unis, les études de Lewis Hanke (en) sur le dominicain Bartolomé de las Casas ont ouvert le débat, affirmant que l'Espagne luttait pour la justice dans son traitement des indigènes. Benjamin Keen (en) a estimé que l'évaluation des mauvais traitements infligés par les Espagnols étaient en grande partie vraie. Charles Gibson (en) a édité un volume d'écrits sur la légende noire espagnole. Sverker Arnoldson (1960) et William B. Maltby (1971) ont montré que les attitudes anti-espagnoles en Europe étaient antérieures aux écrits de Las Casas et avaient des origines multiples,. En général, la légende noire espagnole n'est plus une source de débat scientifique ; cependant, les attitudes et les stéréotypes anti-espagnols continuent d'affecter les débats modernes sur l'immigration aux États-Unis et sur d'autres questions, bien que l'étiquette explicite « légende noire » ne soit généralement pas invoquée.

## Démographie

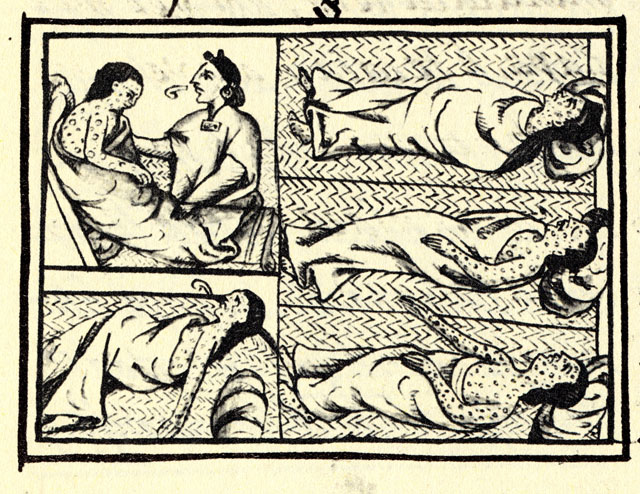
Représentation nahua de la variole, dans le livre 12 du Codex de Florence

La chute catastrophique des populations indigènes de l'Amérique espagnole a été évidente dès les premiers contacts dans les Caraïbes, ce qui a alarmé Bartolomé de las Casas. L'impact de l'effondrement démographique a continué à susciter l'attention à la suite des premières études de Sherburne F. Cook et Woodrow Borah (en), qui ont examiné les recensements et d'autres documents pour procéder à des évaluations empiriques. La question des sources et des chiffres continue d'être un problème dans le domaine, avec la contribution utile de David P. Henige, Numbers from Nowhere. Les récits de Noble David Cook Born to Die ainsi que d'Alfred W. Crosby The Columbian Exchange (en) sont des comptes-rendus précieux et faciles à lire sur les maladies épidémiques au début de la période coloniale. Des études régionales sur le déclin de la population ont été publiées pour un certain nombre de régions, notamment le Mexique, le Pérou, le Honduras et l'Équateur. Les implications morales et religieuses de l'effondrement pour les catholiques espagnols sont explorées dans une anthologie contenant des études de cas provenant de diverses régions de l'Amérique espagnole coloniale, The Secret Judgments of God. Les interprétations religieuses et morales de la maladie ont cédé la place, au XVIIIe siècle, à des réponses scientifiques de santé publique aux épidémies,,.

## Histoire institutionnelle

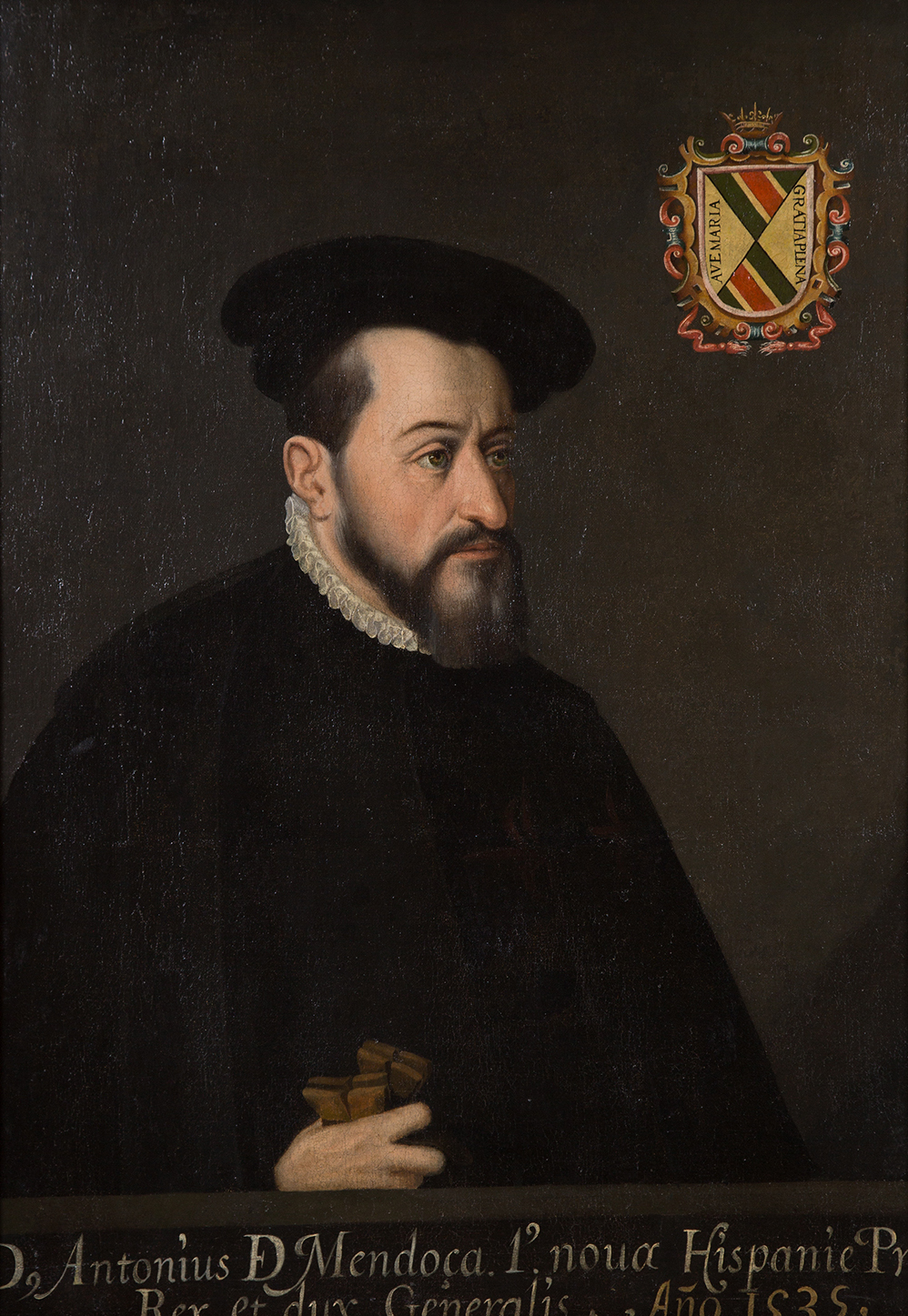
Don Antonio de Mendoza, premier vice-roi de Nouvelle-Espagne, qui a mis en place de nombreuses politiques durables au cours de son mandat.

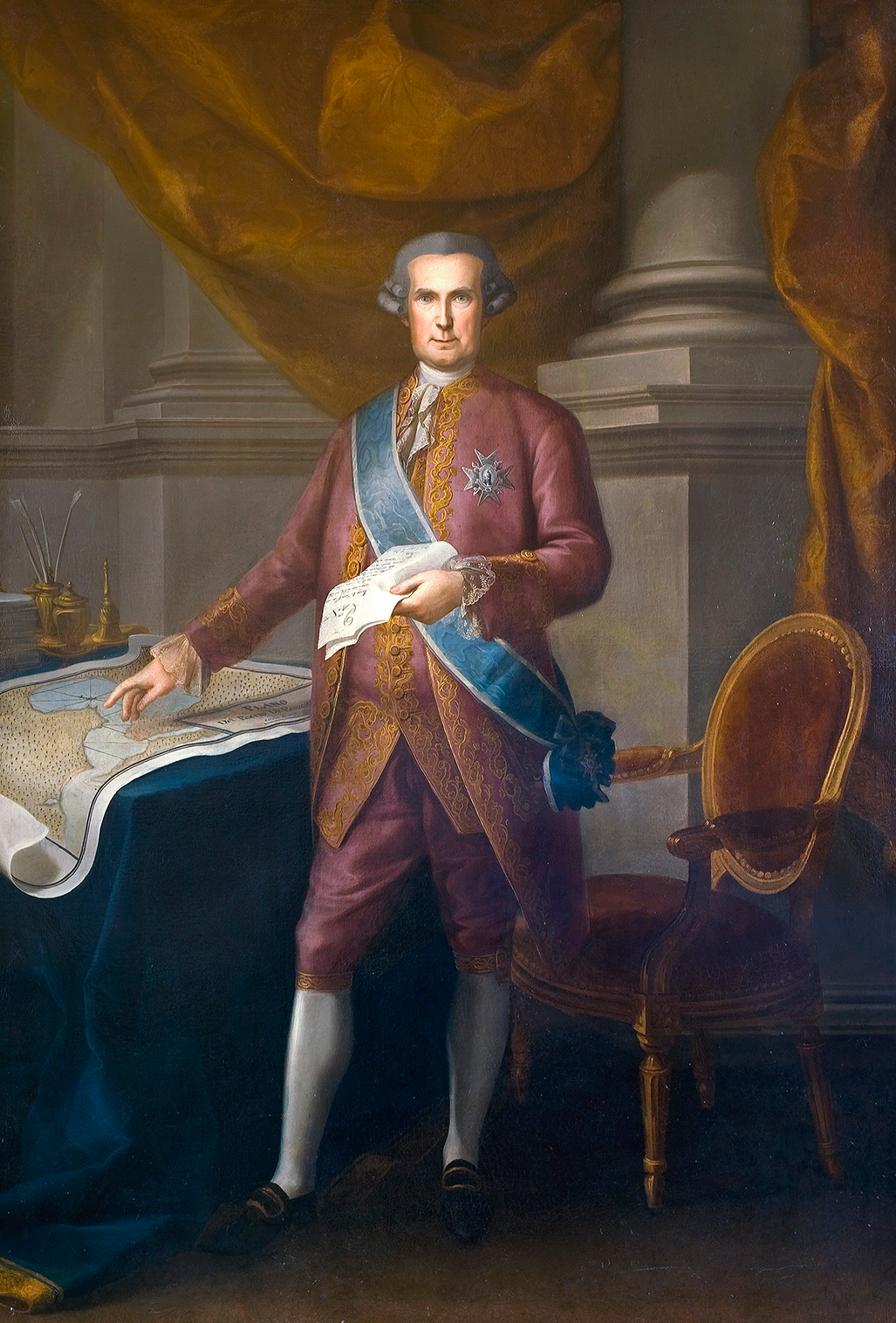
José de Gálvez (1720–1787), Visitador generál en Nouvelle-Espagne et plus tard membre du Conseil des Indes, qui a mis en œuvre les réformes des Bourbons.

L'histoire institutionnelle des empires d'outre-mer de l'Espagne et du Portugal a été l'un des premiers centres d'intérêt de l'historiographie. L'établissement des structures du pouvoir de la couronne (civil et ecclésiastique) a créé le cadre permettant de comprendre le fonctionnement des deux empires d'outre-mer. L'une des premières études en anglais sur l'Amérique espagnole est l'ouvrage en quatre volumes d'Edward Gaylord Bourne (en) intitulé Spain in America (1904), un historien qui « considère le processus colonial espagnol de manière impartiale et échappe ainsi aux attitudes anglo-protestantes conventionnelles de dénigrement outragé ou tolérant ». En 1918, Clarence H. Haring, professeur d'histoire à Harvard, a publié une monographie sur la structure juridique du commerce à l'époque des Habsbourg, suivie de son ouvrage majeur sur l'empire espagnol (1947),. Une étude spécialisée relativement ancienne sur la Compagnie de Caracas (1728-1784) s'inscrit dans cette veine de l'histoire institutionnelle. Lillian Estelle Fisher (en) a été l'une des rares femmes à publier des ouvrages scientifiques au début du XXe siècle. Ses études sur l'administration vice-royale et le système des intendants ont constitué une contribution importante à l'institutionnalisation,. D'autres ouvrages importants traitant des institutions sont la biographie d'Arthur Aiton sur le premier vice-roi, Don Antonio de Mendoza, qui a établi de nombreux modèles pour les futurs administrateurs de l'Amérique espagnole, et J.H. Parry (en) sur la haute cour de la Nouvelle-Galice et la vente des fonctions publiques dans l'empire espagnol,. D'autres recherches ont été publiées plus récemment. Une importante étude institutionnelle réalisée par Mark A. Burkholder et Douglas S. Chandler examine collectivement les hautes cours. Des chercheurs ont examiné la flexibilité de la bureaucratie espagnole dans la pratique, John Leddy Phelan (en) ayant publié une étude sur la bureaucratie de Quito au XVIIe siècle, ainsi qu'un important article général,. Une étude de la bureaucratie de la ville de Mexico, de la fin de l'ère coloniale au début de la république mexicaine, mérite d'être mentionnée. Kenneth J. Andrien a étudié la vice-royauté du Pérou au XVIIe siècle. Le travail de Jonathan Israel sur le Mexique du XVIIe siècle est particulièrement important, car il montre comment les élites créoles ont façonné le pouvoir de l'État en mobilisant la plèbe urbaine pour qu'elle résiste aux actions contraires à leurs intérêts.
Les premières Caraïbes ont fait l'objet de quelques travaux importants, mais, comparées aux régions centrales, elles sont beaucoup moins étudiées. Il convient de noter une étude sur les efforts de défense de la couronne au XVIe siècle et des travaux sur la Floride coloniale,.
Les limites du pouvoir royal ont également été examinées. L'ouvrage de Woodrow Borah (en) intitulé Justice By Insurance (1983) montre comment la mise en place par la Couronne espagnole d'une assistance juridique financée par l'impôt pour les Indiens du Mexique a permis aux communautés indigènes d'engager des poursuites devant les tribunaux espagnols. Un examen général au XXIe siècle est celui de Susan Elizabeth Ramírez, Institutions of the Spanish American Empire in the Habsburg Era. L'histoire des institutions s'est récemment intéressée aux aspects culturels du pouvoir de l'État.
Les relations entre l'Église et l'État et la religion en Amérique espagnole ont également fait l'objet de recherches, mais au début du XXe siècle, elles n'ont pas reçu l'attention qu'elles méritaient. Ce que l'on a appelé la « conquête spirituelle », c'est-à-dire les débuts de l'évangélisation au Mexique, a fait l'objet d'une attention considérable de la part des chercheurs. Une autre publication classique sur cette période est l'ouvrage de John Leddy Phelan sur les premiers franciscains au Mexique. Les fondements économiques de l'Église catholique ont été examinés au début de l'ère coloniale. Le Saint-Office de l'Inquisition en Amérique espagnole est un sujet de recherche depuis les travaux de Henry Charles Lea au début du XXe siècle. Au XXe siècle, Richard E. Greenleaf a étudié l'Inquisition en tant qu'institution dans le Mexique du XVIe siècle. Les travaux ultérieurs sur l'Inquisition ont utilisé ses volumineux documents pour écrire l'histoire sociale du Mexique et du Pérou.
Les réformes bourboniennes de la fin du XVIIIe siècle ont fait l'objet d'une étude plus large, examinant les changements dans les arrangements administratifs avec la couronne espagnole qui ont abouti au système de l'intendance,,.
Un changement important dans les relations entre l'Église et l'État pendant les réformes bourboniennes a été la tentative de la Couronne de limiter les privilèges du clergé tout en renforçant les prérogatives de la Couronne dans une position connue sous le nom de « régalisme ». Pamela Voekel a étudié les aspects culturels des réformes bourboniennes sur la religion et la piété populaire.
Les échanges et le commerce à l'époque des Bourbons ont été examinés, en particulier l'institution du comercio libre, l'assouplissement des règles commerciales au sein de l'Empire espagnol,. La réorganisation administrative a ouvert aux administrateurs et aux marchands de nouveaux moyens d'exploiter les indigènes du Mexique par la vente forcée de marchandises en échange de la production de teinture rouge, la cochenille, qui était une marchandise extrêmement précieuse,.
À la fin du XVIIIe siècle, la prise de La Havane et de Manille par les Britanniques lors de la guerre de Sept Ans a fait prendre conscience à l'Espagne qu'elle devait se doter d'une armée pour défendre son empire. La Couronne a mis en place une armée permanente et a rempli ses rangs avec des locaux,,,,.

## Histoire sociale
Les spécialistes de l'Amérique latine se sont concentrés sur les caractéristiques des populations de la région, avec un intérêt particulier pour la différenciation et la stratification sociales, la race et l'ethnicité, le genre, la sexualité et l'histoire familiale, ainsi que la dynamique de la domination coloniale et de l'adaptation ou de la résistance à celle-ci. L'histoire sociale en tant que domaine a élargi sa portée et sa profondeur à partir des années 1960, bien qu'elle ait déjà été développée en tant que domaine auparavant. Un important article de James Lockhart, publié en 1972, en donne une définition utile : « L'histoire sociale traite de l'informel, du non-articulé, des manifestations quotidiennes et ordinaires de l'existence humaine, en tant que plasma vital dans lequel toutes les expressions plus formelles et plus visibles sont générées ». Les recherches archivistiques utilisant des sources inexploitées ou partiellement utilisées auparavant, telles que les actes notariés et les documents en langues indigènes, ont permis de mieux comprendre le fonctionnement des sociétés coloniales, en particulier le rôle des non-élites. Comme l'a dit un historien en 1986, « pour l'historien social, la longue sieste coloniale a depuis longtemps cédé à la place à une frénésie insomniaque ».

### Ère de la conquête

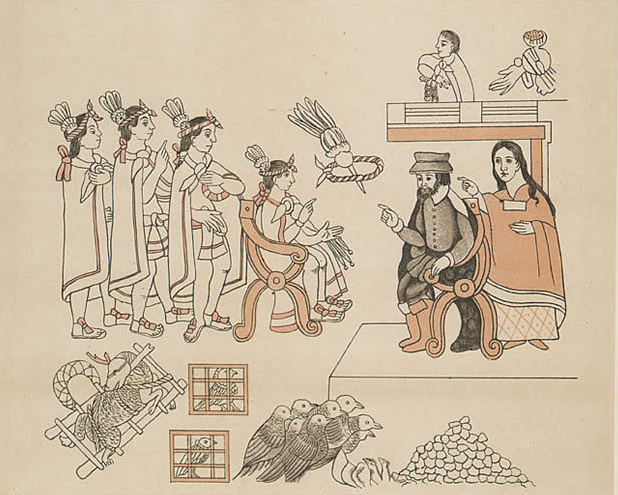
Hernán Cortés et La Malinche rencontrent Moctezuma II à Tenochtitlan, le 8 novembre 1519, comme le montre l'histoire illustrée de la conquête, Lienzo de Tlaxcala (fac-similé vers 1890).

L'histoire sociale de l'époque de la conquête évolue dans la manière dont la période est traitée, en se concentrant moins sur les événements de la conquête et plus sur ses participants. L'ouvrage révolutionnaire de James Lockhart, Spanish Peru (1968), porte sur la période qui a immédiatement suivi la conquête du Pérou, ignorant délibérément les événements politiques des conflits internes entre les factions espagnoles. Il montre plutôt comment, même à cette époque, les modèles espagnols se sont imposés et une société coloniale multiraciale a pris forme. Son ouvrage complémentaire, Les hommes de Cajamarca, examine les modes de vie des conquérants espagnols qui ont capturé l'empereur inca Atahualpa à Cajamarca, payé une énorme rançon en or pour sa liberté, puis l'ont assassiné. L'étude prosopographique de ces conquérants recense toutes les informations disponibles sur chaque homme dans les sources existantes, avec un essai général présentant les modèles qui émergent des données. L'ouvrage de Robert Himmerich y Valencia sur les encomenderos est un ouvrage comparable pour les débuts de l'histoire du Mexique. De nouvelles recherches sur les encomenderos de l'Amérique du Sud espagnole sont apparues ces dernières années,,.
Le genre en tant que facteur de l'époque de la conquête a également changé l'orientation de la recherche dans ce domaine. De nouveaux travaux sur Doña Marina/La Malinche, épouse de Hernán Cortés et traductrice culturelle, ont cherché à la contextualiser en tant que figure historique avec un éventail étroit de choix. Ce travail a contribué à réhabiliter sa réputation de traîtresse à « son » peuple,. Le rôle des femmes en général dans la conquête a été exploré pour la région andine.
Le rôle des Noirs dans la conquête est aujourd'hui exploré, ainsi que des Indiens en dehors des principales conquêtes du Mexique central et du Pérou.

### Élites

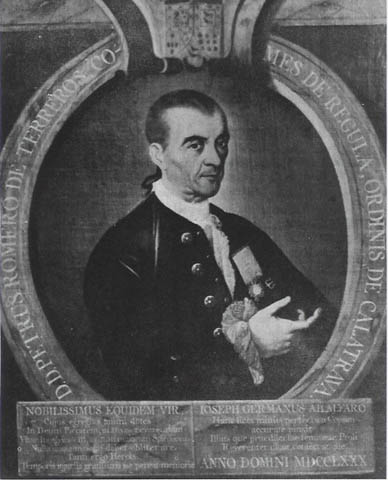
Pedro Romero de Terreros, premier comte de Regla, magnat de l'industrie minière au Mexique.

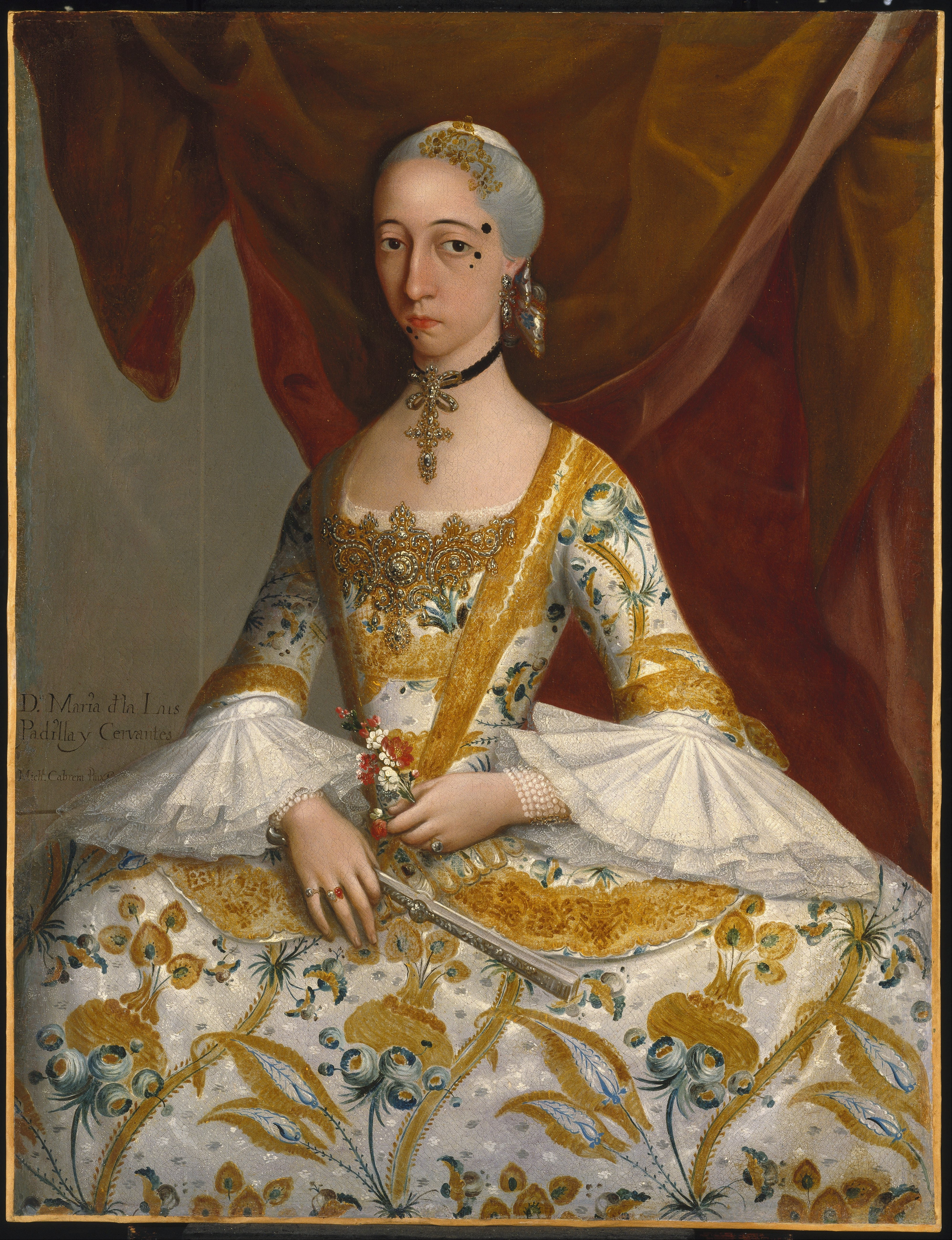
Doña María de la Luz Padilla y Gómez de Cervantes, vers 1760. Huile sur toile de Miguel Cabrera, Brooklyn Museum.

Parmi les élites, on trouve des fonctionnaires de la couronne, des ecclésiastiques, des entrepreneurs miniers et des marchands transatlantiques, engagés dans diverses relations, exerçant le pouvoir ou en bénéficiant, ainsi que les femmes de cette strate, qui ont fait de beaux mariages ou pris le voile. Nombre d'entre elles sont immortalisées dans des portraits contemporains et font l'objet, plus tard, de biographies individuelles ou collectives.
L'histoire des élites et le rôle de la stratification économique restent importants dans ce domaine, bien qu'il y ait aujourd'hui un effort concerté pour étendre la recherche aux non-élites,,. Les élites vivaient dans les villes, sièges et nœuds des hiérarchies civiles et religieuses et de leurs vastes bureaucraties, centres de l'activité économique et résidences des élites marchandes et de la noblesse. Un grand nombre d'études sur les élites se concentrent sur des villes particulières : la capitale vice-royale et les villes secondaires, qui possédaient un tribunal supérieur (audiencia) et le siège d'un évêché, ou qui étaient des ports de commerce d'outre-mer. L'intersection entre les entrepreneurs de l'argent et les élites au Mexique a été examinée dans l'ouvrage classique de D.A. Brading intitulé Miners and Merchants in Bourbon Mexico, 1763-1810, qui se concentre sur Guanajuato, et dans l'étude de Peter Bakewell sur Zacatecas,. Les marchands de Mexico ont été étudiés en tant que segment des élites de la ville de Mexico aux XVIIe siècle et XVIIIe siècle,, ainsi que les marchands de la fin de la période coloniale à Veracruz. Les commerçants d'autres régions ont également fait l'objet d'études,. Certaines élites économiques extraordinairement prospères, telles que les mineurs et les marchands, ont été anoblies par la couronne espagnole au XVIIIe siècle. Des biographies individuelles d'entrepreneurs ayant réussi ont été publiées,.
Parmi les ecclésiastiques qui ont marqué leur époque, on peut citer Juan de Zumárraga, Pedro Moya de Contreras, Juan de Palafox y Mendoza, Carlos de Sigüenza y Góngora et Manuel Abad y Queipo. Quelques nonnes et religieuses non cloîtrées (beatas) ont écrit des biographies spirituelles. Les défenseurs de la reconnaissance officielle par l'Église des saints personnages, tels que Rose de Lima, Sainte Maríana de Paredes y Flores (« le Lys de Quito ») et Saint Philippe de Jésus, ont écrit des hagiographies, rassemblant des preuves pour leurs cas de béatification et de canonisation. Les chercheurs modernes sont revenus aux textes de l'époque coloniale pour replacer ces femmes dans un contexte plus large,.
Les études sur les ecclésiastiques en tant que groupe social comprennent une étude sur les franciscains au Mexique au XVIe siècle. Pour le Mexique du XVIIIe siècle, l'ouvrage de William B. Taylor intitulé Magistrates of the Sacred sur le clergé séculier est une contribution majeure. Une importante étude sur le clergé séculier à Lima au XVIIIe siècle n'a pas encore été publiée sous forme de monographie. Ces dernières années, des études sur les femmes issues des élites devenues religieuses et sur le rôle des couvents dans la société coloniale ont vu le jour. Les femmes indigènes des élites du Mexique avaient la possibilité de devenir moniales, même si leur capacité à suivre une vocation religieuse n'était pas exempte de controverse,,.

### Peuples indigènes

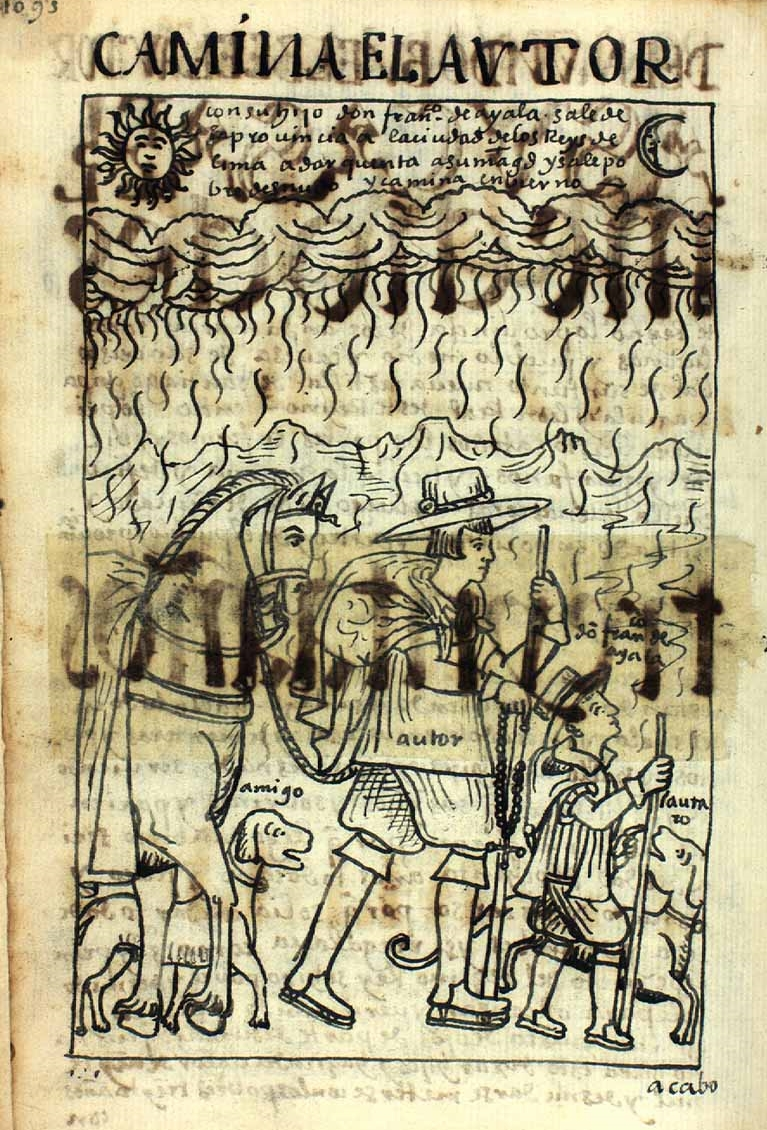
Guaman Poma de Ayala et son fils en route pour Lima, illustration tirée de sa Nueva Coronica (NC, p. 1105)

La publication de The Cambridge History of the Native Peoples of the Americas a donné une reconnaissance au domaine de l'histoire indigène ou ethnohistoire qui s'est développé au cours du XXe siècle. Deux volumes, chacun composé de deux parties, couvrent l'histoire préhispanique et post-contact des peuples indigènes de Mésoamérique et d'Amérique du Sud. Au XXe siècle, les historiens et les anthropologues qui étudiaient le Mexique colonial ont travaillé à la création d'un recueil des sources de l'ethnohistoire mésoaméricaine, ce qui a donné lieu à quatre volumes du Handbook of Middle American Indians (en) consacrés aux sources ethnohistoriques mésoaméricaines.
Deux monographies majeures de l'historien Charles Gibson (en), la première sur l'histoire post-conquête de Tlaxcala, l'entité indigène qui s'est alliée à Cortés contre les Mexica, et la seconde, son histoire monumentale des Aztèques du Mexique central à l'époque coloniale, ont été publiées par des presses universitaires de premier plan et restent des classiques de l'historiographie hispano-américaine. Gibson a été élu président de l'American Historical Association en 1977, ce qui montre à quel point l'ethnohistoire mésoaméricaine est devenue un courant dominant,. Les procès intentés par les Indiens mexicains devant les tribunaux espagnols au Mexique ont généré d'énormes archives d'informations en espagnol sur la manière dont les indigènes se sont adaptés à la domination coloniale, que Gibson et d'autres historiens ont exploitées,. Les chercheurs qui utilisent des textes en langues indigènes (en) ont permis de mieux comprendre l'histoire sociale, politique et religieuse des peuples indigènes, en particulier au Mexique,.
L'histoire indigène de la région andine s'est considérablement développée ces dernières années,. Les peuples andins ont également déposé des pétitions et intenté des procès devant les tribunaux espagnols pour défendre leurs propres intérêts,.
Le thème de la rébellion indigène contre la domination espagnole a été exploré dans le centre et le sud du Mexique et dans les Andes. L'une des premières grandes rébellions au Mexique est la guerre du Mixtón (en) de 1541, au cours de laquelle les indigènes du centre-ouest du Mexique se sont soulevés et ont constitué une véritable force militaire dirigée par le premier vice-roi de la Nouvelle-Espagne. Les travaux sur les rébellions dans les villages du centre du Mexique ont montré qu'elles étaient locales et généralement de courte durée et dans la région maya méridionale, des troubles plus anciens ont été observés, dans lesquels des facteurs religieux ont joué un rôle, comme la rébellion tzeltale de 1712 (en),. Les rébellions du XVIIe siècle dans le nord du Mexique ont également retenu l'attention.
La résistance et la rébellion andines sont de plus en plus étudiées en tant que phénomène. L'écrivain indigène Felipe Guamán Poma de Ayala (1535 - vers 1626), auteur de El primer nueva corónica y buen gobierno, a fait l'objet d'une attention particulière. Ce manuscrit de près de 1 200 pages, richement illustré, rédigé par l'élite andine, est une critique de la domination espagnole dans les Andes qui peut être considérée comme une longue pétition adressée au monarque espagnol pour qu'il remédie aux abus de la domination coloniale. Des récits généraux de résistance et de rébellion ont été publiés,. La grande rébellion du XVIIIe siècle de Túpac Amaru, qui a défié le pouvoir colonial, a fait l'objet de nombreuses études,,,.

### Race
L'étude de la race remonte aux premiers jours de l'Empire espagnol, avec des débats sur le statut des indigènes - s'ils avaient une âme, s'ils pouvaient être réduits en esclavage, s'ils pouvaient être prêtres catholiques, s'ils étaient soumis à l'Inquisition. Ces décisions ont orienté la politique et les pratiques de la couronne et de l'Église. Avec l'importation d'Africains comme esclaves au début de la colonisation européenne dans les Caraïbes et l'émergence du mélange des races, les hiérarchies sociales et les catégories raciales sont devenues complexes. La division juridique entre la República de indios, qui plaçait la population indigène dans une catégorie juridique distincte de la República de españoles, qui comprenait les Européens, les Africains et les castas (en) métisses, correspondait à la politique de la Couronne de gouverner ses vassaux en se basant notamment sur le statut racial.

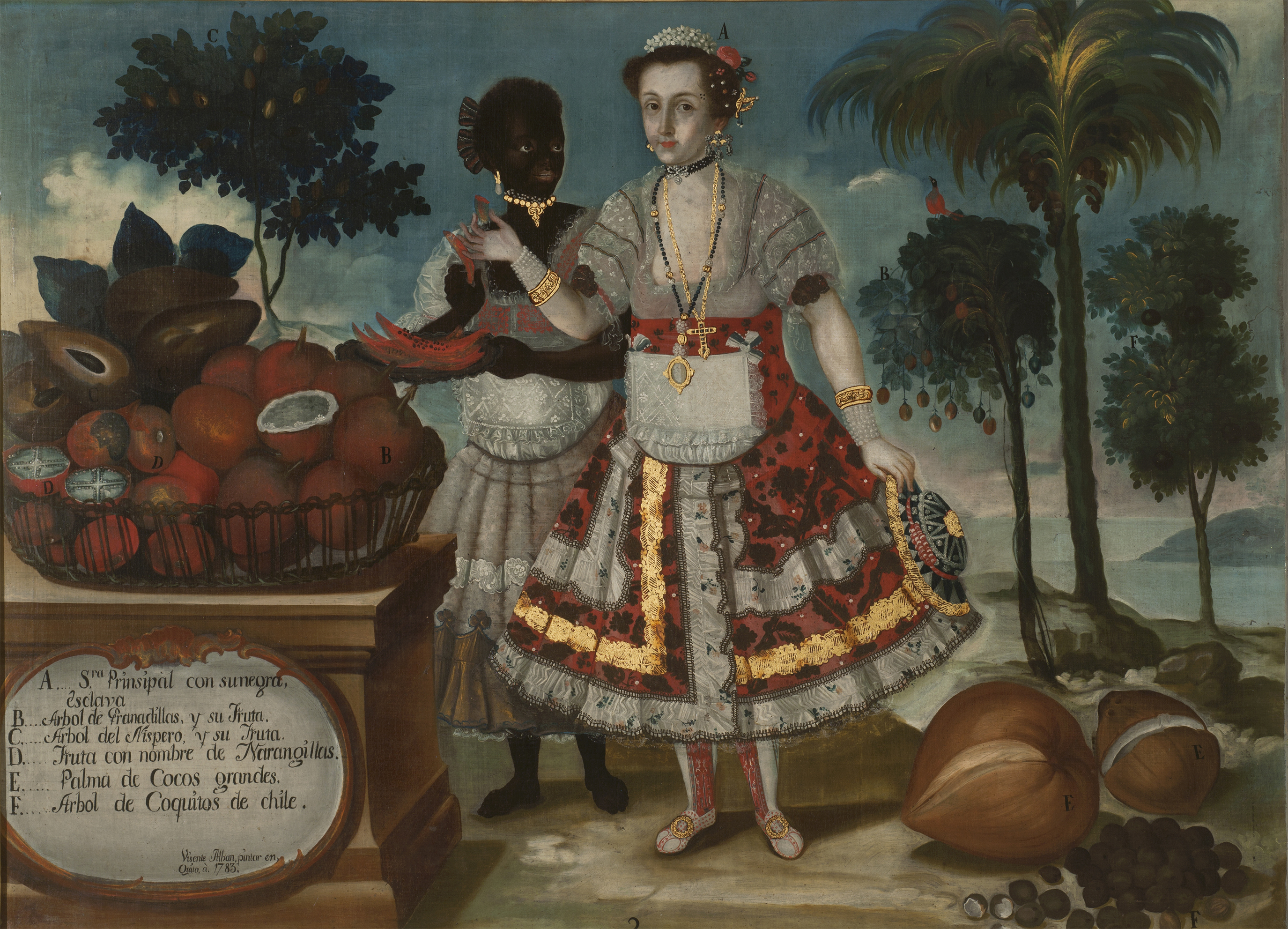
Une femme des élites avec son esclave noir, Quito

De nombreux travaux universitaires ont été publiés ces dernières années sur la structure sociale et la race, en mettant l'accent sur la place des Africains dans la structure juridique, leur statut socio-économique, leur place au sein de l'Église catholique et leurs expressions culturelles. Les études modernes sur la race en Amérique espagnole remontent aux années 1940, avec la publication de la monographie de Gonzalo Aguirre Beltrán sur les Africains au Mexique. Aux États-Unis, la publication en 1947 de l'ouvrage de Frank Tannenbaum (en) Slave and Citizen: The Negro in the Americas a présenté l'esclavage latino-américain comme plus bienveillant que celui des États-Unis. Dans son ouvrage, Tannenbaum affirme que, bien que les esclaves d'Amérique latine aient été soumis à une servitude forcée, ils se sont intégrés à la société en tant que catholiques, pouvaient demander un meilleur traitement devant les tribunaux espagnols, disposaient de voies légales vers la liberté et, dans la plupart des cas, l'abolition s'est faite sans conflit armé, à la différence des États-Unis avec la guerre de Sécession. L'ouvrage reste un sujet de controverse, un certain nombre de chercheurs le rejetant comme étant erroné ou dépassé, tandis que d'autres considèrent que la comparaison de base est toujours valable et ne l'appellent tout simplement plus la « thèse Tannenbaum ».
Les années 1960 ont marqué le début d'une recrudescence des études sur la race et le mélange racial. L'ouvrage de l'historien suédois Magnus Mörner Race Mixture in the History of Latin America (1967), publié par une maison d'édition et adapté aux cours universitaires, est resté important pour définir les questions relatives à la race. L'historiographie sur les Africains et l'esclavage en Amérique latine a été examinée dans l'article de Frederick Bowser publié en 1972 dans la revue Latin American Research Review, qui résume les recherches effectuées à ce jour et les perspectives d'avenir. Sa principale monographie, The African Slave in Colonial Peru, African Slave in Colonial Peru, 1524-1650, a marqué une avancée significative dans ce domaine, en utilisant de riches sources d'archives et en élargissant la zone de recherche au Pérou,.

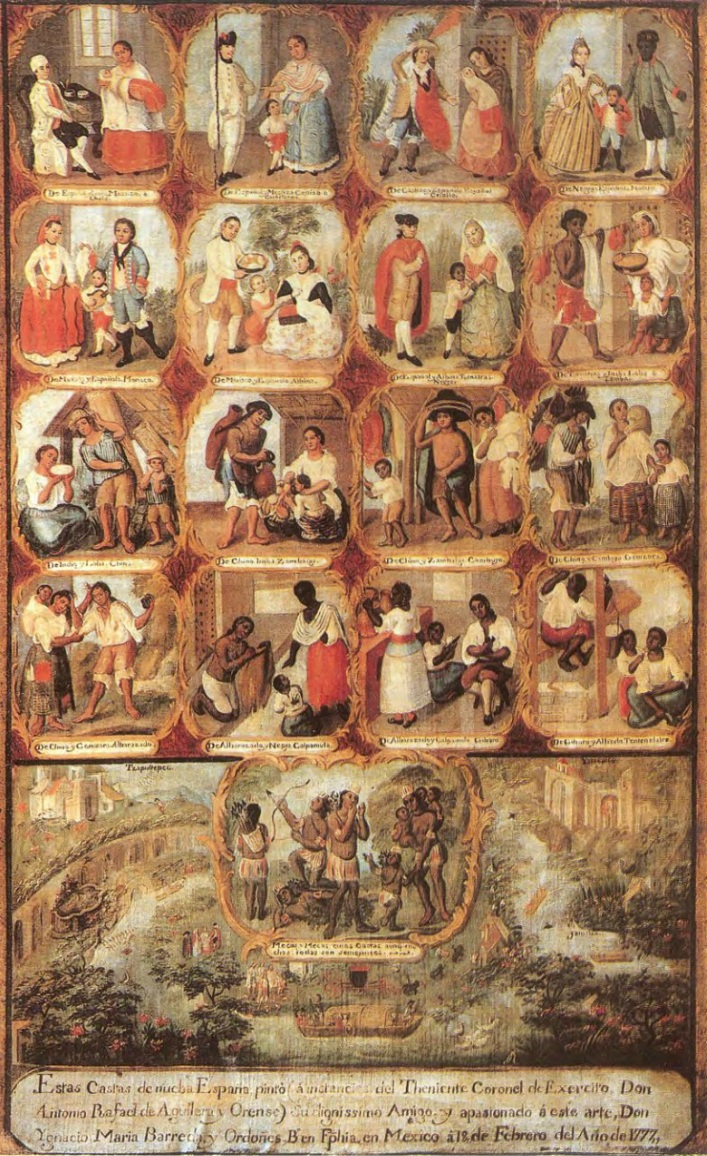
Représentation du système de casta au Mexique au XVIII

Les débats sur la race, la classe et la « caste » ont pris leur essor dans les années 1970 avec les travaux d'un certain nombre d'universitaires,,,,,. Les chercheurs se sont également intéressés à la manière dont la hiérarchie raciale a été représentée visuellement dans le genre séculaire de la peinture de casta (en), qui a fleuri au XVIIIe siècle. Ces peintures, réalisées du point de vue de l'élite, montrent des stéréotypes raciaux avec un père d'une race, une mère d'une autre, et leur progéniture étiquetée dans une autre catégorie,,.
La préoccupation des élites pour la pureté raciale ou limpieza de sangre (pureté du sang), qui en Espagne tournait essentiellement autour de la pureté de l'héritage chrétien, englobait en Amérique espagnole la « souillure » des mélanges non blancs. Un ouvrage clé est Genealogical Fictions de María Elena Martínez, qui montre à quel point les familles de l'élite cherchaient à effacer les taches des généalogies. Un autre ouvrage essentiel pour comprendre les rouages de la race en Amérique espagnole est celui d'Ann Twinam sur les pétitions adressées à la couronne par les mulâtres et les pardos pour obtenir une dispense de leur statut de non-blanc, afin de poursuivre des études ou d'exercer une profession, et plus tard en tant que demande générale non liée aux règles professionnelles interdisant aux non-blancs d'exercer. Dans les décennies qui ont suivi les travaux de Tannenbaum, ces documents, connus sous le nom de cédulas de gracias al sacar, ont été peu nombreux, avec seulement quatre cas identifiés, mais la possibilité d'une mobilité sociale ascendante a joué un rôle important dans le cadre de l'analyse scientifique des dynamiques raciales en Amérique espagnole. Des travaux considérables sur la mobilité sociale ont précédé ces travaux, l'ouvrage de R. Douglas Cope intitulé The Limits of Racial Domination restant important.
L'intégration des Noirs et des indigènes dans le catholicisme hispano-américain signifiait qu'ils faisaient partie de la communauté spirituelle. Des travaux récents indiquent que les Noirs de Castille étaient classés comme « vieux chrétiens » et obtenaient des licences pour émigrer vers les Indes espagnoles, où beaucoup sont devenus artisans et quelques-uns sont devenus riches et éminents. L'Église ne condamne pas l'esclavage en tant que tel. L'Église est généralement restée excluante dans la prêtrise et a tenu des registres paroissiaux distincts pour les différentes catégories raciales. Les confréries noires et indigènes (cofradías) constituaient une structure religieuse permettant de renforcer les liens entre leurs membres,,.
Les travaux sur les Noirs et les Indiens, ainsi que sur les catégories mixtes, se sont étendus pour inclure des complexités d'interaction qui n'avaient pas été examinées auparavant. Les travaux de Matthew Restall (en) et d'autres explorent la question de la race au Mexique,,. De nouveaux travaux sont également consacrés aux Andes coloniales,,,.

### Genre, sexualité, et famille

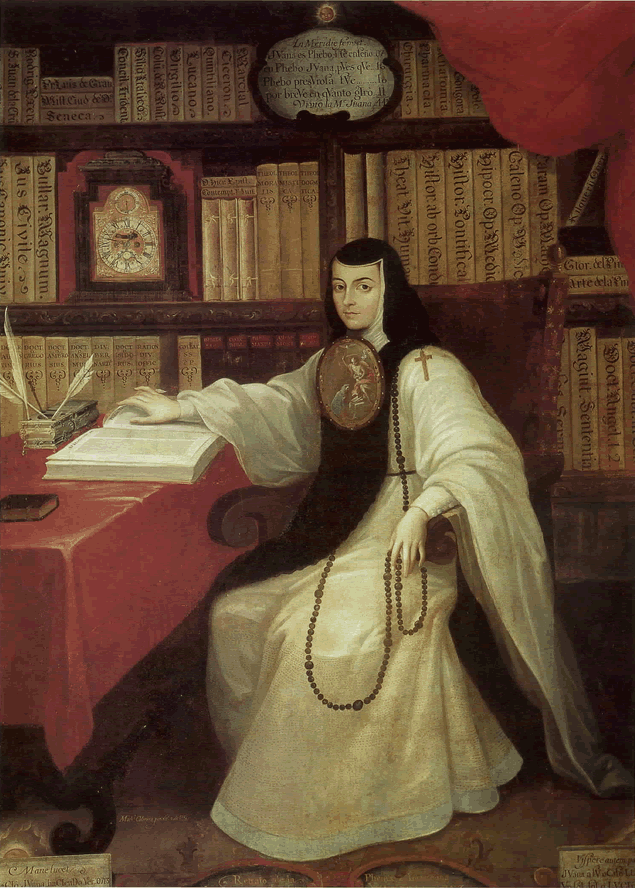
Juana Inés de la Cruz, intellectuelle mexicaine du XVII, connue de son vivant comme la « diième muse ». Peinture de Miguel Cabrera.

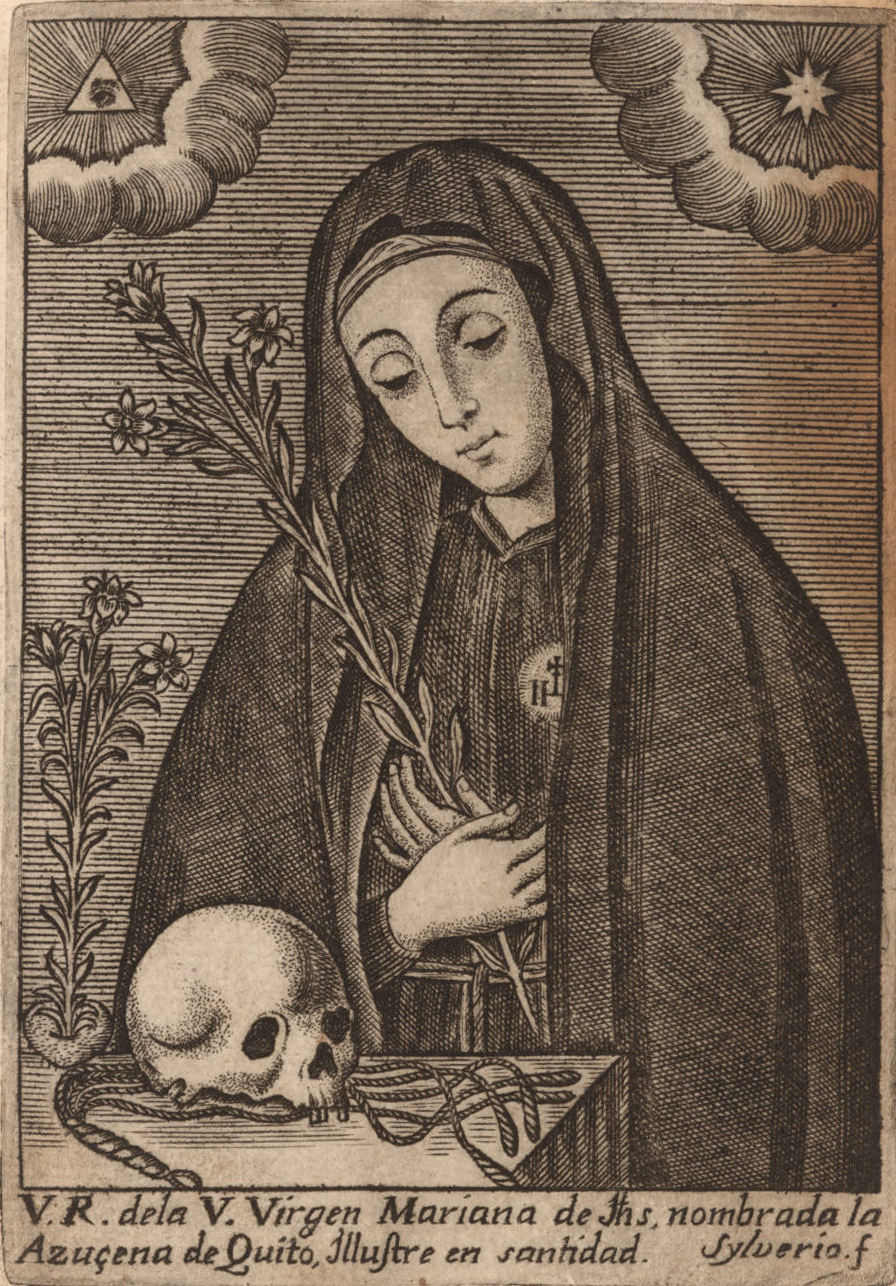
Sainte Mariana de Jesús, le « Lys de Quito », connue pour sa spiritualité.

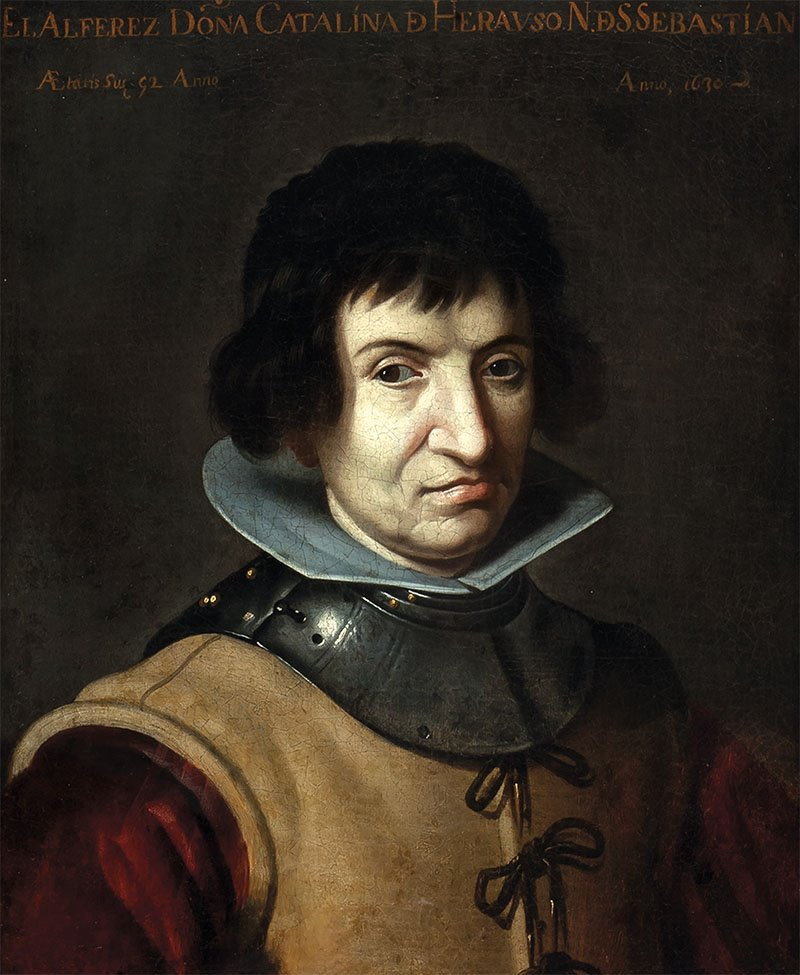
Catalina de Erauso, the "lieutenant nun"

L'histoire des femmes et l'histoire du genre se sont développées en tant que domaine de l'histoire hispano-américaine parallèlement à leur émergence aux États-Unis et en Europe, Asunción Lavrin (en) en étant la pionnière,,. Les travaux continuent de se multiplier, d'attirer l'attention des chercheurs et de faire l'objet d'une évaluation historiographique. Les études sur les élites en général ont permis de comprendre le rôle des femmes de l'élite dans l'Amérique espagnole coloniale en tant que détentrices de biens et de titres et gardiennes de l'honneur familial,,. Les préoccupations de la Couronne concernant le choix inapproprié des partenaires de mariage, tels que les unions métisses ou les partenaires de statut socio-économique inégal, ont incité à édicter des décrets autorisant les parents à contrôler les décisions matrimoniales.
Des premiers travaux sur la religieuse mexicaine Juana Inés de la Cruz, poétesse singulière du XVIIe siècle, célèbre en son temps, la recherche s'est élargie pour étudier les femmes de l'élite qui pouvaient devenir religieuses, et s'est encore élargie pour examiner la vie des femmes ordinaires, souvent métisses, vivant en milieu urbain. Les moniales et les couvents ont été bien étudiés,. Les saintes femmes hispano-américaines telles que sainte Rose de Lima et le Lys de Quito, les beatas, ainsi que la sainte populaire de Puebla, au Mexique, Catarina de San Juan (en), ont fait l'objet de récents travaux de recherche,.
La question du genre a été au centre des travaux récents sur les femmes urbaines et indigènes,. Le rôle des femmes indigènes dans les sociétés coloniales a été exploré dans une série d'ouvrages récents,,,.
Ces dernières années, l'histoire de la sexualité s'est élargie aux études sur le mariage et la sexualité à l'homosexualité,, et d'autres formes de sexualité,, notamment la bestialité. Le travail d'Ann Twinam sur l'honneur et l'illégitimité à l'époque coloniale est particulièrement intéressant; il existe des travaux similaires pour le Pérou. Les mémoires de la nonne devenue soldat travesti, Catalina de Erauso, sont un récit picaresque et l'une des rares autobiographies de l'époque coloniale. Le problème des prêtres sollicitant des faveurs sexuelles dans le confessionnal et les réponses de l'Église à ces abus s'inspirent des cas de l'Inquisition.
Les documents du Saint-Office de l'Inquisition constituent une source d'archives fructueuse sur les femmes du Mexique et du Pérou, y compris les femmes de couleur. Par définition, les archives de l'Inquisition contiennent des informations sur les personnes qui ont eu maille à partir avec les autorités religieuses, mais elles sont précieuses car elles conservent des informations sur les hommes et les femmes métis composant le peuple, ainsi que sur les transgressions, souvent sexuelles, qui les ont conduits devant le tribunal,.
Une contribution utile au genre et à l'histoire de la médecine est l'ouvrage de Nora E. Jaffary intitulé Reproduction and Its Discontents: Childbirth and Contraception from 1750-1905, qui examine les notions de virginité, de conception et de grossesse, d'avortement et d'infanticide, ainsi que les « naissances monstrueuses » dans l'histoire coloniale mexicaine et au XIXe siècle.
Les femmes ont été étudiées dans le contexte de l'histoire familiale, comme le montrent les travaux de Pilar Gonzalbo Aizpuru et d'autres,. L'histoire des enfants dans l'Amérique espagnole a récemment fait l'objet d'une attention particulière,,.

## Religion et culture

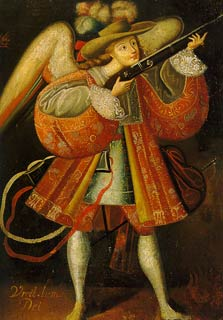
Archange Uriel, anonyme, XVIIIe siècle, école de Cuzco, typique, probablement par un artiste indigène.

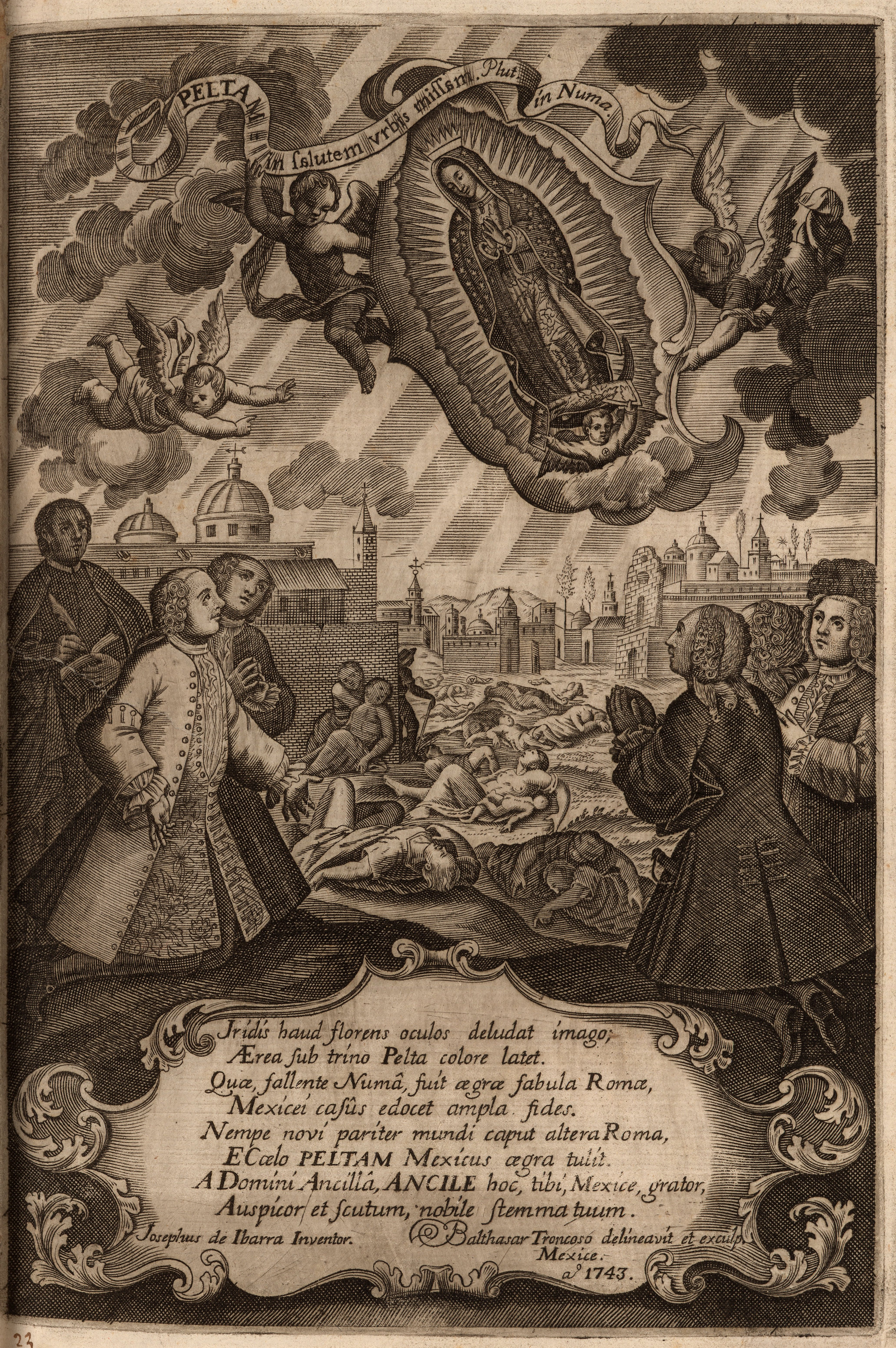
Créoles faisant appel à la Vierge de Guadalupe lors d'une épidémie du XVIIIe siècle touchant les indigènes à Mexico, 1743.

La conversion et l'incorporation des indigènes à la Chrétienté était un objectif clé du colonialisme espagnol. L'ouvrage classique de Robert Ricard examine la « conquête spirituelle » du XVIe siècle avant l'arrivée des Jésuites. Bien que de nombreux travaux d'érudition aient été réalisés depuis sa première publication en 1933, cet ouvrage reste important. La traduction des textes chrétiens dans les langues indigènes et la création de dictionnaires ont constitué un élément crucial du projet. Le Mexique central et les textes en nahuatl ont fait couler beaucoup d'encre, l'ouvrage de Louise Burkhart intitulé The Slippery Earth étant particulièrement important, mais les religieux de la région andine se sont également penchés sur ces questions,.
Il existe une longue tradition d'écrits du clergé espagnol, mais plus récemment, la recherche sur le catholicisme indigène s'est développée et les aspects culturels de la conquête spirituelle ont fait l'objet de recherches plus approfondies, comme le théâtre religieux et la danse,. Au Mexique, les sources linguistiques indigènes ont ouvert de nouvelles perspectives sur les croyances et les pratiques religieuses,,,,. Pour la région maya, un certain nombre d'études importantes ont été réalisées,,. L'ouvrage de Victoria Reifler Bricker intitulé The Indian Christ, The Indian King est un ouvrage important sur la religion maya. La religion a été un thème important des nouveaux travaux sur l'histoire des Andes, en particulier la persistance des croyances indigènes et la résistance à la conversion catholique,,.
L'art et l'architecture ont joué un rôle important dans la création d'incarnations visibles de la culture religieuse. Les images de saints et d'allégories religieuses, ainsi que les églises, qui allaient des magnifiques cathédrales aux modestes églises paroissiales et chapelles de mission. Le remodelage du culte indigène a également entraîné l'introduction de saints chrétiens. Au Mexique, l'histoire de la Vierge de Guadalupe, qui serait apparue en 1531 à un Nahua, Juan Diego, est devenue le principal culte religieux du Mexique colonial et de l'ère moderne, un élément essentiel de l'identité mexicaine et de la « Reine des Amériques »,,,.
L'architecture coloniale au Mexique a fait l'objet d'un certain nombre d'études importantes, dont l'architecture des églises constitue un élément significatif. Le remplacement des lieux de culte sacrés de l'ancienne religion par des manifestations visibles du christianisme était une priorité pour la « conquête spirituelle » de la première période évangélique,,,. Les études sur l'architecture de l'Amérique du Sud espagnole, et en particulier de la région andine, se multiplient,,,,,. Jusqu'au milieu du XVIIIe siècle, le sujet de la plupart des peintures était religieux sous une forme ou une autre, de sorte que l'historiographie de la culture visuelle coloniale est axée sur la religion. Les publications sur l'art colonial ont une longue tradition, en particulier au Mexique. Ces dernières années, les publications sur l'art colonial ont connu un essor considérable, et quelques aperçus utiles ont été publiés,,,,,. Les grandes expositions sur l'art colonial ont donné lieu à des catalogues qui constituent des archives permanentes, avec de nombreux exemples d'art religieux colonial,,,,.
Les rituels et les fêtes ont renforcé la culture religieuse en Amérique espagnole. L'enthousiasme pour les expressions de piété publique au cours des XVIe siècle et XVIIe siècle a été considéré comme faisant partie de la « culture baroque ». Des célébrations religieuses spécifiques, telles que le Corpus Christi, ont été étudiées au Mexique et au Pérou,.
Les autodafés de l'Inquisition étaient des rituels publics imposant l'orthodoxie religieuse avec la participation des plus hautes autorités civiles et religieuses et des foules de fidèles qui observaient. Diverses transgressions conduisaient les hommes et les femmes devant l'Inquisition, y compris la pratique du judaïsme en se faisant passer pour catholique (judizantes), la bigamie, les transgressions sexuelles, le blasphème et la sollicitation des prêtres dans le confessionnal. Se moquer des sacrements religieux pouvait conduire une personne devant les autorités religieuses, comme dans le cas du « mariage » de deux chiens dans le Mexique de la fin de la période coloniale.
Au XVIIIe siècle, la Couronne a cherché à limiter les manifestations publiques de piété (« affichage baroque ») en introduisant de nouvelles réglementations. L'ouvrage de Pamela Voekel, Alone Before God: Religious Origins of Modernity in Mexico montre comment la couronne a ciblé les rites funéraires élaborés et le deuil en tant qu'expression d'une piété publique excessive. En imposant que les enterrements se fassent en dehors du sol consacré des églises et des parvis, mais plutôt dans des cimetières de banlieue, les élites ont riposté. Elles avaient utilisé ces manifestations publiques comme un moyen de démontrer leur richesse et leur position parmi les vivants et de garantir leur repos éternel dans les endroits les mieux situés des églises. Une autre cible de la couronne était les célébrations du Carnaval à Mexico, auxquelles les gens du peuple se joignaient avec enthousiasme puisque le Carnaval renversait ou se moquait généralement de l'ordre traditionnel, y compris des autorités religieuses. Afin de mieux garantir l'ordre public, la couronne a cherché à réglementer les tavernes ainsi que la consommation d'alcool en public, en particulier pendant les fêtes. Les élites consommant de l'alcool dans leurs résidences privées, cette réglementation visait à contrôler le peuple.

## Histoire des sciences

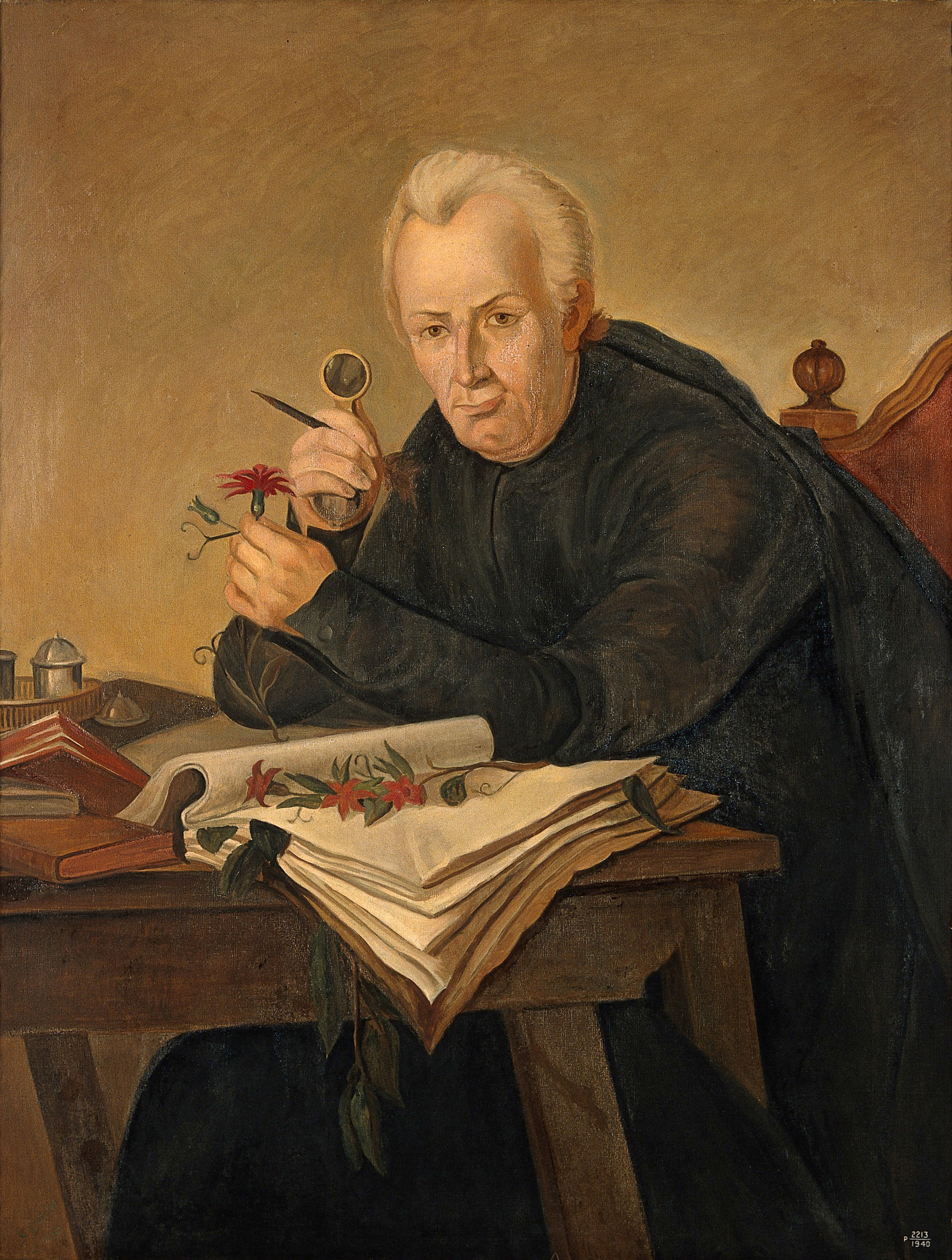
L'ecclésiastique José Celestino Mutis, chef de l' (1783–1816), dont les travaux ont fortement impressionné Alexander von Humboldt.

En même temps que la couronne tentait de supprimer la culture religieuse baroque, elle encourageait les travaux scientifiques, auxquels les ecclésiastiques du XVIIIe siècle ont contribué,. Il s'agit notamment de José Antonio Alzate, et José Celestino Mutis. Carlos de Sigüenza y Góngora, prêtre polymathe mexicain du XVIIe siècle, a effectué des observations astronomiques, tout comme son contemporain jésuite Eusebio Kino. Auparavant, la collecte par le franciscain Bernardino de Sahagún d'informations sur la classification aztèque des choses « terrestres » dans le livre XI, telles que la flore, la faune, les types de sol, les formes de terre, etc., dans le Codex de Florence, n'était pas clairement liée aux objectifs religieux du projet.
Le siècle des Lumières hispano-américain (en) a produit une masse considérable d'informations sur l'empire d'outre-mer de l'Espagne par le biais d'expéditions scientifiques. Le voyageur scientifique le plus célèbre de l'Amérique espagnole fut Alexander von Humboldt, dont les écrits de voyage et les observations scientifiques restent des sources importantes pour l'histoire de l'Amérique espagnole, en particulier son Essai politique sur le royaume de Nouvelle-Espagne (1811); mais aussi d'autres ouvrages. L'expédition de Humboldt a été autorisée par la couronne, mais a été financée par sa fortune personnelle. Avant la célèbre expédition de Humboldt, la couronne a financé plusieurs expéditions scientifiques importantes au Pérou et au Chili (1777-1778), en Nouvelle-Grenade (en) (1783-1816), Nouvelle-Espagne (en) (1787–1803),, que les chercheurs examinent à nouveau,,.
Au-delà de l'examen d'expéditions particulières, l'histoire des sciences en Espagne et dans l'Empire espagnol a connu un essor général, avec la publication de sources primaires dans des éditions savantes ou leur réédition, ainsi que la publication d'un nombre considérable d'études savantes importantes,,,,,.

## Histoire économique

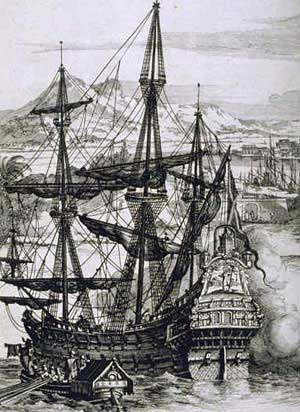
Galion espagnol, pilier de la navigation transatlantique et transpacifique, gravure d'Albert Durer.

Les échanges et le commerce, la production de marchandises et les systèmes de travail ont été largement étudiés dans l'Amérique espagnole coloniale. Une collection importante d'articles se trouve dans The Cambridge Economic History of Latin America: Volume 1: The Colonial Era and the Short Nineteenth Century, ainsi que dans les deux premiers volumes de The Cambridge History of Latin America. Comme d'autres aspects de l'histoire coloniale, l'histoire économique ne peut être classée dans une seule catégorie, car elle est liée à la politique de la Couronne, à l'existence de ressources exploitables, telles que l'argent, le crédit, le capital et nes entrepreneurs. Dans le développement du secteur agricole, la disponibilité de sols fertiles et d'eau en quantité suffisante, de vastes étendues de terres pour le pâturage des bovins et des ovins, ainsi que la disponibilité de la main-d'œuvre, contrainte ou libre, ont été des facteurs déterminants. L'économie d'exportation reposant sur la production d'argent et, dans une moindre mesure, de colorants pour la production textile européenne, a stimulé la croissance du développement régional. La production rentable de denrées alimentaires et d'autres produits, comme la laine, pour la consommation locale a marqué le développement d'une économie coloniale. Les ouvrages généraux sur l'histoire économique continuent de contribuer à la compréhension de l'Amérique espagnole coloniale.

### Premiers systèmes de travail
À l'instar de ce qui s'était passé en Espagne après la Reconquista catholique de l'Espagne musulmane, les conquérants attendaient des récompenses matérielles pour leur participation, ce qui à l'époque était l'encomienda. En Amérique espagnole, l'encomienda était une concession de main-d'œuvre indigène et de tribut d'une communauté particulière à des particuliers, censée être perpétuelle pour leurs héritiers. Au départ, l'encomienda fonctionnait le mieux dans les régions où les populations indigènes étaient organisées hiérarchiquement et avaient déjà l'habitude de payer un tribut et de travailler. Le Mexique central et les Andes présentaient ce schéma. L'encomienda en tant qu'institution a été bien étudiée en ce qui concerne son impact sur les communautés indigènes et la manière dont les encomenderos espagnols ont profité du système. James Lockhart a examiné le passage du travail d'encomienda attribué à quelques Espagnols à la tentative de la Couronne d'élargir l'accès au travail par le biais du repartimiento aux Espagnols arrivés plus tard qui avaient été exclus des attributions initiales. Cela a également eu pour effet de saper le pouvoir croissant du groupe des encomenderos et le passage au travail gratuit, ainsi que l'essor de la propriété foncière. En Amérique centrale, le travail forcé a perduré jusqu'au XIXe siècle. Les variations régionales de l'encomienda ont été étudiées au Paraguay, une région périphérique aux intérêts économiques espagnols. Dans cette région, l'encomienda était moins une contrainte de travail que la mobilisation de réseaux de parents indigènes que les Espagnols rejoignaient,.
Le travail des esclaves était utilisé dans diverses régions de l'Amérique espagnole. Le travail des esclaves africains a été introduit dans les Caraïbes lors de l'effondrement démographique des populations indigènes. Le commerce des esclaves était entre les mains des Portugais, qui avaient très tôt le monopole des routes côtières d'Afrique. Les Africains ont apparis des métiers spécialisés et ont joué le rôle d'artisans dans les villes et de chefs d'entreprise pour les autochtones dans les campagnes. Les études sur la traite des esclaves africains et le rôle économique des Noirs en Amérique espagnole se sont multipliées, en particulier avec le développement de l'histoire atlantique. Les esclaves asiatiques en Amérique espagnole ont été moins bien étudiés, mais la monographie sur le Mexique indique que ce sujet est prometteur. Catarina de San Juan (en), esclave à Puebla au XVIIe siècle, est l'une des rares femmes à avoir connu la gloire dans le Mexique colonial.
La mobilisation de la main-d'œuvre indigène dans les Andes par le biais de la mita pour l'extraction de l'argent a été étudiée,,. Dans le nord du Mexique, il n'était pas possible de recourir à l'encomienda ou au repartimiento ; la main-d'œuvre était constituée de travailleurs libres qui, dans un premier temps, avaient migré vers la zone minière.

### Argent

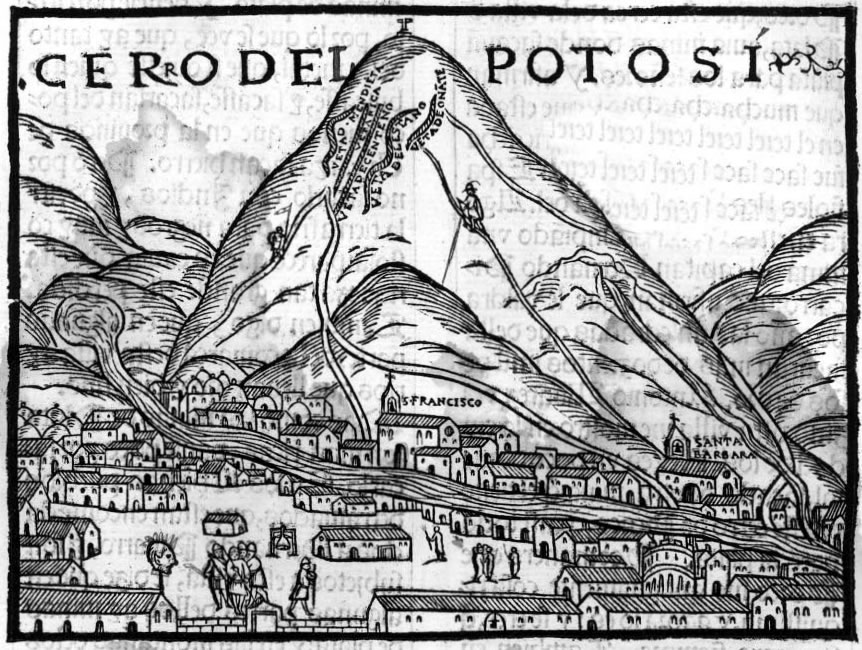
Potosi, le cerro rico qui a produit des quantités massives d'argent à partir d'un seul site. Première image publiée en Europe. Pedro Cieza de León, 1553.

Le principal moteur de l'économie coloniale espagnole était l'extraction de l'argent, qui était produite dans le haut Pérou (aujourd'hui la Bolivie) sur le seul site de production, Potosí. Il y avait plusieurs sites au Mexique, principalement dans le nord, en dehors de la zone de peuplement indigène dense, ce qui a nécessité initialement la pacification des populations indigènes pour sécuriser les sites miniers et les voies de transport nord-sud.
L'argent et les mines d'argent occupent une place importante dans l'histoire de l'Amérique espagnole et de l'Empire espagnol, car les deux principales sources d'argent se trouvaient dans les vice-royautés de Nouvelle-Espagne (Mexique) et du Pérou, où il y avait un nombre important d'indigènes et de colons espagnols. Les changements intervenus dans les politiques de la couronne au XVIIIe siècle ont relancé la production d'argent après un effondrement au XVIIe siècle,. L'impact de l'argent sur l'économie mondiale a été profond, tant en Europe qu'en Asie,. Une étude du début du XXe siècle traitant de l'impact de l'argent colonial sur l'Espagne est celle d'Earl Hamilton, American Treasure and the Price Revolution in Spain. Un travail approfondi sur le trésor royal par Herbert S. Klein et John Tepaske sur l'Espagne et l'Amérique coloniale est The Royal Treasuries of the Spanish Empire in America (3 vols.). D'autres publications importantes sur l'histoire économique comprennent la comparaison entre la Nouvelle-Espagne et le Pérou, et sur l'histoire des prix. Le mercure était un élément clé du processus d'extraction de l'argent du minerai. Le mercure destiné à la production minière mexicaine était expédié depuis la mine d'Almadén en Espagne, tandis que la production de mercure au Pérou provenait de la mine de Huancavelica,.

### Production d'autres matières premières

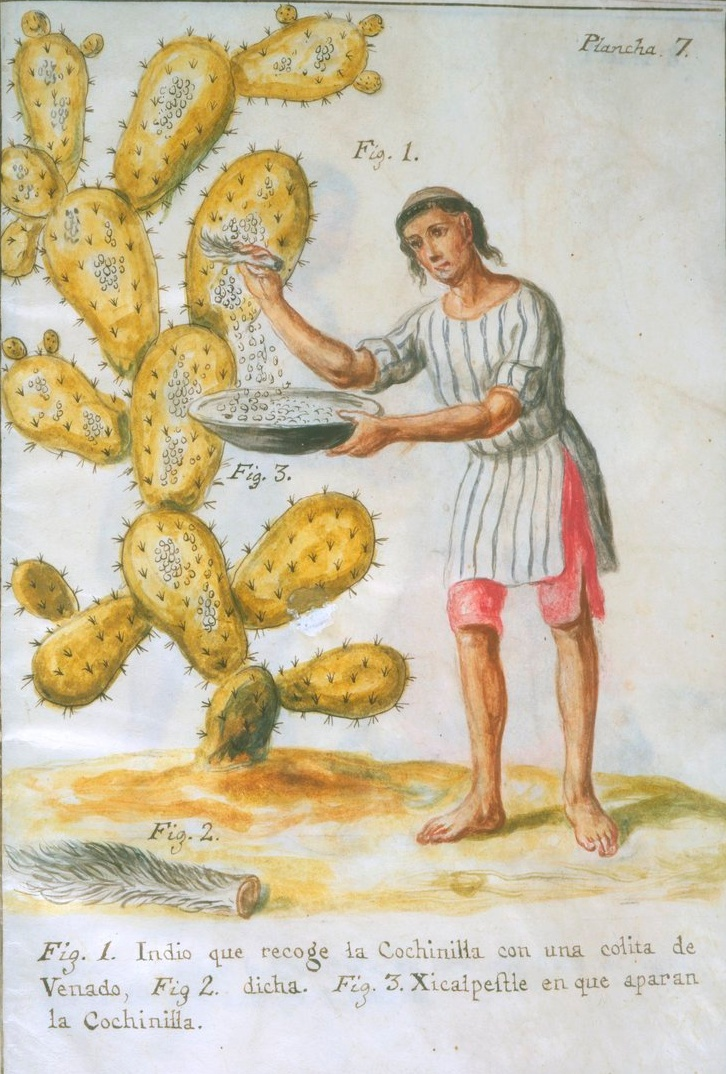
Indien mexicain ramassant des cochenilles avec une queue de cerf par José Antonio Alzate (1777)

Pendant un certain nombre d'années, les chercheurs ont mené des recherches approfondies sur les propriétés foncières, les haciendas, et ont débattu de la question de savoir si les haciendas étaient féodales ou capitalistes et comment elles contribuaient au développement économique,. Plus récemment, les chercheurs se sont concentrés sur les chaînes de produits de base et leur contribution à la mondialisation, plutôt que de se concentrer uniquement sur les sites de production.
Le sucre a été cultivé dès le début de la colonisation des Caraïbes et introduit au Mexique par Hernán Cortés, ce qui a permis de répondre à la demande intérieure. Il existe une vaste littérature sur les plantations de sucre dans diverses régions de l'Amérique espagnole et du Brésil,. Le cacao, cultivé en Mésoamérique, est un autre produit tropical d'exportation. Lorsque les Européens ont pris goût au chocolat, en y ajoutant du sucre, la production de cacao s'est développée,.
La production de substances psychotropes était une source importante de profit pour les entrepreneurs et l'administration espagnole. Le tabac a pris une importance particulière à la fin du XVIIIe siècle, lorsque la Couronne a créé un monopole sur sa production et sa transformation,,. La demande des citadins pauvres pour la production locale de pulque, l'alcool fermenté issu du cactus agave, a rendu celle-ci rentable, de sorte que la culture à grande échelle, y compris par les propriétés foncières des Jésuites, a répondu à la demande ; la couronne a réglementé les tavernes où l'alcool était consommé. La coca, plante andine aujourd'hui transformée en cocaïne, était cultivée et les feuilles non transformées étaient consommées par les autochtones, en particulier dans les zones minières. La production et la distribution de coca sont devenues de grandes entreprises, avec des propriétaires non autochtones des sites de production, des spéculateurs et des marchands, mais les consommateurs étaient des mineurs autochtones de sexe masculin et des vendeuses autochtones. L'Église a bénéficié de la production de coca, qui était de loin le produit agricole le plus précieux et qui contribuait à la dîme.
La plupart des textiles de haute qualité étaient importés d'Europe par le biais du commerce transatlantique contrôlé par les marchands ibériques, mais le Mexique a brièvement produit de la soie. À mesure que la demande de textiles bon marché augmentait, la production destinée à un marché de masse local en pleine expansion s'est déroulée dans de petits ateliers textiles (obrajes), qui disposaient de peu de capitaux, puisque l'expansion de l'élevage de moutons fournissait un approvisionnement local en laine, et de faibles coûts de main-d'œuvre, les obrajes fonctionnant dans certains cas comme des prisons. L'Amérique espagnole est surtout connue pour sa production de teintures destinées à la production textile européenne, en particulier la teinture rouge cochenille, fabriquée à partir des corps écrasés des insectes vivant sur les cactus nopal, et l'indigo. La cochenille était le deuxième produit d'exportation le plus important du Mexique après l'argent, et les mécanismes de participation des indigènes à Oaxaca impliquaient des fonctionnaires de la couronne et des marchands urbains,. L'indigo, un colorant bleu, était un autre produit d'exportation important, en particulier en provenance d'Amérique centrale,.

### Commerce et transport

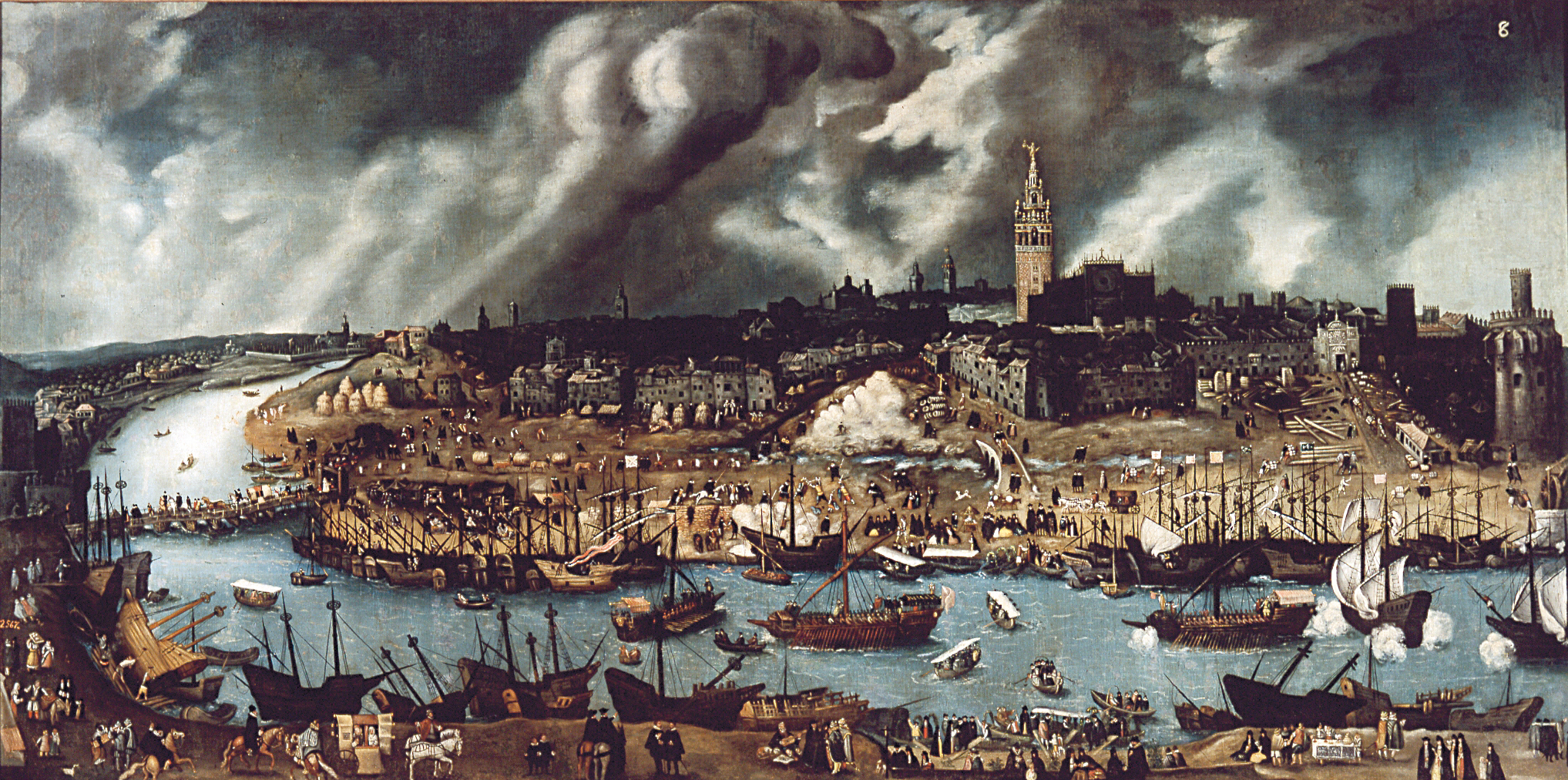
Séville au XVIe siècle, port espagnol pour le commerce transatlantique.

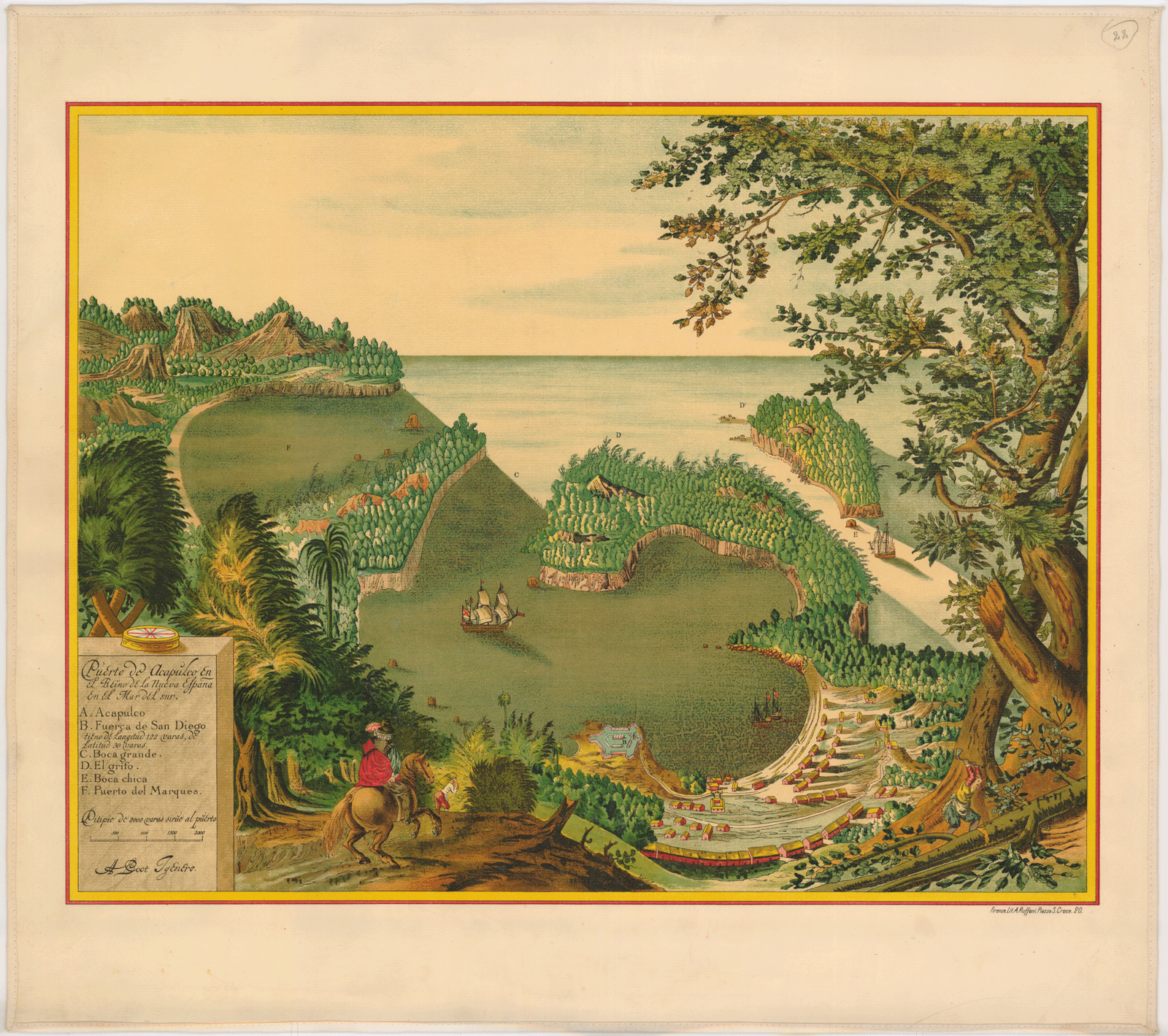
Acapulco en 1628, terminus mexicain du galion de Manille.

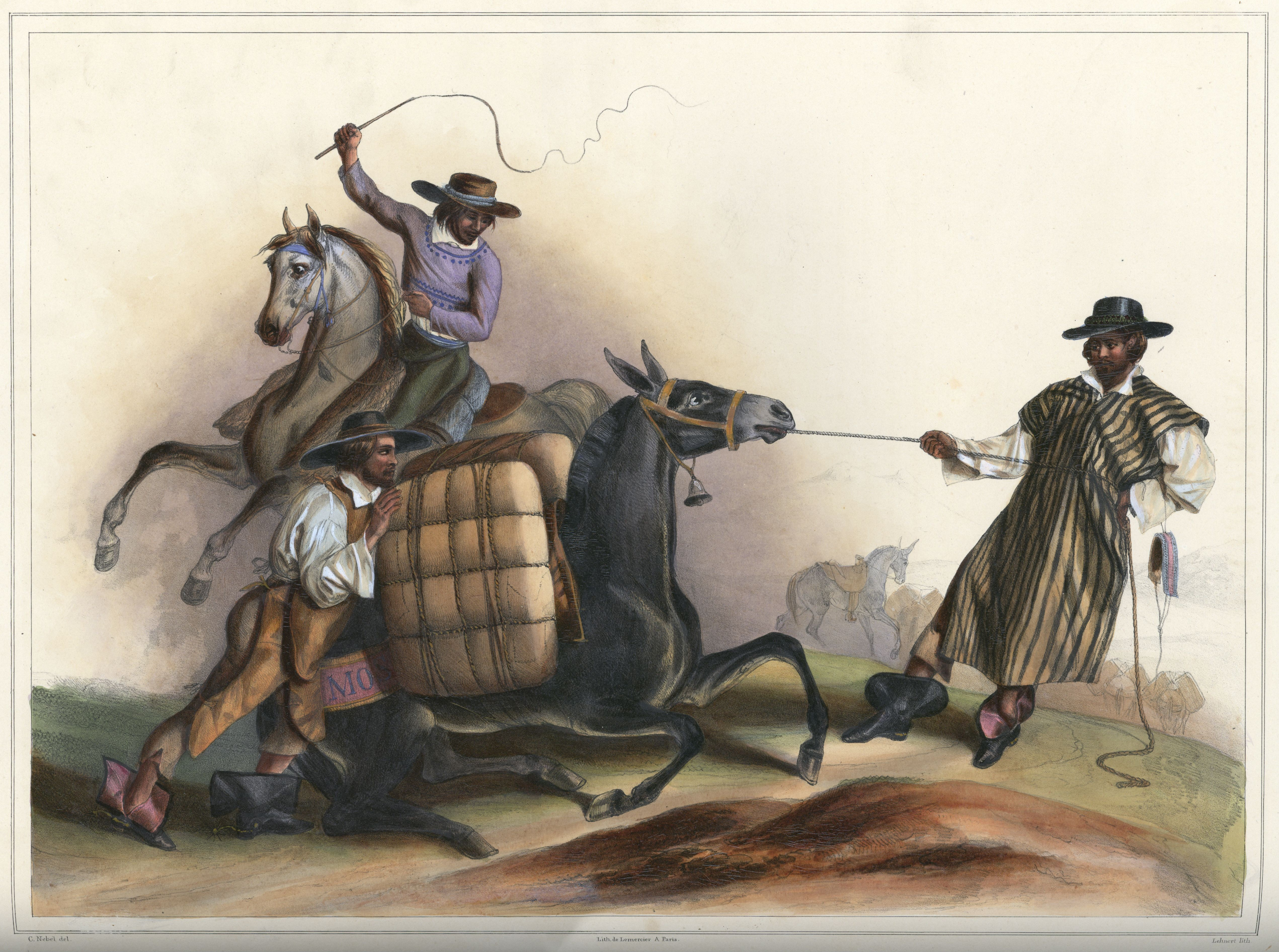
Arrieros au Mexique. Les mules étaient le principal moyen de transport terrestre des marchandises, gravure de Carl Nebel.

La politique de la Couronne a tenté de contrôler le commerce d'outre-mer, en créant la Casa de Contratación en 1503 pour enregistrer les cargaisons, y compris l'immigration vers l'empire d'outre-mer. Depuis l'Espagne, les navires à destination des principaux ports de l'Amérique espagnole partaient de Séville. La ville était située à une certaine distance de l'embouchure du Guadalquivir et son chenal ne permettait pas aux plus grands navires transocéaniques d'y accoster lorsqu'ils étaient entièrement chargés.
La Carrera de Indias était la principale route du commerce atlantique espagnol, partant de Séville et naviguant vers quelques ports hispano-américains des Caraïbes, en particulier Saint-Domingue, Veracruz, sur la côte atlantique du Panama, Nombre de Dios, plus tard Portobelo. Les échanges et le commerce ayant joué un rôle essentiel dans la montée en puissance de l'Espagne, les historiens ont entrepris d'en étudier les politiques et les modalités,,,. L'ouvrage classique de J.H. Parry (en), The Spanish Seaborne Empire, reste important pour son explication claire du commerce transatlantique, y compris les ports, les navires et la construction navale, et de nouveaux travaux sur la politique et le commerce espagnols, avec des informations sur les flottes.
Des sociétés commerciales transatlantiques basées en Espagne et avec des partenaires, généralement d'autres membres de la famille, ont établi des entreprises pour expédier une variété de marchandises, provenant d'Espagne et d'ailleurs en Europe et expédiées vers les principaux ports de l'empire d'outre-mer. L'exportation la plus importante du Nouveau Monde était l'argent, qui était devenu essentiel pour financer la couronne espagnole et, à mesure que d'autres puissances européennes s'enhardissaient, les navires étaient pris pour cible pour leur cargaison. Le système des convois ou des flottes (espagnol : flota) a été mis en place très tôt, les navires de Veracruz et d'Amérique du Sud se rencontrant dans les Caraïbes pour une navigation combinée vers l'Espagne. Le commerce transpacifique avec l'archipel espagnol des Philippines a été établi, avec des marchandises asiatiques expédiées de Manille au port d'Acapulco. Le galion de Manille apportait des soies, des porcelaines et des esclaves au Mexique, tandis que l'argent espagnol était envoyé en Asie. Le commerce transpacifique a longtemps été négligé par rapport au commerce transatlantique et à l'essor de l'histoire atlantique,. De nouveaux travaux indiquent que l'intérêt augmente,,. Bien que la Couronne ait tenté de maintenir un système commercial fermé au sein de l'Empire espagnol, les Britanniques ont commercé avec les Américains d'origine espagnole, avec une accélération au XVIIIe siècle.
En Amérique espagnole, le transport terrestre des marchandises était généralement assuré par des animaux de bât, en particulier des mules et, dans la région andine, des lamas. Mais les Espagnols n'ont pas construit beaucoup de routes permettant le transport en charrette ou en chariot. Le transit par les océans ou la navigation côtière était relativement efficace par rapport au transport terrestre, et dans la plupart des régions de l'Amérique espagnole, il y avait peu de rivières navigables et aucune possibilité de construire des canaux. Les coûts de transport et l'inefficacité ont freiné le développement économique ; le problème n'a été résolu qu'avec la construction des chemins de fer à la fin du XIXe siècle. Pour les denrées alimentaires volumineuses et de faible valeur, ce qui a stimulé le développement régional des propriétés foncières, en particulier à proximité des mines. Malgré l'inefficacité du commerce terrestre, les centres de commerce ont développé des routes principales entre eux, les communautés plus petites étant reliées par des routes secondaires ou tertiaires. La capacité d'acheminer l'argent des régions minières éloignées vers les ports était une priorité, et l'approvisionnement des mines en mercure était essentiel.

### Impacts environnementaux
L'impact environnemental de l'activité économique est devenu un domaine d'étude à la fin du XXe siècle, notamment grâce aux travaux d'Alfred Crosby sur l'échange colombien (en) et l'« impérialisme écologique »,. Une histoire générale de l'environnement est présentée par Shawn William Miller. Arij Ouweneel a écrit une importante histoire écologique générale du Mexique central pour le XVIIIe siècle. Les travaux d'Elinor G.K. Melville sur le pâturage des moutons et les changements écologiques au Mexique sont également importants pour l'histoire de l'environnement. Dans la région andine, les coûts écologiques et humains de l'extraction du mercure, indispensable à la production d'argent, ont été récemment étudiés.

## Fin de l'ère coloniale
L'indépendance de l'Amérique espagnole occupe une place ambiguë dans l'historiographie, car elle marque à la fois la fin de la domination de la couronne et l'émergence de nations souveraines. L'historiographie de l'indépendance de l'Amérique espagnole n'a pas eu de récit unificateur et a été généralement liée à des récits centrés sur la nation. La publication en 2017 de l'ouvrage de Brian Hamnett The End of Iberian Rule and the American Continent, 1770–1830 a pour objectif de montrer comment l'indépendance a été obtenue tant en Amérique espagnole qu'au Brésil, en mettant l'accent sur la contingence de ce résultat. Il fait partie des nombreux historiens qui ont affirmé que l'indépendance politique n'était en aucun cas inévitable. « L'indépendance pure et simple ne suscitait guère d'intérêt ». Puisque l'indépendance s'est concrétisée, on a cherché à en expliquer les raisons à l'époque coloniale. La capture par les Français du monarque Bourbon Charles IV et son abdication forcée en 1808 ont ouvert une ère d'instabilité politique en Espagne et en Amérique espagnole. Timothy Anna et Michael Costeloe ont soutenu que la monarchie des Bourbons s'est effondrée, donnant naissance à de nouvelles nations souveraines, alors que les élites nées en Amérique recherchaient principalement l'autonomie au sein du système existant,. Le politologue Jorge I. Domínguez (en) écrit dans la même veine sur « l'effondrement de l'empire hispano-américain », arguant que l'indépendance a été causée par des rivalités internationales et non par un éclatement des élites coloniales, dont les conflits pouvaient, selon lui, être gérés dans le cadre existant. Le cadre de référence de 50 ans de Hamnett lui permet de montrer les tentatives de réforme de la couronne espagnole, mais l'invasion napoléonienne de l'Espagne, la constitution libérale de 1812 et la répudiation de la réforme avec la restauration de Ferdinand VII en 1814 ont poussé les élites hispano-américaines à des déclarations d'indépendance pure et simple. L'inflexibilité des libéraux espagnols et de l'absolutiste Ferdinand VII a fait perdre à l'Espagne son empire continental hispano-américain. L'Espagne elle-même est entrée dans une nouvelle ère au moment où les États souverains hispano-américains élaboraient leur nouvelle réalité politique.
Il existe un certain nombre d'ouvrages de référence sur l'indépendance, dont certains ont été révisés dans des éditions ultérieures. L'ouvrage de Richard Graham (en) intitulé Independence in Latin America reste un examen succinct. L'ouvrage classique sur l'époque est The Spanish American Revolutions, 1808–1826 de John Lynch (en), suivi de nombreux autres sur les dirigeants (« libérateurs ») ainsi que sur l'époque en général. Un certain nombre d'histoires de l'Amérique espagnole coloniale prennent pour date finale l'invasion napoléonienne de 1808 en péninsule ibérique et l'éviction de la monarchie des Bourbons. Les histoires générales de l'Amérique latine coloniale se terminent par un ou plusieurs chapitres sur l'indépendance,. Les deux premiers volumes de la Cambridge History of Latin America sont consacrés à la période coloniale en général, tandis que le troisième volume est consacré à la transition de l'indépendance vers des nations souveraines individuelles et au chaos politique et à l'instabilité économique qui en ont résulté en Amérique espagnole. Le Brésil a largement échappé à ces problèmes avec le départ de la monarchie portugaise vers le Brésil pendant les guerres napoléoniennes et l'établissement d'une monarchie brésilienne indépendante par un membre de la dynastie des Bragance en 1822.

## References
1. ↑  Voir les volumes de Handbook of Middle American Indians (HMAI), Guide to Ethnohistorical Sources. 4 vols. Austin: University of Texas Press, 1972, pour un recueil de sources et d'histoires du début de l'ère moderne.
2. ↑  J. Benedict Warren, « An Introductory Survey of Secular Writings in the European Tradition on Colonial Middle America, 1503–1818. » HMAI vol. 13, pp. 42–137.
3. ↑  Ernest J. Burrus, S.J. « Religious Chroniclers and Historians: A Summary with Annotated Bibliography. » HMAI vol. 13, pp. 138–186
4. 1 2  Jorge Cañizares-Esguerra (en), How to Write the History of the New World: Histories, Epistemologies, and Identities in the Eighteenth-Century Atlantic World. Stanford: Stanford University Press 2001.
5. ↑  D.A. Brading (en), The First America: The Spanish Monarchy, Creole Patriots, and the Liberal State, 1492–1867. New York: Cambridge University Press 1991.
6. ↑  voir Lucas Alamán, Historia de Mejico. 5 vols.
7. ↑  William H. Prescott, History of the Conquest of Mexico (1843) et History of the Conquest of Peru (1847), qui ont fait l'objet de plusieurs éditions.
8. ↑  Edward Gaylord Bourne (en), Spain in America, 1450–1580. 4 vols. Une nouvelle édition avec une nouvelle introduction et une bibliographie supplémentaire a été publiée en 1962. New York: Barnes & Noble.
9. ↑  Herbert Eugene Bolton, « The Epic of Greater America », American Historical Review 38–448–474 (avril 1933), allocution présidentielle.
10. ↑  Howard F. Cline, « Latin American History: Development of Its Study and Teaching in the United States Since 1898 », in Latin American History: Essays on Its Study and Teaching, 1898–1965. Howard F. Cline, ed. Austin: University of Texas Press 1967, pp. 6–16.
11. ↑  J. Franklin Jameson, « A New American Historical Journal », Hispanic American Historical Review 1:2–7 (février 1918).
12. ↑  « CLAH » Recipients and Committees »
13. ↑  James Lockhart (en) et Stuart B. Schwartz (en), Early Latin America. New York: Cambridge University Press 1983. Ils déclarent dans la dernière phrase du livre qu'« au niveau le plus profond, il n'y a que deux périodes dans l'histoire de l'hémisphère occidental, avant et après la conquête, l'ensemble de la période depuis l'arrivée des Européens étant un continuum unique et ininterrompu à la bien des égards. » p. 426.
14. ↑  Mark A. Burkholder (2016), « Spain’s America: from kingdoms to colonies », Colonial Latin American Review, 25:2, 125–153, DOI 10.1080/10609164.2016.1205241
15. ↑  Annick Lempérière. 2004. « La ‘cuestión colonial.’ », Nuevo Mundo Mundos Nuevos. http://nuevomundo.revues.org/437; DOI 10.4000/nuevomundo.437
16. ↑  Cambridge History of Latin America, Leslie Bethell, ed. Cambridge: Cambridge University Press 1984.
17. ↑  McFarlane, A. (1987). « Latin American History: A new synthesis? » History, 72(236), 453–463. Extrait de JSTOR:24415752
18. ↑  McAlister, Lyle N. (1985). The American Historical Review, 90(5), 1304–1305. DOI 10.2307/1859870
19. ↑  Wells, Alan. (1987). The History Teacher, 20(3), 429–431. DOI 10.2307/493129
20. ↑  Hamnett, B. (1986). The English Historical Review, 101(400), 688–690. Extrait de JSTOR:571485
21. ↑  James Lockhart (en) et Stuart B. Schwartz (en), Early Latin America:  A History of Colonial Spanish America and Brazil. New York: Cambridge University Press 1983.
22. ↑  Stanley J. Stein et Barbara H. Stein, The Colonial Heritage of Latin America. New York: Oxford University Press 1970  (ISBN 978-0-19-501292-7)
23. ↑  McFarlane, A. (1987). « Latin American History: A new synthesis? » History, 72(236), p. 462. Extrait de JSTOR:24415752
24. ↑  Mark Burkholder et Lyman L. Johnson, Colonial Latin America 9th edition. New York: Oxford University Press 2014.
25. ↑  Matthew Restall et Kris Lane, Latin America in Colonial Times. New York: Cambridge University Press 2011
26. ↑  James Lockhart et Enrique Otte, Letters and People of the Indies: Sixteenth Century. New York: Cambridge University Press 1976.
27. ↑  Kenneth Mills et William B. Taylor (en), eds. Colonial Spanish America: A Documentary History. Lanham MD: SR Books 1998.
28. ↑  Kenneth Mills, William B. Taylor et Sandra Lauderdale Graham, Colonial Latin America: A Documentary History. Lanham MD: SR Books 2002.
29. ↑  Richard Boyer et Geoffrey Spurling, Colonial Lives: Documents on Latin American History, 1550–1850. New York: Oxford University Press 1999.
30. ↑  Michael C. Meyer, William Sherman et Susan Deeds, The Course of Mexican History. 10th ed., New York: Oxford University Press, 2013. Une grande partie de l'ouvrage est consacrée à l'histoire coloniale.
31. ↑  Michael C. Meyer et William H. Beezley, The Oxford History of Mexico. New York: Oxford University Press 2000.
32. ↑  William H. Beezley, A Companion to Mexican History and Culture. Malden MA: Wiley-Blackwell 2011.
33. ↑  Ida Altman, Sarah Cline & Juan Javier Pescador, The Early History of Greater Mexico. Upper Saddle River, New Jersey: Prentice Hall, 2003
34. ↑  Alan Knight, Mexico: The Colonial Era, 1540–1810, New York: Cambridge University Press 2002.
35. ↑  Barbara A. Tenenbaum, Encyclopedia of Latin American History and Culture 5 vols. New York: Charles Scribner's Sons, 1996.
36. ↑  J. Michael Francis, ed. Iberia and the Americas. Santa Barbara: ABC Clio 2006.
37. ↑  Michael Werner, ed. Chicago: Fitzroy and Dearborn 1997.
38. ↑  Julian Steward, ed. Handbook of South American Indians 7 vols. New York : Cooper Square, 1963.
39. ↑  Helen Delpar, Looking South: The Evolution of Latin Americanist Scholarship in the United States, 1850–1975. Tuscaloosa: University of Alabama Press 2008, p. 137
40. ↑  David Carrasco, ed. The Oxford Encyclopedia of Mesoamerican Cultures. 3 vols. New York: Oxford University Press 2001.
41. ↑  Silvio Bendini, ed. New York: Simon and Schuster 1992.
42. ↑  Peter Gerhard, A Guide to the Historical Geography of New Spain, 1972. Édition révisée 1993. Norman: University of Oklahoma Press.
43. ↑  Peter Gerhard, The Northern Frontier of New Spain. Princeton: Princeton University Press 1979.
44. ↑  Peter Gerhard, The Southeast Frontier of New Spain. Princeton: Princeton University Press 1982.
45. ↑  José C. Moya, The Oxford Handbook of Latin American History, New York: Oxford University Press 2011.
46. ↑  Kevin Terraciano et Lisa Sousa, « Historiography of New Spain », Oxford Handbook, p. 25–64.
47. ↑  Lyman L. Johnson et Susan M. Socolow, « Colonial Spanish America », Oxford Handbook, p. 65–97
48. ↑  Asunción Lavrin (en) « Sexuality in Colonial Spanish America », Oxford Handbook, p. 132–152.
49. ↑  Jeremy Adelman, « Independence in Latin America » in Oxford Handbook, pp. 153–180.
50. ↑  Charles Gibson (en) et Benjamin Keen (en), « Trends of United States Studies in Latin American History », American Historical Review, LXII (Juillet 1957),
51. ↑  Charles Gibson, « Writings on Colonial Mexico », Hispanic American Historical Review 55:2(1975).
52. ↑  Eric Van Young (en), « Recent Anglophone Historiography on Mexico and Central America in the Age of Revolution (1750–1850) », Hispanic American Historical Review, 65 (1985): 725–743.
53. ↑  Van Young, Eric. « Two Decades of Anglophone Historical Writing on Colonial Mexico: Continuity and Change since 1980 ». Mexican Studies/Estudios Mexicanos (en) (2004), vol. 20. No. 2, Summer, 275–326
54. ↑  J. Benedict Warren, « An Introductory Survey of Secular Writings in the European Tradition on Colonial Middle America, 1503–1818 », Handbook of Middle American Indians vol. 13, p. 42–137.
55. ↑  Ernest J. Burrus, S.J. « Religious Chroniclers and Historians: A Summary with Annotated Bibliography », Handbook of Middle American Indians vol. 13, p. 138–186
56. ↑  David Brading (en), The First America: The Spanish Monarchy, Creole Patriots, and the Liberal State, 1492–1867. Cambridge: Cambridge University Press 1991.
57. ↑  William S. Maltby, The Black Legend in England: The Development of Anti-Spanish Sentiment, 1558–1660. Durham: Duke University Press 1971.
58. ↑  Benjamin Keen, « The Black Legend Revisited: Assumptions and Realities », Hispanic American Historical Review, 49:4(1969) 703–719.
59. ↑  Lewis Hanke, Aristotle and the American Indians (1959), et Spanish Struggle for Justice
60. ↑  Lewis Hanke, « A Modest Proposal for a Moratorium on Grand Generalizations », Hispanic American Historical Review 51:1 (1971) 112–127.
61. ↑  Benjamin Keen, « The White Legend Revisited », Hispanic American Historical Review 51(2)(1971) 336–355.
62. ↑  Margaret R. Greer et Walter Mignolo, eds. (2007). Rereading the Black Legend: The Discourses of Religious and Racial Difference in the Renaissance Empires. Chicago: University of Chicago Press 2007.
63. ↑  Brading, The First America, p. 432–441.
64. ↑  Jorge Cañizares-Esguerra, How to Write the History of the New World p. 171–182.
65. ↑  Brading, The First America.
66. ↑  Cañizares-Esguerra, How to Write the History of the New World.
67. ↑  D.A. Brading, « Scientific Traveller », chapitre 23 de The First America, p. 514–534
68. ↑  Essai politique sur le royaume de la Nouvelle Espagne (1811); Traduction anglaise : Political essay on the kingdom of New Spain containing researches relative to the geography of Mexico, (1811) biodiversitylibrary.org
69. ↑  Brading, The First America, p. 517.
70. ↑  Lucas Alamán, Historia de Mejico, 5 vols. 1849–52
71. ↑  « Vicente Riva Palacio » in Encyclopedia of Mexico. Chicago: Fitzroy Dearborn 1997, p. 1282.
72. ↑  Vicente Riva Palacio, México á través de los siglos Historia general y completa del desenvolvimiento social, político, religioso, militar, artístico, científico y literario de México desde la antigüedad más remota hasta la época actual ... Barcelona: Espasa y Compañía 1888–89.
73. ↑  Justo Sierra, The Political Evolution of the Mexican People. Austin: University of Texas Press 1969.
74. ↑  Robin A. Humphreys, « William Hickling Prescott: The Man and the Historian ». Hispanic American Historical Review 39:1–19 (février 1959)
75. ↑  Brading, The First America, p. 633–634.
76. ↑  Howard F. Cline, « Imperial Perspectives on the Borderlands », in Latin American History: Essays on Its Study and Teaching, 1898–1965, vol. 1, p. 224–227. Austin: University of Texas Press 1967.
77. ↑  Howard F. Cline, « Hubert Howe Bancroft, 1832–1918 » in Handbook of Middle American Indians, vol. 13, p. 326–347.
78. ↑  Howard F. Cline, « Latin American History: Development of Its Study and Teaching in the United States Since 1898 », Latin American History: Essays on Its Study and Teaching. Austin: University of Texas Press 1967, p. 7.
79. ↑  H.E. Bolton, « The Epic of Greater America ». The American Historical Review, 38:448–474 (avril 1933).
80. ↑  Howard F. Cline, ed. Latin American History: Essays on Its Study and Teaching, 1898–1965. 2 vols. Austin: University of Texas Press 1967.
81. ↑  Helen Delpar, Looking South: The Evolution of Latin Americanist Scholarship in the United States, 1850–1975. University of Alabama Press 2007.
82. ↑  Victor Bulmer-Thomas, Thirty Years of Latin American Studies in the United Kingdom 1965–1995. London: Institute of Latin American Studies, 1997.
83. ↑  J.H. Parry (en) The Age of Reconnaissance. Berkeley et Los Angeles: University of California Press 1981.
84. ↑  Fredi Chiappelli, ed. Berkeley and Los Angeles, University of California Press 1976.
85. ↑  New York: Pantheon Books 1975.
86. ↑  William D. Phillips et Carla Rahn Phillips, The Worlds of Christopher Columbus. New York: Cambridge University Press 1992.
87. ↑  Troy S. Floyd, The Columbus Dynasty in the Caribbean, 1492–1526. Albuquerque: University of New Mexico Press 1973.
88. 1 2  Carl O. Sauer, The Early Spanish Main. Berkeley and Los Angeles: University of California Press 1966, 1992.
89. ↑  Samuel M. Wilson, Hispaniola, Caribbean Chiefdoms in the Age of Columbus. Tuscoloosa: University of Alabama Press 1990.
90. ↑  Ida Altman, « The Revolt of Enriquillo and the Historiography of Early Spanish America », The Americas vol. 63(4)2007, 587–614
91. ↑  Altman, Ida (en) et David Wheat, eds. The Spanish Caribbean and the Atlantic World in the Long Sixteenth Century. Lincoln: University of Nebraska Press 2019.  (ISBN 978-0803299573)
92. ↑  Steve J. Stern, « Paradigms of Conquest: History, Historiography, and Politics », Journal of Latin American Studies 24, Quincentenary Supplement  (1992):1–34.
93. ↑  Ida Altman, Sarah Cline et Javier Pescador, « Narratives of Conquest » in The Early History of Greater Mexico. Prentice Hall 2003, pp. 97–114.
94. ↑  Bernardino de Sahagún, Codex de Florence, Livre XII. Arthur J.O. Anderson (en) et Charles Dibble, traducteurs et éditeurs. Salt Lake City: University of Utah Press 1975.
95. ↑  Bernardino de Sahagún, The Conquest of New Spain, 1585 Revision, Howard F. Cline et Sarah Cline, éditeurs et traducteurs. Salt Lake City: University of Utah Press 1989.
96. ↑  S.L. Cline, « Revisionist Conquest History: Sahagún's Book XII », in The Work of Bernardino de Sahagún: Pioneer Ethnographer of Sixteenth-Century Aztec Mexico. Ed. Jorge Klor de Alva (en) et al. Institute for Mesoamerican Studies, Studies on Culture and Society, vol. 2, 93–106. Albany: State University of New York, 1988.
97. ↑  Miguel León-Portilla, ed. The Broken Spears. 3rd ed. Boston: Beacon Press 2007,
98. ↑  Stuart B. Schwartz, Victors and Vanquished: Spanish and Nahua Views of the Conquest of Mexico. Boston: Bedford/St Martin's Press 2000.
99. ↑  James Lockhart, éditeur et traducteur, We People Here: Nahuatl Accounts of the Conquest of Mexico. Los Angeles: UCLA Center for Medieval and Renaissance Studies, University of California Press 1993.
100. ↑  Matthew Restall, Maya Conquistador Boston: Beacon Press 1998.
101. ↑  Matthew Restall, « The New Conquest History », History Compass, vol 10, février 2012.
102. ↑  Hanke, Lewis, The Spanish Struggle for Justice in the Conquest of America (1949)
103. ↑  Benjamin Keen, « The Black Legend Revisited: Assumptions and Realities », Hispanic American Historical Review 49, no. 4 (1969) 703–719
104. ↑  Gibson, Charles, ed. The Black Legend: Anti-Spanish Attitudes in the Old World and the New (1971)
105. ↑  Arnoldson, Sverker, La Conquista española según el juicia de la posteridad: Vestigios de la leyenda negra 1960
106. ↑  Maltby, William B. The Black Legend in England: The Development of Anti-Spanish Sentiment, 1558–1660. 1971.
107. ↑  Immigration and the curse of the Black Legend, consulté le 2 février 2018.
108. ↑  Sherburne F. Cook et Woodrow Borah, Essays in Population History 3 vols. Berkeley and Los Angeles: University of California Press 1971-1979.
109. ↑  David P. Henige, Numbers from Nowhere: the American Indian Contact Population Debate, Norman: University of Oklahoma Press 1998.
110. ↑  Noble David Cook, Born to Die: Disease and New World Conquest, 1492-1650. New York: Cambridge University Press 1998.
111. ↑  Noble David Cook et W. George Lovell, eds. The Secret Judgments of God: Old World Disease in Colonial Spanish America. Norman: University of Oklahoma Press 1992.
112. ↑  Donald B. Cooper, Epidemic Disease in Mexico City, 1761-1813: An Administrative, Social, and Medical Study. Austin: University of Texas Press 1965.
113. ↑  Pamela Voekel, Alone Before God: The Religious Origins of Modernity in Mexico, chapitre 7 « The Rise of Medical Empiricism », Durham: Duke University Press 2002.
114. ↑  Martha Few, For All Humanity: Mesoamerican and Colonial Medicine in Enlightenment Guatemala. Tucson: University of Arizona Press 2015.
115. ↑  Charles Gibson et Benjamin Keen, « Trends of United States Studies in Latin American History », The American Historical Review, LXII (juillet 1957), 857
116. 1 2  Clarence Haring, Trade and Navigation between Spain and the Indies in the Time of the Habsburgs. Cambridge MA: Harvard Economic Studies 1918.
117. 1 2  Clarence Haring, The Spanish Empire in America, New York: Oxford University Press 1947.
118. ↑  Roland Dennis Hussey, The Caracas Company, 1728–1784: A Study in the History of Monopolistic Trade, Cambridge: Harvard University Press 1934.
119. ↑  Lillian Estelle Fisher, Viceregal Administration in the Spanish American Colonies. Berkeley: University of California Press 1926
120. ↑  Lillian Estelle Fisher, The Intendant System in Spanish America, Berkeley: University of California Press 1919.
121. ↑  Arthur S. Aiton, Antonio de Mendoza, First Viceroy of New Spain. Durham:  Duke University Press 1927.
122. ↑  J.H. Parry, The Audiencia of New Galicia in the Sixteenth Century. Cambridge: Cambridge University Press 1948.
123. ↑  J.H. Parry, The Sale of Public Office in the Spanish Indies under the Habsburgs. Berkeley and Los Angeles: University of California Press 1953.
124. ↑  Kenneth J. Andrien, « The Sale of Fiscal Offices and the Decline of Royal Authority in the Viceroyalty of Peru, 1633–1700 », Hispanic American Historical Review 62, no. 1 (1982) 49-71.
125. ↑  Mark A. Burkholder et Douglas S. Chandler, From Impotence to Authority: The Spanish Crown and the American Audiencieas, 1687–1808. Columbia MS: University of Missouri Press 1977.
126. ↑  John Leddy Phelan, The Kingdom of Quito in the Seventeenth Century: Bureaucratic Politics in the Spanish Empire, Madison: University of Wisconsin Press 1967.
127. ↑  John Leddy Phelan, « Authority and Flexibility in the Spanish Imperial Bureaucracy », Administrative Science Quarterly 5:1 (1960): 47–65.
128. ↑  Linda Arnold, Bureaucracy and Bureaucrats in Mexico City, 1742–1835. Tucson: University of Arizona Press 1988.
129. ↑  Kenneth J. Andrien, Crisis and Decline: The Viceroyalty of Peru in the Seventeenth Century. Albuquerque: University of New Mexico Press 1985.
130. ↑  Jonathan I. Israel, Race, Class, and Politics in Colonial Mexico, 1610–1670. Londres, 1975.
131. ↑  Paul E. Hoffman, The Spanish Crown and the Defense of the Caribbean, 1535–1585: Patrimonialism and Royal Parsimony. Baton Rouge: Louisiana State University Press 1980.
132. ↑  Amy Turner Bushnell, The King's Coffer: Proprietors of the Spanish Florida Treasury, 1565–1702. Gainesville: University of Florida Press 1981.
133. ↑  Amy Turner Bushnell, Situado and Sabana: Spain's Support System for the Presidio and Mission Provinces of Florida. Athens: University of Georgia Press 1981.
134. ↑  John H. Coatsworth, « The Limits of Colonial Absolutism: The State in Eighteenth-Century Mexico », in Essays in the Political, Economic, and Social History of Colonial Spanish America, Karen Spalding, ed. Newark 1982.
135. ↑  Woodrow Borah, Justice by Insurance: The General Indian Court of Colonial Mexico and the Legal Aides of the Half-real. Berkeley and Los Angeles: University of California Press 1983
136. ↑  in A Companion to Latin American History, Thomas H. Holloway, ed. Malden MA: Wiley-Blackwell 2011, pp. 106–123.
137. ↑  Alejandro Cañeque, The King's Living Image: The Culture and Politics of Viceregal Power in Colonial Mexico. New York: Routledge, 2004.
138. ↑  Robert Ricard, The Spiritual Conquest of Mexico: An Essay in the Apostolate and the Evangelizing Methods of the Mendicant Orders in New Spain, 1523–1572, Berkeley and Los Angeles: University of California Press 1966. Publié à l'origine en français en 1933.
139. ↑  John Leddy Phelan, The Millennial Kingdom of the Franciscans in the New World: A Study in the Writings of Gerónimo de Mendieta. Berkeley and Los Angeles: University of California Press 1956.
140. ↑  John Frederick Schwaller, Origins of Church Wealth in Mexico. Albuquerque: University of New Mexico Press 1985.
141. ↑  Henry Charles Lea, The Inquisition in the Spanish Dependencies. New York: MacMillan 1908.
142. ↑  Richard E. Greenleaf, The Inquisition in Sixteenth-Century Mexico. Albuquerque: University of New Mexico Press 1963.
143. ↑  Jacques A. Barbier, Reform and Politics in Bourbon Chile, 1755–1796. Ottawa 1980
144. ↑  J.R. Fisher, Government and Society in Colonial Peru: The Intendant System, 1784–1814. Londres : Athlone 1970.
145. ↑  John Fisher, « Imperial Rivalries and Reforms » in A Companion to Latin American History, Thomas H. Holloway, ed. Malden MA: Wiley-Blackwell 2011, pp. 178–194.
146. ↑  N.M. Farriss, Crown and Clergy in Colonial Mexico, 1759–1821. Londres : Athlone 1968.
147. ↑  Pamela Voekel, Alone Before God: The Religious Origins of Modernity in Mexico. Durham: Duke University Press 2002.
148. ↑  John R. Fisher, « Imperial ‘Free Trade’ and the Hispanic Economy, 1778–1796 », Journal of Latin American Studies 13 (1981): 21–56.
149. ↑  John R. Fisher, Commercial Relations between Spain and Spanish America in the Era of Free Trade, 1778–1796. Liverpool: University of Liverpool, Centre for Latin American Studies 1985.
150. ↑  Brian R. Hamnett, Politics and Trade in Southern Mexico, 1750–1821. New York: Cambridge University Press 1971.
151. ↑  Jeremy Baskes, Indians, Merchants, and Markets: A reinterpretation of the Repartimiento and Spanish-Indian Economic Relations in Colonial Oaxaca, 1750–1821. Stanford: Stanford University Press 2000.
152. ↑  Lyle N. McAlister, The "Fuero Militar" in New Spain, 1764–1800. Gainesville: University of Florida Press 1957.
153. ↑  Christon I. Archer, The Army in Bourbon Mexico, 1760–1810, Albuquerque: University of New Mexico Press 1977.
154. ↑  Leon G. Campbell, The Military and Society in Colonial Peru, 1750–1810. Philadelphia: University of Pennsylvania Press 1978.
155. ↑  Allan J. Kuethe, Military Reform and Society in New Granada, 1773–1808. Gainesville: University of Florida Press 1978.
156. ↑  Ben Vinson III, Bearing Arms for His Majesty: The Free Colored Militia in Colonial Mexico. Stanford: Stanford University Press 2001.
157. ↑  James Lockhart, « The Social History of Colonial Spanish America: Evolution and Potential ». Latin American Research Review, vol. 7, No. 1 (Spring 1972), p. 6, révisé, 1999 in Of Things of the Indies: Essays Old and New in Early Latin American History, Stanford: Stanford University Press, p. 27–80.
158. ↑  Fred Bronner, « Urban Society in Colonial Spanish America: Research Trends », Latin American Research Review vol. 21, No. 1 (1986), p. 50.
159. ↑  James Lockhart, Spanish Peru. Madison: University of Wisconsin Press 1968, revised 1994).
160. ↑  James Lockhart, The Men of Cajamarca Austin: University of Texas Press 1972.
161. ↑  Robert Himmerich y Valenica, The Encomenderos of New Spain, 1521–1555. Austin: University of Texas Press, 1991.
162. ↑  Ana María Presta, Encomienda, familia y negocios en Charcas Colonial: Los encomenderos de La Plata. Lima: Instituto de Estudios Peruanos 2000.
163. ↑  José de la Puente Brunke, Encomienda y encomenderos en el Perú. Seville: Deputación de Sevilla 1992.
164. ↑  José Ignacio Avellaneda, The Conquerors of the New Kingdom of Granada. Albuquerque: University of New Mexico Press 1996.
165. ↑  Frances Karttunen, « Rethinking Malinche », in Indian Women of Early Mexico. Norman: University of Oklahoma Press 1997.
166. ↑  Camilla Townsend, Malintzin's Choices: An Indian Woman in the Conquest of Mexico. Albuquerque: University of New Mexico Press 2006.
167. ↑  Karen Powers, Women in the Crucible of the Conquest. Albuquerque: University of New Mexico Press 2005
168. ↑  Matthew Restall, « Black Conquistadors: Armed Africans in Early Spanish America », The Americas 57:2(2000)171–205.
169. ↑  Matthew Restall, Maya Conquistador. Boston: Beacon Press 1998.
170. ↑  Magnus Morner, « Economic Factors and Stratification in Colonial Spanish America with Special Regard to Elites », Hispanic American Historical Review 63, no. 2 1983: 335–369
171. ↑  John Kicza, « Elites in New Spain », Latin American Research Review vol.21(2) 1986, p. 189–196.
172. ↑  Fred Bronner, « Urban Society in Colonial Spanish America: Research Trends », Latin American Research Review vol. 21, no. 1 1986, 7–72.
173. ↑  David Brading (en), Miners and Merchants in Bourbon Mexico, 1763–1810. New York: Cambridge University Press 1971.
174. ↑  Peter J. Bakewell, Silver and Society in Zacatecas, New York: Cambridge University Press 1971.
175. ↑  Louisa Schell Hoberman, « Merchants in Seventeenth-Century Mexico City: A Preliminary Portrait », Hispanic American Historical Review 57 (1977): 479–503.
176. ↑  Louisa Schell Hoberman, Mexico's Merchant Elite: 1590–1660: Silver, State, and Society. Durham: Duke University Press 1991.
177. ↑  John Kicza, Colonial Entrepreneurs: Families and Business in Bourbon Mexico City. Albuquerque: University of New Mexico Press 1983.
178. ↑  Jackie R. Booker, Veracruz Merchants, 1770–1829: A Mercantile Elite in Late Bourbon and Early Independent Mexico. Boulder: Westview Press 1993.
179. ↑  Susan Migden Socolow, The Merchants of Buenos Aires, 1778–1810.
180. ↑  Ann Twinam, Miners, Merchants, and Farmers in Colonial Colombia . Austin: University of Texas Press 1982.
181. ↑  Doris Ladd, The Mexican Nobility at Independence, 1780–1826. Austin: Institute of Latin American Studies, Latin American monographs, 40, 1976.
182. ↑  Peter Bakewell, Silver and Entrepreneurship in Seventeenth-Century Potosí: The Life and Times of Antonio López de Quiroga, Dallas: Southern Methodist University Press 1988.
183. ↑  Edith Boorstein Courier, The Silver King: The Remarkable Life of the Count of Regla in Colonial Mexico. Albuquerque: University of New Mexico Press 2003.
184. ↑  Joaquín García Icazbalceta (es), Don Fray Juan de Zumárraga, Primer Obispo y Arzobispo de México, 4 vols. Rafael Aguayo Spencer et Antonio Castro Leal, eds. Mexico City: Editorial Porrúa, S.A. 1947.
185. ↑  Stafford Poole, Pedro Moya de Contreras: Catholic Reform and Royal Power in New Spain. Berkeley and Los Angeles: University of California Press 1987.
186. ↑  Cayetana Alvarez de Toledo, Politics and Reform in Spain and Viceregal Mexico: The Life and Thought of Juan de Palafox 1600–1659. Oxford: Clarendon Press 2004
187. ↑  Irving Leonard, Don Carlos Sigüenza y Góngora, a Mexican Savant of the Seventeenth Century. Berkeley: University of California Press 1929.
188. ↑  Lillian Estelle Fisher (en). Champion of Reform, Manuel Abad y Queipo. New York: Library Publishers 1955
189. 1 2  Ronald J. Morgan, Spanish American Saints and the Rhetoric of Identity, 1600–1810. Tucson: University of Arizona Press 2002.
190. ↑  Kathleen A. Myers et Amanda Powell, A Wild Country out in the Garden: The Spiritual Journey of a Colonial Mexican Nun. Bloomington: Indiana University Press 1999.
191. ↑  Francisco Morales, Ethnic and Social Background of the Franciscan Friars in Seventeenth-Century Mexico. Washington DC: Academy of American Franciscan History 1973.
192. ↑  William B. Taylor, Magistrates of the Sacred: Priests and Parishioners in Eighteenth-Century Mexico. Stanford: Stanford University Press 1996.
193. ↑  Paul Ganster, « A social history of the secular clergy of Lima during the middle decades of the eighteenth century », thèse, UCLA 1989.
194. ↑  Asunción Lavrin, « Indian Brides of Christ: Creating New Spaces for Indigenous Women in New Spain », Mexican Studies/Estudios Mexicanos 15, no. 2 (1999), 225–60.
195. ↑  Ann Miriam Gallagher, « The Indian Nuns of Mexico City's Monasterio de Corpus Christi, 1724–1821 », in Latin American Women, Historical Perspectives, ed. Asunción Lavrin. Westport et Londres : Greenwood Press 1978.
196. ↑  Mónica Díaz, « The Indigenous Nuns of Corpus Christi: Race and Spirituality », in Religion in New Spain, eds. Susan Schroeder et Stafford Poole, Albuquerque: University of New Mexico Press 2007, pp. 179–192.
197. ↑  The Cambridge History of the Native Peoples of the Americas, Vol. II Mesoamerica. New York: Cambridge University Press 2000  (ISBN 978-0521652056)
198. ↑  Cambridge History of Native Peoples of the Americas Vol. I South America. Cambridge University Press 2000.
199. ↑  Howard F. Cline, ed. Handbook of Middle American Indians, Guide to Ethnohistorical Sources, Vols. 12–15. Austin: University of Texas Press 1972–1975.
200. ↑  Charles Gibson, Tlaxcala in the Sixteenth Century. New Haven: Yale University Press 1952.
201. 1 2  Charles Gibson, The Aztecs Under Spanish Rule. Stanford: Stanford University Press 1964.
202. ↑  Woodrow W.Borah, Justice by Insurance.
203. ↑  James Lockhart, The Nahuas After the Conquest. Stanford: Stanford University Press 1992.
204. ↑  Matthew Restall, « A History of the New Philology and the New Philology in History », Latin American Research Review  Volume 38, Number 1, 2003, pp. 113–134
205. ↑  Karen Spalding, « The Colonial Indian: Past and Future Research Perspectives », Latin American Research Review, vol. 7, no. 1 (printemps 1972), p. 47–76.
206. ↑  Karen Spalding, Huarochiri: an Andean Society Under Inca and Spanish Rule. Stanford: Stanford University Press 1984
207. ↑  Steve J. Stern, Peru's Indian Peoples and the Challenge of the Spanish Conquest: Huamanga to 1640. 1982.
208. ↑  Susan E. Ramírez, The World Upside Down: Cross-Cultural Contact and Conflict in Sixteenth Century Peru. Stanford: Stanford University Press 1996.
209. ↑  Ida Altman, The War for Mexico's West: Indians and Spaniards in New Galicia, 1524–1550. Albuquerque: New Mexico, 2010.
210. ↑  William B. Taylor, Drinking, Homicide, and Rebellion in Colonial Mexican Villages'. Stanford: Stanford University Press 1979.
211. 1 2  Victoria Bricker (en), The Indian Christ, the Indian King: The Historical Substrate of Maya Myth and Ritual. Austin: University of Texas Press 1981.
212. ↑  Kevin Gosner, Soldiers of the Virgin: The Moral Economy of a Colonial Maya Rebellion. Tucson: University of Arizona Press 1992.
213. ↑  Charlotte M. Gradie, The Tepehuan Revolt of 1616: Militarism, Evangelism and Colonialism in Seventeenth-Century Nueva Vizcaya. Salt Lake City: University of Utah Press 2000.
214. ↑  Rolena Adorno, Guaman Poma: Writing and Resistance in Colonial Peru. Austin: University of Texas Press 1988.
215. ↑  Steve J. Stern, ed. Resistance, Rebellion, and Consciousness in the Andean Peasant World, 18th to 20th centuries. Madison: University of Wisconsin Press 1987.
216. ↑  Scarlett O'Phelan Godoy (en), Rebellions and Revolts in Eighteenth-Century Peru and Upper Peru. Vienna:  Bohlau Verlag 1985.
217. ↑  Charles F. Walker, The Tupac Amaru Rebellion . Cambridge: Harvard University Press 2014.
218. ↑  Charles F. Walker, Smoldering Ashes: Cuzco and the Creation of Republican Peru, 1780–1840. Durham: Duke University Press.
219. ↑  Leon G. Campbell, « The Army of Peru and the Tupac Amaru Revolt: 1780–1783 », Hispanic American Historical Review 56:1(1976) 31–57.
220. ↑  Ward Stavig, The World of Tupac Amaru: Conflict, Community, and Identity in Colonial Peru. Lincoln: University of Nebraska Press 1999.
221. ↑  Gonzalo Aguirre Beltrán, La población negra de México, 1519–1810: Estudio etnohistórico. Mexico City: Fuente Cultural 1946.
222. ↑  Frank Tannenbaum, Slave and Citizen: The Negro in the Americas. New York: Vintage Books 1947.
223. ↑  Alejandro de la Fuente, « Slave, Law, and Claims-Making in Cuba: The Tannenbaum Debate Revisited », Law and History Review 22, no. 2 (juillet 2004), 383–387.
224. ↑  Magnus Mörner, Race Mixture in the History of Latin America. Boston: Little Brown 1967.
225. ↑  Frederick Bowser, The African Slave in Colonial Peru, 1524–1650. Stanford: Stanford University Press 1974,
226. ↑  Bowser, Frederick. « The African in Colonial Spanish America: Reflections on Research Achievements and Priorities », Latin American Research Review, vol. 7, no. 1 (printemps 1972), p. 77–94.
227. ↑  John K. Chance et William B. Taylor, « Estate and Class in a Colonial City: Oaxaca in 1792 », Comparative Studies in Society and History, 19:4 (octobre 1977), p. 454–87
228. ↑  Robert McCaa, Stuart B. Schwartz, et Arturo Grubessich, « Race and Class in Colonial Latin America: A Critique », Comparative Studies in Society and History 21:3 (juillet 1979), p. 421– 433
229. ↑  Patricia Seed, « Social Dimensions of Race: Mexico City 1753 », Hispanic American Historical Review 62(4)1982, 569–606.
230. ↑  Patricia Seed, Philip F. Rust, Robert McCaa et Stuart B. Schwartz, « Measuring Marriage by Estate and Class: A Debate », Comparative Studies in Society and History 25:4 (octobre 1983), p. 703–723
231. ↑  Bruce Castleman, « Social Climbers in a Colonial Mexican City: Individual Mobility within the Sistema de Castas in Orizaba, 1777–1791 », Colonial Latin American Review 10:2 (décembre 2001) 229–49.
232. ↑  Aaron P. Althouse, « Contested Mestizos, Alleged Mulattos: Racial Identity and Caste Hierarchy in Eighteenth-Century Pátzcuaro, Mexico », The Americas Vol. 62, No. 2 (octobre, 2005), p. 151–175
233. ↑  María Concepción García Sáiz, Las castas mexicanas: Un género pictórico americano. Milan: Olivetti 1989.
234. ↑  Ilona Katzew, Casta Painting: Images of Race in Eighteenth-Century Mexico. New Haven: Yale University Press 2004.
235. ↑  Sarah Cline, « Guadalupe and the Castas: The Power of a Singular Colonial Mexican Painting », Mexican Studies/Estudios Mexicanos vol. 31 (2) été 2015, 218–247., analyse la seule peinture de casta connue dont le thème est ouvertement religieux.
236. ↑  María Elena Martínez, Genealogical Fictions: Limpieza de Sangre, Religion, and Gender in Colonial Mexico. Stanford: Stanford University Press 2008
237. ↑  Ann Twinam, Purchasing Whiteness: Pardos, Mulattos, and the Quest for Social Mobility in the Spanish Indies. Stanford: Stanford University Press 2015.
238. ↑  R. Douglas Cope, The Limits of Racial Domination: Plebeian Society in Colonial Mexico, 1660–1720. Madison: University of Wisconsin Press 1994.
239. ↑  Chloe Ireton, « 'They are Alacks of the Caste of Black Christians': Old Christian Black Blood in the Sixteenth- and Early Seventeenth-Century Iberian Atlantic », Hispanic American Historical Review 97:4 (novembre 2017) 579–612.
240. ↑  Susan Schroeder, « Jesuits, Nahuas, and the Good Death Society in Mexico City, 1710–1767 », Hispanic American Historical Review 80, no. 1 (2000), 43–76.
241. ↑  Nicole von Germeten, Black Blood Brothers: Confraternities and Social Mobility for Afro-Mexcians. Gainesville: University of Florida Press 2006.
242. ↑  Karen B. Graubart, « So Color de una Cofradía: Catholic Confraternities and the Development of Afro-Peruvian Ethnicities in Early Colonial Peru », Slavery & Abolition 33 , no. 1 (2012), 43–64.
243. ↑  Matthew Restall, ed. Beyond Black and Red: African-Native Relations in Colonial Yucatan. Albuquerque: University of New Mexico Press 2005.
244. ↑  Matthew Restall, The Black Middle: Africans, Mayas, and Spaniards in Colonial Yucatan. Stanford: Stanford University Press 2009.
245. ↑  Robert C. Schwaller, « The Importance of Mestizos and Mulatos as Bilingual Intermediaries in Sixteenth-Century New Spain », Ethnohistory 59:4 (automne 2012)
246. ↑  Rachael Sarah O’Toole, Bound Lives: Africans, Indians, and the Making of Race in Colonial Peru. Pittsburgh: University of Pittsburgh Press 2012.
247. ↑  Lolita Gutiérrez Brockington, Blacks, Indians, and Spaniards in the Eastern Andes: Reclaiming the Forgotten in Colonial Mizque, 1550–1783. Lincoln: University of Nebraska Press 2006.
248. ↑  Joanne Rappaport, « Así lo parece por su aspect: Physiogomy and the Construction of Difference in Colonial Bogotá », Hispanic American Historical Review 91:4(2011): 601–631.
249. ↑  Charles B. Medina, « Caught between Two Rivals: the Spanish African Maroon Competition for Captive Indian Labor in the Region of Esmeraldas during the Late Sixteenth and Early Seventeenth Centuries », The Americas 63:1(2006): 113–136
250. ↑  Asunción Lavrin, ed. Latin American Women: Historical Perspectives, Westport CT: Greenwood Press 1978.
251. ↑  Lavrin, « In Search of the Colonial Woman in Mexico: Seventeenth and Eighteenth Centuries », in Latin American Women, p. 23–59.
252. ↑  Susan Migden Socolow, The Women of Colonial Latin America. New York: Cambridge University Press 2000.
253. ↑  Sueann Caulfield, « The History of Gender in the Historiography of Latin America », Hispanic American Historical Review, 81, 3–4 (2001).
254. ↑  Asunción Lavrin et Edith Couturier, « Dowries and Wills: A View of Women's Socioeconomic role in Colonial Guadalajara and Puebla, 1640–1790 », Hispanic American Historical Review 59, no. 2 (May 1979) 280–304.
255. ↑  Doris M. Ladd, The Mexican Nobility at Independence, 1780–1826. Austin: University of Texas Latin American Center, 1976.
256. ↑  Lyman L. Johnson et Sonya Lipsett-Rivera, eds. The Faces of Honor: Sex, Shame, and Violence in Colonial Latin America. Albuquerque: University of New Mexico Press 1998.
257. ↑  Patricia Seed, To Love, Honor, and Obey in Colonial Mexico: Conflicts over Marriage Choice, 1574–1821. Stanford: Stanford University Press 1989.
258. 1 2  Irvin A. Leonard, Baroque Times in Old Mexico: Seventeenth-century Persons, places and practices, chapitre sur Sor Juana. Ann Arbor: University of Michigan Press 1959.
259. ↑  Octavio Paz, Sor Juana of, The Traps of Faith. traduction Margaret Sayers Peden. Cambridge: Harvard University Press 1988.
260. ↑  James Lockhart, Spanish Peru, chapitre dédié aux femmes, Madison: University of Wisconsin Press 1968, 2nd ed., 1994.
261. ↑  Asunción Lavrin, Brides of Christ: Conventual Life in Colonial Mexico Stanford: Stanford University Press 2008.
262. ↑  Nancy E. Van Deusen, Between the Sacred and the Worldly: The Institutional and Cultural Practice of Recogimiento in Colonial Lima. Stanford: Stanford University Press 2001.
263. ↑  Madre María de José, A Wild Country Out in the Garden: The Spiritual Journals of a Colonial Nun, éd. et trad. Kathleen Meyers et Amanda Powell. Bloomington: Indiana University Press 1999.
264. ↑  Silvia Arrom, The Women of Mexico City, 1790–1857 Stanford: Stanford University Press 1985.
265. ↑  Steve J. Stern, The Secret History of Gender: Women, Men, and Power in Late Colonial Mexico. Chapel Hill: University of North Carolina Press 1995.
266. ↑  Susan Schroeder, et al. eds. Indian Women of Early Mexico. Norman: University of Oklahoma Press 1997.
267. ↑  Kimberly Gauderman, Women's Lives in Colonial Quito: Gender, Law, and Economy in Spanish America. Austin: University of Texas Press 2003.
268. ↑  Jane Mangan, Trading Roles: Gender, Ethnicity, and the Urban Economy in Colonial Potosí. Durham: Duke University Press 2005.
269. ↑  Karen B. Graubart, With our Labor and Sweat: Indigenous Women and the Formation of Colonial Society in Peru, 1550–1700. Stanford: Stanford University Press 2007.
270. ↑  Asunción Lavrin, ed.Sexuality and Marriage in Colonial Latin America, Lincoln: University of Nebraska Press 1989.
271. ↑  Pete Sigal, ed. Infamous Desire: Male Homosexuality in Colonial Latin America. Chicago: University of Chicago Press 2003.
272. ↑  Martin Nesvig, « The Complicated Terrain of Latin American Homosexuality », Hispanic American Historical Review août–novembre 2001 81(3–4): 689–730; DOI 10.1215/00182168-81-3-4-689
273. ↑  Nicole von Germeten, Violent Delights, Violent End: Sex, Race, and Honor in Colonial Cartagena de Indias. Albuquerque: University of New Mexico Press 2013.
274. ↑  Martha Few, Women Who Live Evil Lives: Gender, Religion, and the Politics of Power in Colonial Guatemala. Austin: University of Texas Press 2002.
275. ↑  Zeb Tortorici et Martha Few, « Writing Animal Histories » in Centering Animals in Latin American History. Durham: Duke University Press 2013, p. 1–30.
276. ↑  Ann Twinam, Public Lives, Private Secrets: Gender, Honor, Sexuality, and Illegitimacy in Colonial Spanish America Stanford: Stanford University Press 1999.
277. ↑  María Emma Mannarelli (en), Private Passions and Public Sins: Men and Women in Seventeenth-Century Lima. Sidney Evans et Meredith Dodge, trad. Albuquerque: University of New Mexico Press 20007.
278. ↑  Catalina de Erauso, Lieutenant Nun: Memoir of a Basque Transvestite in the New World. Michele Stepto et Gabriel Stepto, trad. Boston: Beacon Press 1996.
279. ↑  John Chuchiak IV, « Secrets Behind the Screen: Solicitantes in the Colonial Diocese of Yucatan and the Yucatec May, 1570–1785 » in Religion in New Spain, Susan Schroeder et Staffor Poole, eds. Albuquerque: University of New Mexico Press 2007, pp. 83–110.
280. ↑  Solange Alberro, ed. La actividad del Santo Oficio de la Inquisición en Nueva España, 1571–1990, Mexico City: INAH 1981.
281. ↑  Richard Boyer, The Lives of Bigamists: Marriage, Family and Community in Colonial Mexico. Albuquerque: University of New Mexico Press 1995.
282. ↑  Nora E. Jaffary, Reproduction and Its Discontents: Childbirth and Contraception from 1750–1905. Chapel Hill: University of North Carolina Press 2016.
283. ↑  Pilar Gonzalbo Aizpuru, Familia y orden colonial. Mexico City: El Colegio de Mexico, 1998.
284. ↑  Eduardo Cavieres et René Salinas, Amor, sexo, y matrimonio en Chile tradicional. Valparaíso: Universidad Católica de Valparaíso 1991.
285. ↑  Tobias Hecht, ed. Minor Omissions: Children in Latin American History and Society. Madison: University of Wisconsin Press 2002.
286. ↑  Ondina González et Bianca Premo, ed. Raising and Empire: Children in Early Modern Iberia and Colonial Latin America. Albuquerque: University of New Mexico Press 2007.
287. ↑  Bianca Premo, Children of the Father King: Youth, Authority, and Legal Minority in Colonial Lima. Chapel Hill: University of North Carolina Press 2005.
288. ↑  Ricard, Robert. The spiritual conquest of Mexico: An essay on the apostolate and the evangelizing methods of the mendicant orders in New Spain, 1523–1572. Trad. Lesley Byrd Simpson. Berkeley, University of California Press, 1966.
289. ↑  Louise Burkhart, The Slippery Earth: Nahua-Christian Moral Dialogue in Sixteenth-Century Mexico. Tucson: University of Arizona Press 1989.
290. ↑  Alan Durston, Pastoral Quechua: The History of Christian Translation in Colonial Peru, 1550–1650. Notre Dame: University of Notre Dame Press 2007.
291. ↑  Juan Fernando Cobo Betancourt, « Colonialism in the Periphery: Spanish Linguistic Policy in New Granada, c. 1574–1625 », Colonial Latin American Review, Vol 23, No. 2, 118–142.
292. ↑  Osvaldo F. Pardo, The Origins of Mexican Catholicism: Nahua Rituals and Christian Sacraments in Sixteenth-Century Mexico. Ann Arbor: University of Michigan Press 2004.
293. ↑  Barry D. Sell et Louise Burkhart, Nahuatl Theater. Norman: University of Oklahoma Press 2004.
294. ↑  Paul A. Scolieri, Dancing the New World: Aztecs, Spaniards, and the Choreography of Conquest. Austin: University of Texas Press 2013.
295. ↑  Sarah Cline, « The Spiritual Conquest Reexamined:  Baptism and Church Marriage in Colonial Mexico », Hispanic American Historical Review  vol. 73, no. 3, août 1993, 453–480.
296. ↑  Robert Haskett, Visions of Paradise: Primordial Titles and Mesoamerican History in Cuernavaca. Norman: University of Oklahoma Press 2005.
297. ↑  Patricia Lopes Don, Bonfires of Culture: Franciscans, Indigenous Leaders, and Inquisition in Early Mexico, 1524–1540. Norman: University of Oklahoma Press 2010.
298. ↑  Edward W. Osowski, Indigenous Miracles: Nahua Authority in Colonial Mexico. Tucson: University of Arizona Press 2010.
299. ↑  David Taváez, The Invisible War: Indigenous Devotions, Discipline, and Dissent in Colonial Mexico. Stanford: Stanford University Press 2011.
300. ↑  Amos Megged, Exporting the Catholic Reformation: Local Religion in Early-Colonial Mexico. Leiden: E.J. Brill 1996.
301. ↑  Pete Sigal, From Moon Goddesses to Virgins: The Colonization of Yucatecan Maya Sexual Desire. Austin: University of Texas Press 2000.
302. ↑  Amara Solari, Maya Ideologies of the Sacred: The Transfiguration of Space in Colonial Yucatan. Austin: University of Texas Press 2013.
303. ↑  Sabine MacCormack, Religion in the Andes: Vision and Imagination in Colonial Peru. Princeton: Princeton University Press 1991.
304. ↑  Kenneth Mills, Idolatry and Its Enemies: Colonial Andean Religion and Extirpation, 1640–1750. Princeton: Princeton University Press 1997.
305. ↑  Susan E. Ramírez, To Feed and Be Fed: The Cosmological Bases of Authority and Identity in the Andes. Stanford: Stanford University Press 2005.
306. ↑  Lisa Sousa, Stafford Poole et James Lockhart, trad. The Story of Guadalupe: Luis Laso de la Vega's Huei tlamahuiçoltica of 1649. UCLA Latin American studies, vol. 84; Nahuatl studies series, no. 5. Stanford & Los Angeles, California: Stanford University Press, UCLA Latin American Center Publications 1998.
307. ↑  Stafford Poole. Our Lady of Guadalupe: The Origins and Sources of a Mexican National Symbol, 1531–1797 Tucson: University of Arizona Press 1995.
308. ↑  D.A. Brading, Mexican Phoenix: Our Lady of Guadalupe: Image and Tradition Across Five Centuries. New York: Cambridge University Press 2001.
309. ↑  Jeanette Favrot Peterson, Visualizing Guadalupe: From Black Madonna to the Queen of the Americas. Austin: University of Texas Press 2014.
310. ↑  George Kubler, Mexican Architecture of the Sixteenth Century. 2 vols. New Haven: Yale University Press 1948.
311. ↑  John McAndrew, The Open-Air Churches of Sixteenth-Century Mexico: Atrios, Posas, Open Chapels, and Other Studies. Cambridge: Harvard University Press 1965.
312. ↑  James Early, The Colonial Architecture of Mexico. Albuquerque: University of New Mexico Press 1994.
313. ↑  James Early, Presidio, Mission, and Pueblo: Spanish Architecture and Urbanism in the United States. Dallas: Southern Methodist University Press 2004.
314. ↑  Damián Bayon et Murillo Marx, History of South American Colonial Art and Architecture. New York: Rizzoli 1989.
315. ↑  Harold Wethey, Colonial Architecture and Sculpture in Peru. Cambridge: Harvard University Press 1949.
316. ↑  Alfredo Benavides Rodríguez, La arquitectura en el Virreinato del Perú y en la Capitanía General de Chile. 3rd ed.’’. Santiago de Chile: Andrés Bello 1988.
317. ↑  Antonio San Cristóbal Sebastián, Arquitectura virreynal religiosa de Lima. Lima: stadium 1988.
318. ↑  Valerie Fraser. The Architecture of Conquest: Building in the Viceroyalty of Peru, 1535–1635. Cambridge: Cambridge University Press 1989.
319. ↑  Teresa Gisbet et José de la Mesa, Arquitectura andina, 150–1830. 2nd ed. La Paz: embajada de España en Bolivia 1997.
320. ↑  Manuel Toussaint, Arte colonial en México. Mexico: Universidad Nacional Autónoma de México, Instituto de Investigaciones Estéticas, 1948. 5th edition 1990.
321. ↑  Pál Kelemen, Peruvian Colonial Painting. New York: The Brooklyn Museum 1971.
322. ↑  Marcus Burke, Treasures of Mexican Colonial Painting. Davenport, IA: The Davenport Museum of Art 1998.
323. ↑  Richard Kagan, Urban Images of the Hispanic World, 1493–1793. New Haven: Yale University Press 2000.
324. ↑  Gauvin Alexander Bailey (en), Art of Colonial Latin America. London: Phaidon 2005
325. ↑  Kelly Donahue-Wallace, Art and Architecture of Viceregal Latin America, 1521–1821. Albuquerque: University of New Mexico Press 2008. L'ouvrage traite exclusivement de l'Amérique espagnole.
326. ↑  Emily Umberger et Tom Cummins, eds. Native Artists and Patrons in Colonial Spanish America. Phoebus: A Journal of Art History. Phoenix: Arizona State University 1995.
327. ↑  Linda Bantel et Marcus Burke, Spain and New Spain: Mexican Colonial Arts in their European Context. Catalogue d'exposition. Corpus Christi TX: Art Museum of South Texas 1979.
328. ↑  Diana Fane, ed. Converging Cultures: Art and Identity in Spanish America. Catalogue d'exposition. New York: The Brooklyn Museum in association with Harry N. Abrams. 1996.
329. ↑  Los Siglos de oro en los Virreinatos de América 1550–1700. Catalogue d'exposition. Madrid: Sociedad Estatal para la Conmemoración de los Centenarios de Felipe II y Carlos V, 1999.
330. ↑  Donna Pierce et al., Painting a New World: Mexican Art and Life 1521–1821. Exhibition catalog. Denver: Denver Art Museum 2004.
331. ↑  The Arts in Latin America: 1492–1820. Exhibition catalog. Philadelphia: Philadelphia Museum of Art 2006.
332. ↑  Linda Curcio-Nagy, « Giants and Gypsies: Corpus Christi in Colonial Mexico City » in Rituals of Rule, Rituals of Resistance: Public Celebrations and Popular Culture in Mexico, William H. Beezley et al. eds. Wilmington: SR Books 1994, pp. 1–26
333. ↑  Carolyn Dean, Inka Bodies and the Body of Christ: Corpus Christi in Colonial Cuzco, Peru. Durham: Duke University Press 1999.
334. ↑  Alejandro Cañeque, « Theater of Power: Writing and Representing the Auto de Fe in Colonial Mexico », The Americas Vol. 52 (3) janvier 1996, 321–343.
335. ↑  Ana E. Schaposchnik, The Lima Inquisition: The plight of Crypto-Jews in Seventeenth-Century Peru, University of Wisconsin Press 2015.
336. ↑  Richard E. Boyer. Lives of the bigamists: marriage, family, and community in colonial Mexico, Albuquerque : University of New Mexico Press, 1995.
337. ↑  Zeb Tortorici, « In the Name of the Father and the Mother of All Dogs: Canine Baptisms, Weddings, and Funerals in Bourbon Mexico » in Centering Animals in Latin American History, p. 93–199.
338. ↑  Pamela Voekel, Alone Before God: Religious Origins of Modernity in Mexico. Durham: Duke University Press 2002.
339. ↑  Juan Pedro Viqueira Albán, Propriety and Permissiveness in Bourbon Mexico, trad. Sonya Lipsett-Rivera and Sergio Rivera Ayala. Wilmington: SR Books 1999, pp. 103–121.
340. ↑  Karl, Schmitt. « The Clergy and the Enlightenment in Latin America: An Analysis », The Americas, avril 1959 (vol. 15), no. 4.
341. ↑  Alfred Owen Aldridge, The Ibero-American Enlightenment. Urbana: University of Illinois Press 1971.
342. ↑  Alberto Saladino García, Dos científicos de la Ilustración hispanoamericana: J.A. Alzate y F.J. de Caldas. Mexico: UNAM 1990
343. ↑  Mitchell A. Codding, « Perfecting the geography of New Spain: Alzate and the Cartographic legacy of Sigüenza y Góngora », Colonial Latin American Review, vol 2, 1994, pp. 185–219.
344. ↑  Bernardino de Sahagún, The Florentine Codex, Book XI, The Earthly Things. Arthur J.O. Anderson et Charles Dibble, éd. et trad. Salt Lake City: University of Utah Press 1963.
345. ↑  Traduction anglaise : Political essay on the kingdom of New Spain containing researches relative to the geography of Mexico, (1811) biodiversitylibrary.org
346. ↑  Enrique Pérez Arbeláez, José Mutis y la Real Expedición botánica al Virreinato del Perú. Bogotá: Anatres, 1967; 2nd ed. Instituto Colombiano de Cultura Hispánica 1983.
347. ↑  Harold W. Rickett, « The Royal Botanical Expedition to New Spain », Chronica Botanica 11, no. 1 (1947), 1–81.
348. ↑  Francisco de Solano, et al., eds. La Real Expedición Botánica a Nueva España, 1787–1800. Madrid: CSIC 1987.
349. ↑  Iris H. W. Engstrand, Spanish Scientists in the New World: The Eighteenth-Century Expeditions. Seattle: University of Washington Press 1981.
350. ↑  Daniela Bleichmar, Visible Empire: Botanitical Expeditions & Visible Culture in the Hispanic Enlightenment. Chicago: University of Chicago Press 2012.
351. ↑  Paula S. De Vos, « Research, Development, and Empire: State Support of Science in Spain and Spanish America, Sixteenth to Eighteenth Centuries », Colonial Latin America Review 15, no. 1 (June 2006) 55–79.
352. ↑  Jorge Cañizares-Esguerra, Nature, Empire, and Nation: Explorations in the History of Science in the Iberian World. Stanford: Stanford University Press 2006.
353. ↑  Antonio Barrera-Osorio, Experiencing Nature: The Spanish American Empire and the Early Scientific Revolution. Austin: University of Texas Press 2006
354. ↑  Daniela Bleichmar et al., eds. Science in the Spanish and Portuguese Empires, 1500–1800. Stanford: Stanford University Press 2008.
355. ↑  Antonio Lafuente, « Enlightenment in an Imperial context: Local Science in the Late Eighteenth-Century Hispanic World », Osiris 2nd series. 15 (2000): 155–173.
356. ↑  José Luis Peset, ed. Ciencia, vida, y espacio en Iberoamérica. 3 vols. Madrid: CSIC 1989.
357. ↑  Neil Franklin Safier, Measuring the New World: Enlightenment Science and South America. Chicago: University 2008.
358. ↑  Victor Bulmer-Thomas, John H. Coatsworth, et Roberto Cortés Conde, eds. New York: Cambridge University Press 2006.
359. ↑  Leslie Bethell, ed. New York: Cambridge University Press 1986.
360. ↑  J.R. Fisher, Commercial Relations between Spain and Spanish America in the Era of Free Trade, 1778–1796. Liverpool: Centre for Latin American Studies 1985.
361. ↑  Silvio Zavala, La encomienda Indiana. Mexico: Editorial Porrúa 1935, 1973.
362. ↑  James Lockhart, « Encomienda and Hacienda: the Evolution of the Great Estate in the Spanish Indies », Hispanic American Historical Review 49 (1969): 411–429. Revue en Of Things of the Indies: Essays Old and New in Early Latin American History, Stanford: Stanford University Press 1999, p. 1–26.
363. ↑  William Sherman, Forced Native Labor in Sixteenth Century Central America. Lincoln: University of Nebraska Press 1979.
364. ↑  Elman R. Service, « The Encomienda in Paraguay », Hispanic American Historical Review 31(2) 230–252.
365. ↑  Shawn Michael Austin, « Guaraní kinship and the encomienda community in colonial Paraguay, sixteenth and early seventeenth centuries », Colonial Latin American Review 24:4(2015) 545–571.
366. 1 2  Tatiana Seijas, Asian Slaves in Colonial Mexico: From Chinos to Indians. New York: Cambridge University Press 2014.
367. ↑  Peter J. Bakewell, Miners of the Red Mountain: Indian Labor in Potosí, 1545–1650. Albuquerque: University of New Mexico Press 1984.
368. ↑  Jeffrey A. Cole, The Potosí Mita, 1573–1700: Compulsory Labor in the Andes, Stanford: Stanford University Press 1985.
369. ↑  Enrique Tandeter, Coercion and Market: Silver Mining in Colonial Potosí, 1692–1826. Albuquerque: University of New Mexico Press 1993.
370. ↑  Philip Wayne Powell (en), Soldiers, Indians, and Silver: The Northward Advance of New Spain, 1550–1600. Berkeley and Los Angeles: University of California Press 1952.
371. ↑  David Brading et Harry Cross, « Colonial Silver Mining: Mexico and Peru », Hispanic America Historical Review 52 (1972): 545–579.
372. ↑  Richard Garner et Spiro E. Stefanu, Economic Growth and Change in Bourbon Mexico. Gainesville: University of Florida Press 1993.
373. ↑  Carlos Marichal, « The Spanish American Silver Peso: Export Commodity of the Ancien Regime, 1550–1800 », From Silver to Cocaine, p. 25–52.
374. ↑  William Schell, Jr. « Silver Symbiosis: ReOrienting Mexican Economic History », Hispanic American Historical Review 81(1) février 2001: 89–133.
375. ↑  Cambridge MA: Harvard University Press 1934.
376. ↑  Durham: Duke University Press 1982.
377. ↑  Nils Jacobsen et Hans-Jürgen Puhle (en), eds. The Economies of Mexico and Peru During the Late Colonial Period, 1760–1810. Berlin: Colloquium 1996.
378. ↑  Lyman L. Johnson et Enrique Tandeter, eds. Essays on the Price History of Eighteenth-Century Latin America. Albuquerque: University of New Mexico Press 1990.
379. ↑  Arthur P. Whitaker, The Huancavelica Mercury Mine: A Contribution to the History of the Bourbon Renaissance in the Spanish Empire. Cambridge: Harvard University Press 1941.
380. ↑  Kendall W. Brown, « The Spanish Imperial Mercury Trade and the American Mining Expansion Under the Bourbon Monarchy », in The Political Economy of Spanish America in the Age of Revolution, ed. Kenneth J. Andrien et Lyman L. Johnson. Albuquerque: University of New Mexico Press 1994, pp. 137–168.
381. ↑  Eric Van Young, « Mexican Rural History Since Chevalier: The Historiography of the Colonial Hacienda », Latin American Research Review, 18 (3) 1983; 5–61.
382. ↑  Eric Van Young, « Rural History » in The Oxford Handbook of Latin American History, José C. Moya, ed. New York: Oxford University Press 2011, p. 309–341.
383. ↑  Steven Topik, Carlos Marichal et Zephyr Frank, From Silver to Cocaine: Latin American Commodity Chains and the Building of the World economy, 1500–2000. Durham: Duke University Press 2006.
384. ↑  Ward Barrett, The Sugar Hacienda of the Marqueses del Valle. Minneapolis: University of Minnesota Press 1970.
385. ↑  Manuel Moreno Fraginals, The Sugar Mill: The Socio-Economic Complex of Sugar in Cuba, 1760–1860. Trad. Cedric Belfrage. New York: Monthly Review Press 1976.
386. ↑  Stuart B. Schwartz, Tropical Babylons: Sugar and the Making of the Atlantic World, 1450–1680. Chapel Hill: University of North Carolina Press 2004.
387. ↑  Murdo J. MacLeod, Spanish Central America: A Socioeconomic History, 1520–1720. Berkeley and Los Angeles: University of California Press 1973, chapitres 5, 12 et 18 en particulier.
388. ↑  Eugenio Piñero. The Town of San Felipe and Colonial Cacao Economies. Philadelphia: American Philosophical Society 1994.
389. ↑  Susan Deans-Smith, Bureaucrats, Planters, and Works: the Making of the Tobacco Monopoly in Bourbon Mexico, 1740–1810. Austin: University of Texas Press 1992.
390. ↑  Jerry W. Cooney, « La Dirección General de la Real Renta de Tabacos and the Decline of the Royal Tobacco Monopoly in Paraguay, 1779–1800 », Colonial Latin American Historical Review 1:1(1992)101–115.
391. ↑  Charlotte A. Cosner, The Golden Leaf: How Tobacco Shaped Cuba and the Atlantic World. Nashville: Vanderbilt University Press 2015.
392. ↑  Herman Konrad, A Jesuit Hacienda in Colonial Mexico: Santa Lucía, 1576–1767. Stanford: Stanford University Press 1980.
393. ↑  Paulina Numhauser, Mujeres indias y señores de la coca: Potosí y Cuzco en el siglo XVI. Madrid: Ediciones Cátedra 2005.
394. ↑  Woodrow Borah, Silk Raising in Colonial Mexico.
395. ↑  Richard Salvucci, Textiles and Capitalism in Mexico: An economic history of obrajes, 1539–1840. Princeton: Princeton University Press 1987.
396. ↑  Carlos Marichal, « Mexican Cochineal and the European Demand for American Dyes », From Silver to Cocaine, pp. 76–92.
397. ↑  Brian Hamnett, Politics and Trade in Southern Mexico, 1750–1821. New York: Cambridge University Press 1971.
398. ↑  Murdo J. MacLeod (en), Spanish Central America: A Socioeconomic History, 1520–1720, especially chapter 10.
399. ↑  David McCreery, « Indigo Commodity Chains in the Spanish and British Empires, 1560–1860 » in From Silver to Cocaine, pp. 53–75.
400. ↑  P. et H. Chaunu, Séville et l’Atlantique aux XVIe et XVIIe siècles. Paris: Flammarion 1977.
401. ↑  Woodrow Borah, Early Colonial Trade and Navigation between Mexico and Peru. Berkeley: University of California Press, Ibero-Americana: 38, 1954
402. ↑  J.H. Parry, The Spanish Seaborne Empire. Berkeley and Los Angeles: University of California Press 1990, 1966.
403. ↑  Geoffrey Walker, Spanish Politics and Imperial Trade, 1700–1789. Bloomington Indiana University Press 1979.
404. ↑  William Schurz, The Manila Galleon. New York 1939.
405. ↑  Manuel Carrera Stampa, « La Nao de la China », Historia Mexicana 9, no. 33 (1959), 97–118.
406. ↑  Katharine Bjork, « The Link that Kept the Philippines Spanish: Mexican Merchant Interests and the Manila Trade, 1571–1815 », Journal of World History 9, no. 1 (1998), 25–50.
407. ↑  Shirley Fish, Manila-Acapulco Galleons: The Treasure Ships of the Pacific with an Annotated list of Transpacific Galleons, 1565–1815. Central Milton Keynes: Author House 2011.
408. ↑  Adrian Pearce. British Trade with Spanish America, 1763–1808. Liverpool: Liverpool University Press 2008.
409. ↑  Bruce A. Castleman, Building the King's Highway: Labor, Society, and Family on Mexico's Caminos Reales 1757–1804. Tucson, AZ: University of Arizona Press 2005
410. ↑  John H. Coatsworth, « Obstacles of Economic Growth in Nineteenth-Century Mexico », American Historical Review, vol. 83, no. 1, (février 1978) pp. 80–100.
411. ↑  James Lockhart, « Trunk Lines and Feeder Lines: The Spanish Reaction to American Resources » in Of the Things of the Indies. Stanford: Stanford University Press 1999, pp. 120–157.
412. ↑  Alfred Crosby, L'échange colombien (en). Greenwood Press 1972, Praeger Publishers 2003.
413. ↑  Alfred Crosby, Ecological Imperialism: The Biological Expansion of Europe, 900–1900. Cambridge University Press 1986, 1993, 2004
414. ↑  Shawn William Miller, An Environmental History of Latin America. New York: Cambridge University Press 2007.
415. ↑  Arij Ouweneel. Shadows over Anáhuac: An ecological interpretation of crisis and development in Central Mexico, 1730–1800. Albuquerque: University of New Mexico Press 1996.
416. ↑  Elinor G.K. Melville, A Plague of Sheep: Environmental Consequences of the Conquest of Mexico Cambridge University Press 1994, qui a remporté le prix Herbert E. Bolton de la Conférence sur l'histoire de l'Amérique latine. Après sa mort, la Conférence sur l'histoire de l'Amérique latine a créé en son honneur un prix pour l'histoire de l'environnement. http://clah.h-net.org/?page_id=114
417. ↑  Nicholas A. Robins, Mercury Mining and Empire: The Human and Ecological Cost of Colonial Silver Mining in the Andes. Bloomington: Indiana University Press 2011.
418. ↑  Jeremy Adelman (en), « Independence in Latin America » in The Oxford Handbook of Latin American History, José C. Moya, ed. New York: Oxford University Press 2011, 153–54.
419. ↑  Brian Hamnett, The End of Iberian Rule and the American Continent, 1770–1830. Princeton University Press 2017
420. ↑  David Bushnell, « Wars of Independence: South America » in The Encyclopedia of Latin American History and Culture (en), vol. 5, p. 446. New York: Charles Scribner's Sons 1996.
421. ↑  Timothy Anna, The Fall of Royal Government in Mexico City. Lincoln: University of Nebraska Press 1978; The Fall of Royal Government in Peru. Lincoln: University of Nebraska Press 1979; Spain and the Loss of America. Lincoln: University of Nebraska Press 1983.
422. ↑  Michael Costeloe, Response to Revolution: Imperial Spain and Spanish American Revolutions, 1810–1840. Cambridge: Cambridge University Press 1986.
423. ↑  Jorge I. Domínguez, Insurrection or Loyalty: The Breakdown of the Spanish American Empire. Cambridge: Harvard University Press 1980.
424. ↑  John Lynch, The Spanish American Revolutions, 1808–1826, 2nd ed. New York: Norton 1986.
425. ↑  e.g., Lockhart and Schwartz, « Early Latin America », Chapitre 11, « Epilogue: the coming of independence »
426. ↑  Burkholder and Johnson, « Colonial Latin America », Chapitre 10, « Crisis and Political Revolution » et Chapitre 11, « From Empire to Independence »
427. ↑  Leslie Bethell, ed. The Cambridge History of Latin America, vol. 3, From Independence to ca. 1870. New York: Cambridge University Press 1984.

### Sources primaires
- Richard Boyer et Geoffrey Spurling, eds. Colonial Lives: Documents on Latin American History, 1550–1850 (2000) online